# Abbaye du Mont-Saint-Michel
Cet article concerne l'abbaye. Pour l'île, voir Mont Saint-Michel. Pour la commune française, voir Le Mont-Saint-Michel. Pour les autres significations, voir Mont Saint-Michel (homonymie).
Pour les articles homonymes, voir Abbaye Saint-Michel et Saint-Michel.
L'abbaye du Mont-Saint-Michel est un établissement monastique encore en activité. Autrefois bénédictine, elle est depuis 2001 affiliée à l'ordre des Fraternités monastiques de Jérusalem. Elle est située sur l'îlot du mont Saint-Michel, qui se trouve lui-même sur le territoire de la commune française nommée Le Mont-Saint-Michel dans le département de la Manche en région Normandie.
L'abbaye est classée au titre des monuments historiques par liste de 1862. Le site est doublement inscrit sur la liste du patrimoine mondial de l’UNESCO : une première fois en 1979 comme bien intitulé « Mont Saint-Michel et sa baie » et une seconde fois en 1998 en tant que composante du bien en série « Chemins de Compostelle en France ».
L'édifice religieux attire à lui seul 1,5 des quelque 2,5 millions de touristes qui viennent chaque année au mont, ce qui fait de l'abbaye l'un des premiers sites culturels visités en France.

## Géographie
L'îlot du mont Saint-Michel se trouve sur le territoire de la commune française nommée Le Mont-Saint-Michel, dans le département de la Manche en région Normandie.

## Toponymie
Attestations anciennes : in monte qui dicitur Tumba vers 850 (Revelatio, p. 409) ; revelatio Monte Sancti Michaelis 966 (AG NLM) ; loco Sancti Michaele in monte qui dicitur Tumba en 1017-1026.
Le mot tumba « tombe » a fait place à la désignation du monastère fondé en 708 par saint Aubert, évêque d’Avranches. L'appellatif tombe, rare en toponymie, est à interpréter dans le sens de « sépulture, cimetière », mais il s'agit sans doute d'un site funéraire antérieur à l'installation de la communauté monastique, puisque les textes ne font pas état d'une sépulture notable.
Pierre Bouet, qui n'est pas toponymiste, préfère y voir le sens de « tertre », « élévation », sans doute pense-t-il au mot tumulus quand il invoque une hypothétique racine indo-européenne *tum « tertre », « élévation ». Selon lui, cet étymon renverrait à la réalité géographique de l'endroit. En revanche, le latin chrétien tumba n'a pas ce sens, sauf celui de « tumulus funéraire » dans une de ses acceptions. Il existe cependant le vieil irlandais dumae > irlandais dumha, quasi-synonyme de tuaim, tuama, mais son sens est toujours celui de « tumulus, tertre funéraire ».
Le nom de l’îlot voisin Tombelaine ne procède pas du dieu gaulois Belenos, mais d'un primitif *tumb-ell-ana dérivé du précédent, avec double suffixation, formation homonyme de Tombelaine, hameau du Calvados ou de Tomblaine, commune de Meurthe-et-Moselle.

## Histoire primitive du Mont

### Le Mont-Tombe durant l'Antiquité
Le Mont a été, dès l’origine, un lieu où les hommes ont aimé entendre ou projeter les histoires qui les construisaient et les rassuraient. Ainsi, l'hypothèse selon laquelle il est durant l'Antiquité un lieu de cultes druidiques pour les Abrincates qui habitaient la région autour du mont et l'Avranchin, ne repose que sur des inductions. Selon le chanoine de la cathédrale de Dol et historien Gilles Déric (1726-1800), le rocher était un sanctuaire païen dédié au dieu gaulois du soleil sous le nom de Mons vel Tumba Beleni : mont ou tombe de Belenos, hypothèse aujourd’hui abandonnée, puisqu'aucun niveau d'occupation antique n'a été mis au jour et que Tumba Beneni est certainement une cacographie pour Tumbellana, Tombelaine. Le « Mont Tombe » (Mons Tumba), nom originel du Mont-Saint-Michel, a pu être appelé ainsi parce qu'il émergeait des sables « à la manière d'un tombeau ».

### Le Mont-Saint-Michel-au-péril-de-la-Mer au début de l’ère chrétienne

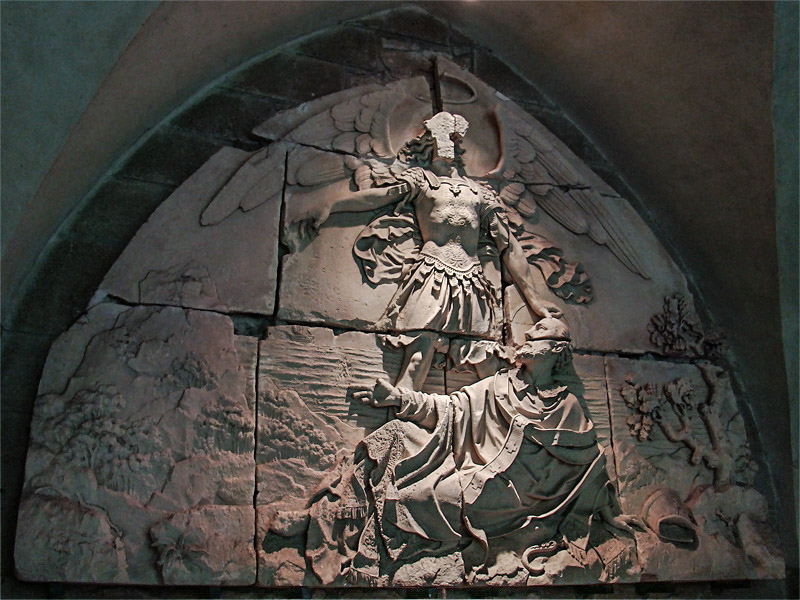
Le songe de saint Aubert, par Barré, 1860.

Le récit en partie légendaire et miraculeux de la fondation chrétienne de l'abbaye est issu d'un texte en latin de la Revelatio ecclesiae sancti Michaelis in monte Tumba rédigé par un chanoine du Mont-Saint-Michel ou de la cathédrale d’Avranches au IXe siècle. Ce texte de circonstance s'inscrit dans le contexte de lutte de pouvoir entre la Bretagne et le duché de Normandie avec le royaume franc ainsi que des réformes canoniques entreprises par les empereurs carolingiens,. De plus, les chroniqueurs montois du IXe au XIIe siècle écrivent pour la gloire de Dieu, du prince et de la communauté où ils vivent, en vue de constituer des « légendes » mais il ne faut pas voir dans toutes les informations contenues dans leurs récits que de pures inventions et des fables mensongères, d'où la nécessité d'effectuer une lecture critique de ces textes.
À l'avènement du christianisme dans la région, aux alentours du IVe siècle, le Mont Tombe fait partie du diocèse d’Avranches, dont les limites correspondent à l'ancien territoire des Abrincates. Au milieu du VIe siècle, le christianisme s’implante véritablement dans la baie. Les ermites saint Pair et saint Scubilion en fondent une chapelle dédiée au premier martyr chrétien, saint Étienne, élevée à mi-hauteur du rocher et une seconde en l’honneur du premier martyr d'Autun, saint Symphorien, élevée au pied du rocher.
Dès le IVe siècle, le culte de saint Michel est largement répandu en Orient. Le saint fait son apparition en Occident à la fin du Ve siècle avec l'élévation d'un premier sanctuaire michaélique à Monte Sant'Angelo dans le massif du Gargano dans les Pouilles en Italie en 492. En 813, Charlemagne étend à l'ensemble de ses états la fête de la Saint-Michel. Dès lors, de nombreuses chapelles et édifices (tours, fondations) lui sont dédiés. Ils sont généralement édifiés dans des lieux isolés et élevés, pour rappeler que saint Michel est le « chef » des anges. C'est dans ce contexte qu'est rapportée dans la Revelatio, l’édification, par l’évêque saint Aubert d’Avranches, d’un oratoire dédié à l’archange saint Michel en 708. Selon la légende, Aubert aurait reçu, au cours de son sommeil, trois fois l’ordre de Saint-Michel de faire ériger sur le Mont-Tombe un oratoire. Le sanctuaire doit être, selon les prescriptions de l’ange, une réplique du sanctuaire Saint-Michel-Archange du mont Gargan en Italie (Ve siècle). Aubert fait arracher une pierre cultuelle païenne présente sur le Mont Tombe et construit à la place un sanctuaire circulaire formé de morceaux de roc grossièrement empilés. En 708 environ, Aubert envoie deux chanoines chercher au sanctuaire italien du Mont-Gargan des reliques du lieu : un morceau de marbre sur lequel l'archange aurait laissé l'empreinte de son pied et un morceau de son manteau pourpre (appelé « voile du Paradis »). C'est au cours de cette mission que le raz de marée de mars 709 aurait englouti la forêt de Scissy et entouré le mont pour en faire une île. Puis selon la tradition montoise remontant au XIe siècle, l’évêque fait la dédicace de l’église le 16 octobre 709 et y installe un chapitre de douze chanoines. Les origines du Mont restent cependant obscures : si la légende populaire a conservé un récit pittoresque de la fondation originelle, cette fondation pourrait être antérieure à 708 et appartenir au développement monastique connu en Normandie entre le VIe au VIIIe siècle. Elle pourrait être également liée à la proximité d'Aubert avec les Pépinides, noblesse franque d'Austrasie. Membre de l'aristocratie austrasienne nouvellement installée à Avranches après sa victoire à la bataille de Tertry en 687, Aubert aurait favorisé le culte michaélique qui est un des traits originaux de ce lignage et un élément d'affirmation de sa victoire sur les Neustriens.
En 1960, Yves-Marie Froidevaux, architecte en chef des monuments historiques, retrouve à l'est de la chapelle Notre-Dame-sous-Terre un mur cyclopéen qui pourrait constituer les vestiges de l'oratoire construit en 708 par saint Aubert. Ce sanctuaire serait une chapelle reliquaire ayant abrité le tombeau du fondateur, Aubert et les reliques insignes ramenées du Mont-Gargan ou inventées (pierre avec l'empreinte, cape, bouclier, épée, disparues à la Révolution). La chapelle aurait donc remplacé l'oratoire primitif. Dans les années 2000, les analyses archéologiques des briques grâce à trois techniques différentes réfutent cette hypothèse et montrent qu'il s'agit d'un mur de soutènement du Xe siècle.
Les premières constructions se révèlent insuffisantes et à l’époque carolingienne, d’importants bâtiments sont élevés, autour desquels se répartissent les cellules individuelles des religieux. Pour la première fois en 710, l'île montoise perd son appellation de « Mont Tombe » pour prendre celui de « Mont-Saint-Michel-au-péril-de-la-Mer », appellation en référence au passage des pèlerins traversant la baie à l'origine d'enlisements ou de noyades. Pendant tout le Moyen Âge, il est couramment surnommé par les clercs Mons Sancti Michaeli in periculo maris avant que ne se fixe progressivement le nom de « Mont-Saint-Michel ».

## Histoire de l'abbaye

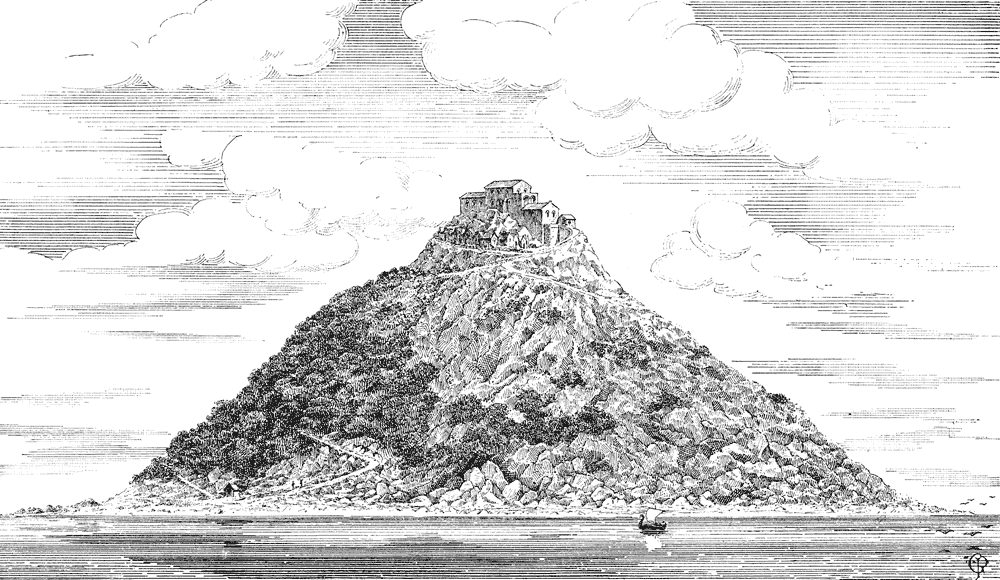
Vu du Nord-Ouest, à la fin du Xe siècle.
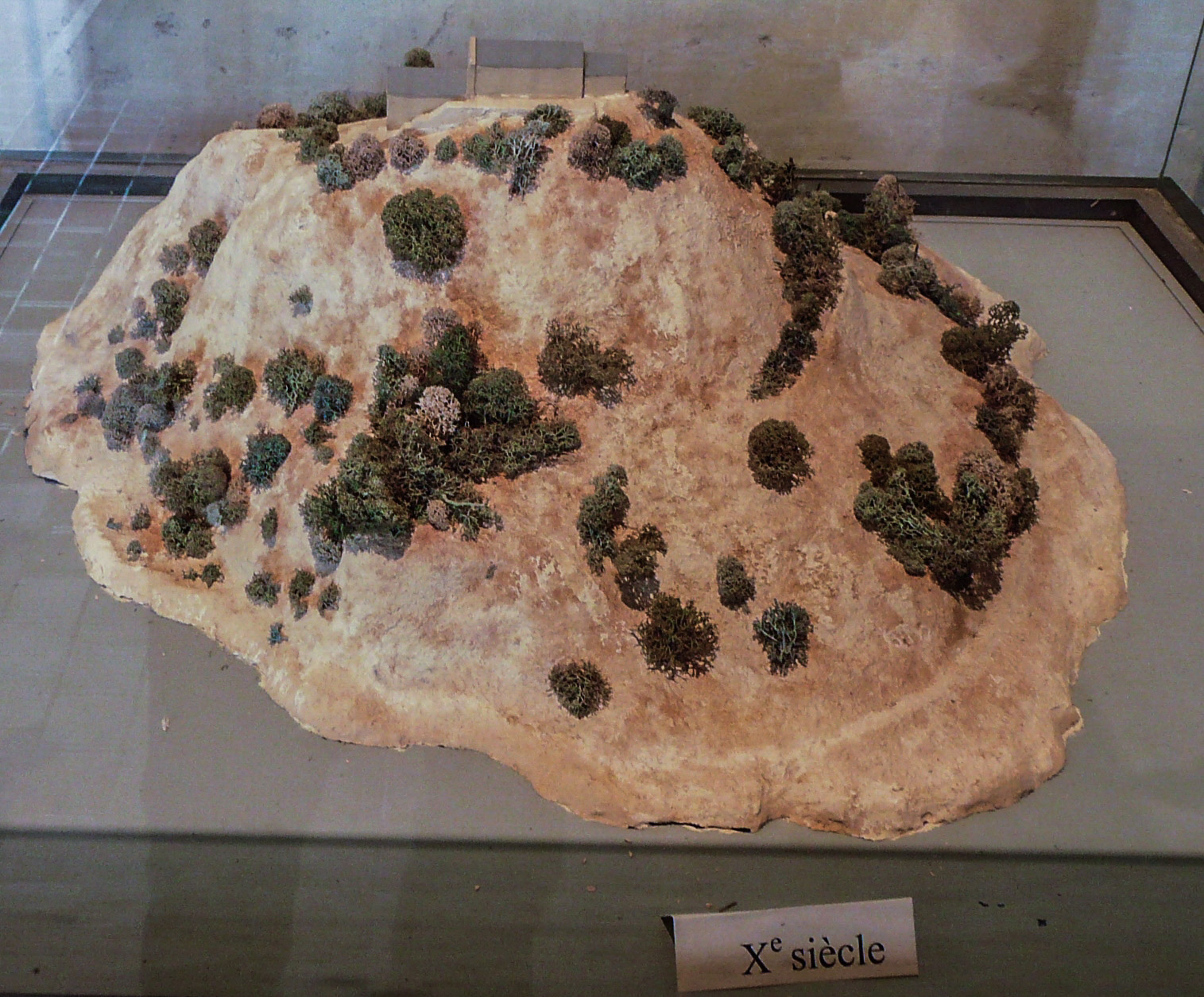
Au Xe siècle.
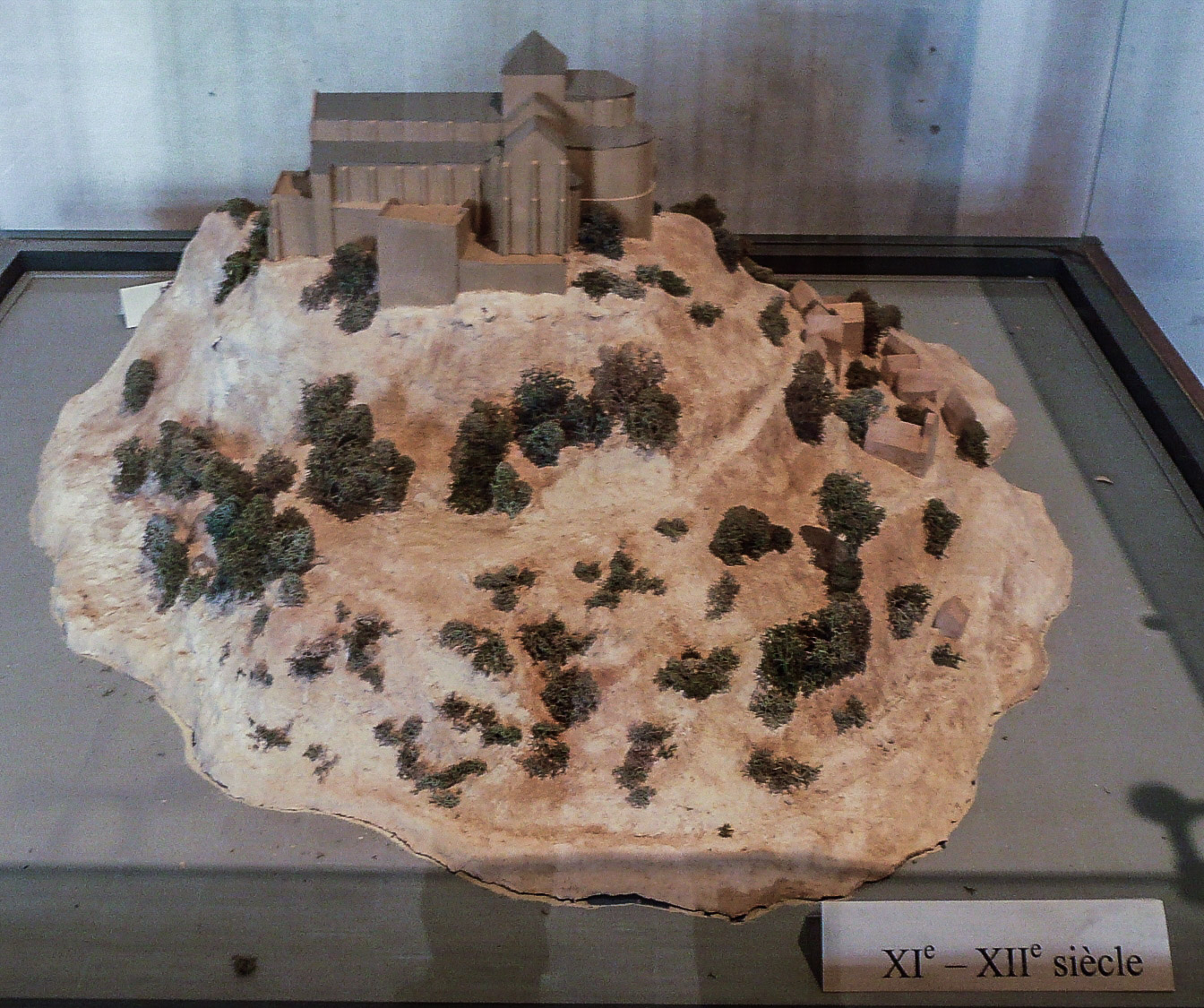
Aux.
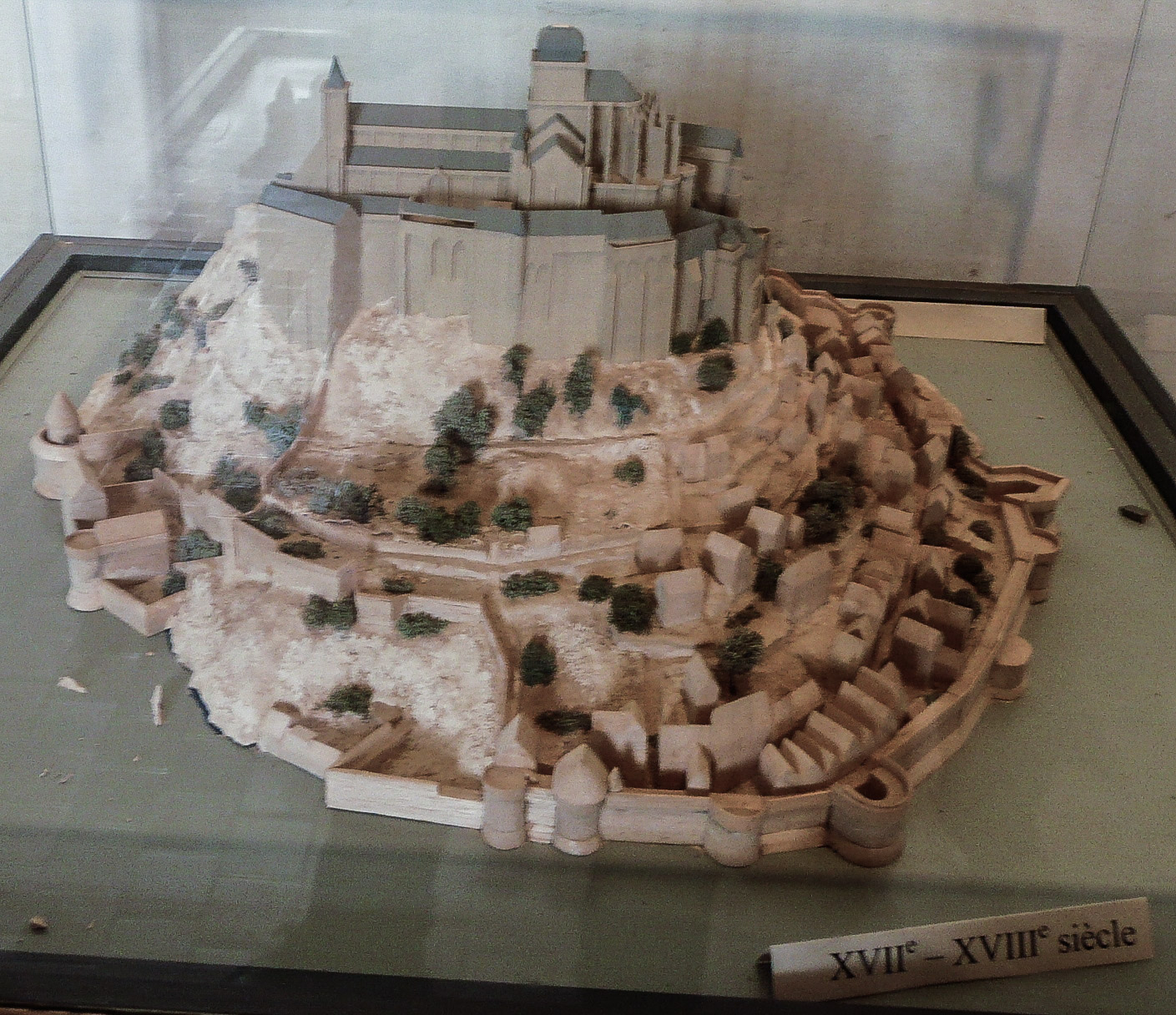
Aux.
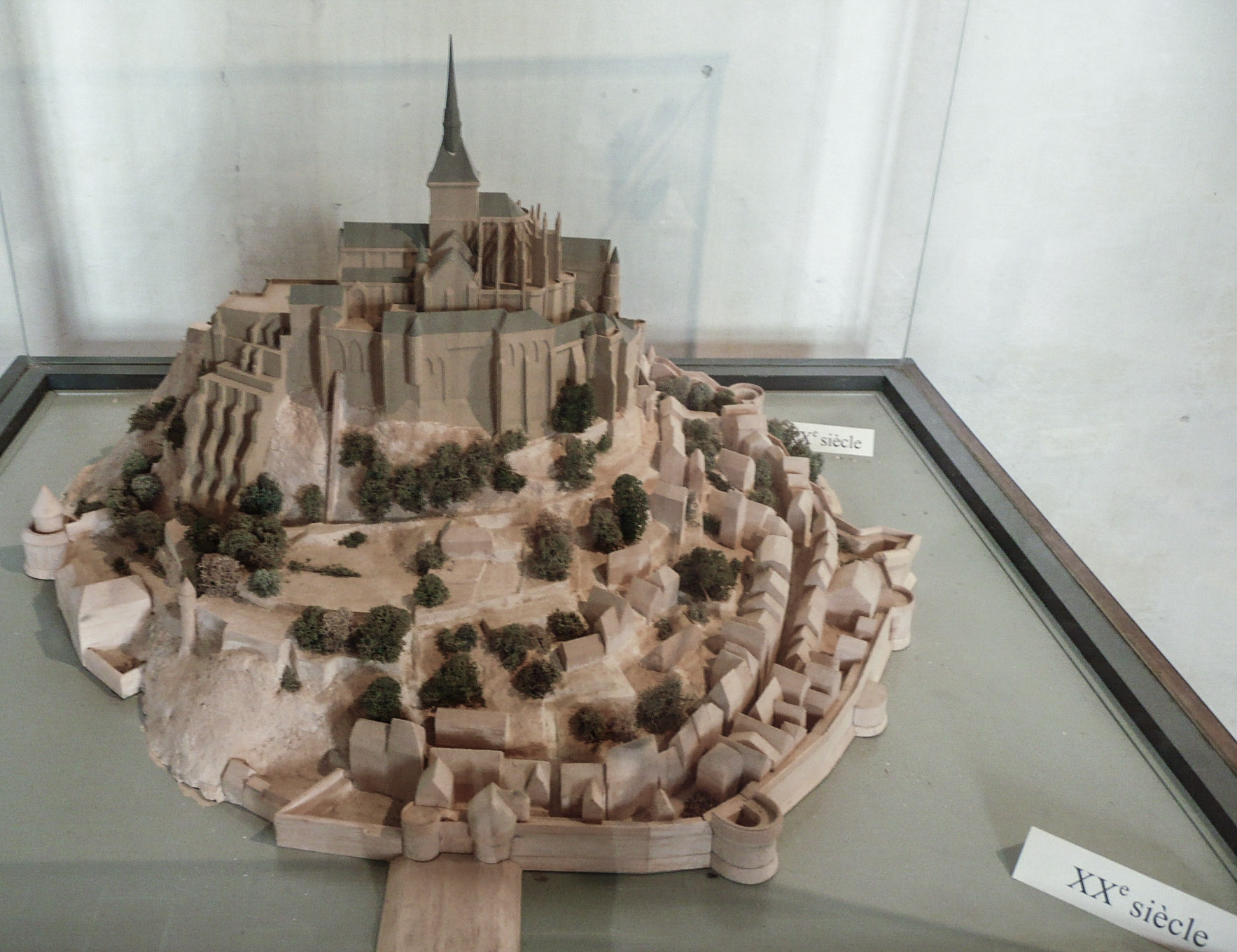
Au XXe siècle.

### Collégiale Saint-Michel auxIXeetXesiècles
Les chanoines du Mont-Saint-Michel se montrent, durant le premier siècle de leur installation, fidèles à la mission qui les a attachés au culte de l’archange saint Michel : leur montagne devient à la fois un lieu de prière, d'étude et de pèlerinage, mais l'ère de stabilité connue par la Neustrie durant le règne de Charlemagne laisse place, à la mort de l'empereur, à une période de grands désordres. Tandis que le reste de la Gaule subit les invasions barbares, la religion et la science trouvent refuge et asile dans le diocèse d'Avranches, et surtout au Mont-Saint-Michel. Profitant de la désunion des petits-fils de Charlemagne, les raids et incursions des Vikings, précédemment contenus, reprennent une nouvelle vigueur.
Les événements de cette époque ne suspendent pas les pèlerinages montois dont ce roc vénéré est devenu le centre. Mais les Vikings atteignent le Mont-Saint-Michel-au-péril-de-la-Mer en 847 et mettent à sac l'église collégiale,.
Le jarl viking Rollon se fait baptiser et donne aux religieux du mont sa terre d'Ardevon, en les assurant de sa constante protection. En 933, Guillaume Longue-Épée, fils et successeur de Rollon, reconnaît l'autorité du roi de France Raoul qui lui concède le Cotentin et l’Avranchin jusqu’à la Sélune, frontière entre le Rennais et l'Avranchin. Le Mont-Saint-Michel-au-péril-de-la-Mer passe ensuite sous contrôle normand, l'ancienne frontière de Neustrie étant rétablie sur le Couesnon, limite traditionnelle du diocèse d'Avranches. Guillaume Longue-Épée poursuit la politique de restauration des monastères inaugurée par son père.

### Fondation de l’abbaye bénédictine en 965

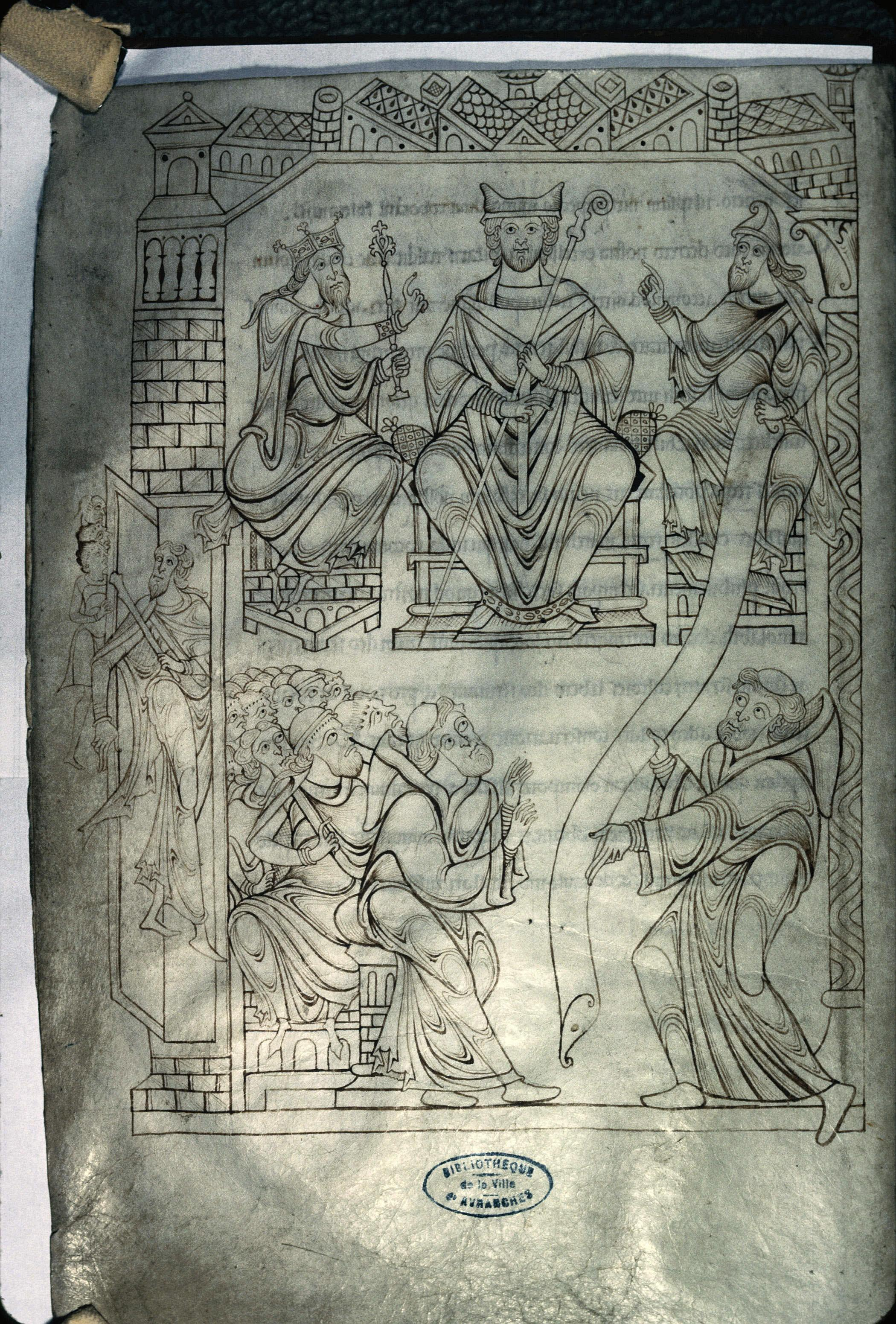
Miniature représentant le privilège accordé par le pape Jean XIII, Cartulaire du Mont-Saint-Michel, vers 1150,.

Le rapide développement des richesses de la collégiale Saint-Michel finit par constituer un sérieux obstacle à son bon fonctionnement, et même à sa vocation religieuse. Dotés des moyens de satisfaire leurs passions, les chanoines dépensèrent en plaisirs les richesses provenant de la piété des princes, tandis que l’église restait déserte ou n’était fréquentée que par des clercs légèrement rétribués.
Lorsque Richard Ier « sans Peur », le fils de Guillaume Longue-Épée, lui succède comme duc de Normandie, il tente de résoudre le problème en faisant comparaître les chanoines devant lui pour leur reprocher leurs débordements et leur rappeler le caractère saint de l'édifice religieux.
Après s'être efforcé, en vain, de les ramener à la régularité de la vie religieuse, par les remontrances, les prières et les menaces, Richard prend la résolution, après approbation du pape Jean XIII et du roi Lothaire, de remplacer la collégiale du Mont par un monastère bénédictin (un coenobium),. Richard expédie alors un des officiers de sa cour avec plusieurs soldats au Mont-Saint-Michel, pour notifier ses ordres aux chanoines : ils doivent se soumettre aux austérités de la vie claustrale en prenant l’habit de saint Benoît ou quitter le Mont.
Un seul s'y soumet, tandis que tous les autres abandonnent les lieux, laissant l’abbé Maynard Ier, qui vient de l’abbaye de Saint-Wandrille, y établir la règle bénédictine. Le remplacement des chanoines par des moines bénédictins a lieu en 965 ou 966, ce qui sera retenu comme la fondation de l'abbaye du Mont-Saint-Michel,,.

### Abbatiats des premiers moines bénédictins auxXeetXIesiècles
Ce sont ces premiers moines bénédictins, en 966, qui dotent l'abbaye du lieu de culte pré-roman à double nef dénommé « Notre-Dame-sous-Terre », puis font construire à partir de 1060 la nef de l'église abbatiale dont la croisée du transept est établie sur le sommet du rocher. L'île du mont étant trop petite pour abriter une carrière de pierre, les pierres utilisées viennent de l'extérieur et se nomment pierre de Caen ou encore granite,,,.

### Relations entre souverains normands et bretons auxXeetXIesiècles
Le Normand Maynard II, abbé du Mont-Saint-Michel de 991 à 1009, est également abbé de Saint-Sauveur de Redon, à la suite des liens privilégiés noués par son oncle Maynard Ier avec les comtes de Rennes, ducs de Bretagne. Entre l’an 1009 et 1020 environ, la terre entre Sélune et Couesnon est récupérée par Richard II, sur les Bretons, confirmant définitivement l'appartenance du Mont-Saint-Michel à la Normandie, que Richard tente de placer dans l'orbite de Fécamp. Ce recul de l'autorité bretonne n'empêchent pas le duc de Bretagne Conan le Tort († 992) de s'y faire ensevelir, au titre de bienfaiteurs et d'encourager l'union de ses enfants, son fils, le futur Geoffroi Ier de Bretagne et sa fille, Judith, avec la famille ducale normande. Le mariage de Judith avec le duc Richard II et celui de Geoffroi († 1008) avec Havoise de Normandie, sœur de Richard, puis son inhumation au Mont témoignent bien d'une volonté d'apaiser les tensions entre les deux duchés. 
L'influence des souverains normands sera déterminante pour l'avenir de l'abbaye. En effet, le financement de monastères et d'églises, et en particulier de l'abbaye du Mont-Saint-Michel, leur donne une occasion rêvée de racheter leur image et de se poser en défenseur et promoteur de la religion chrétienne sur leur territoire,. L'essor du Mont sous la souveraineté normande sera donc notamment le fruit d'enjeux très politiques. À noter que vers l'an mil, les grandes abbayes de Normandie orientale ont été relevées, mais en dehors du Mont-Saint-Michel, l'ouest de la Normandie est terre païenne.

### Centre de traduction auXIIesiècle

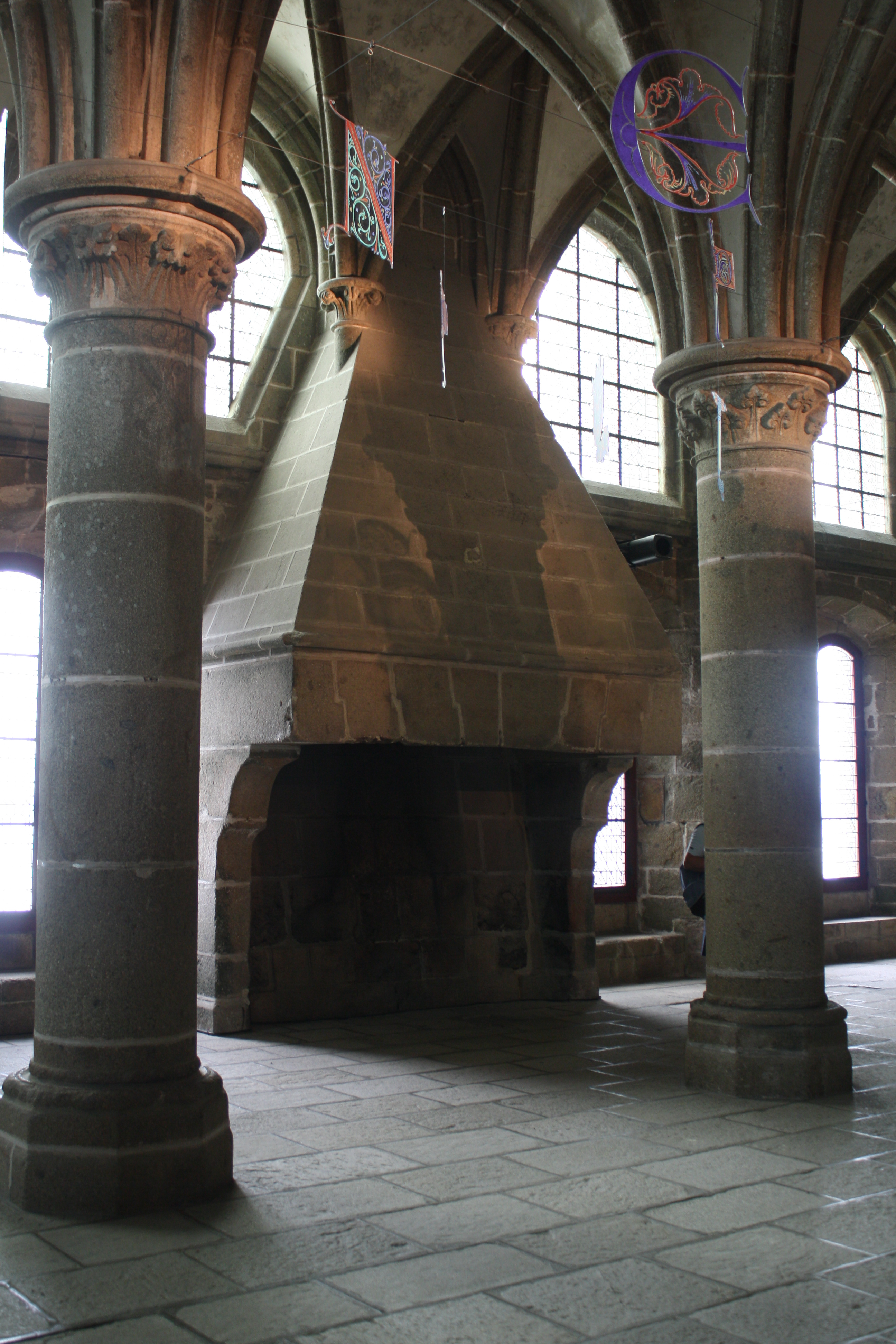
Un des âtres du Scriptorium, 1225.

Dans la première moitié du XIIe siècle, les bénédictins du Mont-Saint-Michel auraient eu, selon plusieurs historiens, une grande influence sur le développement intellectuel de l'Europe en traduisant Aristote directement du grec ancien en latin : le plus vieux des manuscrits des œuvres d'Aristote, en particulier les Catégories, date des Xe et XIe siècles, soit avant l’époque où d’autres traductions se font à Tolède depuis l'arabe, ou en Italie.
Le Mont-Saint-Michel connaît alors son apogée avec l'abbé Robert de Torigni, conseiller privé du duc de Normandie, Henri II d'Angleterre.

### Assaut breton contre l'abbaye auXIIIesiècle
En 1204, dans un contexte de rivalité entre le roi d'Angleterre et le roi de France, Philippe Auguste entreprend de s'emparer des fiefs continentaux du duc de Normandie. Son allié Guy de Thouars se jette précisément sur l'Avranchin à la tête d'une armée bretonne, assiégeant ainsi le Mont.
Cet assaut vient se briser contre les fortifications du monastère, et Guy de Thouars, désespérant de se rendre maître du Mont, se retire en livrant la ville au feu. Les flammes, s’élançant vers le sommet du Mont, débordent sur l'abbaye dont elles réduisent presque tous les bâtiments en cendres.

### Réparations et fortifications de l'abbaye auXIIIesiècle
L’abbé Jordan entreprend les premières réparations et fait entourer l'abbaye d'une première enceinte fortifiée. Il subsiste de ces travaux : la Belle Chaise, la tour octogonale des Corbins à l'extrémité de la Merveille et les remparts nord, au-dessus du bois de l'abbaye. Datent de la même époque, la tour des Fanils, surplombée par l'échauguette de la Pilette, et à l'ouest les remparts ceinturant la rampe d'accès qui sert de deuxième entrée au Mont.
Philippe Auguste qui se sent coupable sans doute d'avoir réduit une partie du Mont en cendres, envoie au successeur de Jourdain, Raoul des Iles, 20 000 livres tournois, somme destinée à restaurer intégralement l'abbaye. Raoul fait édifier la Merveille, construction de six salles réparties sur trois étages (40 m de hauteur) bâties entre 1211 et 1228. Le premier bâtiment de trois salles à l'est est achevé dès 1217, le second en 1228. Le projet prévoyait un troisième bâtiment, dans la continuité des deux premiers, mais il n'est jamais construit, faute de moyens, et reste à l'état de fondations.
Reconstruit dans le style architectural normand, avec tailloirs des chapiteaux circulaires, écoinçons en pierre de Caen, motifs végétaux, etc., le cloître de la Merveille est achevé en 1228.

### Guerre de Cent Ans auxXIVeetXVesiècles

#### Contexte de tension entre la France et l'Angleterre
Cette tension est d'ordre militaire quand Guillaume du Merle, capitaine général des ports de Normandie, établit une garnison royale en 1324. Il existe aussi un contexte financier tendu entre les deux parties. En effet, au début du conflit, l'abbaye perd tous les revenus de ses prieurés anglais,.

#### Début des hostilités anglaises contre l'abbaye
En 1356, les Anglais prennent Tombelaine, y installent une bastille et commencent le siège de l'abbaye, tête de pont française dans la Normandie anglaise. Peu de temps après, Bertrand du Guesclin est nommé capitaine de la garnison du Mont et remporte plusieurs victoires qui permettent d’écarter la menace anglaise pour plusieurs années.

#### Renforcement du système défensif de l'abbaye

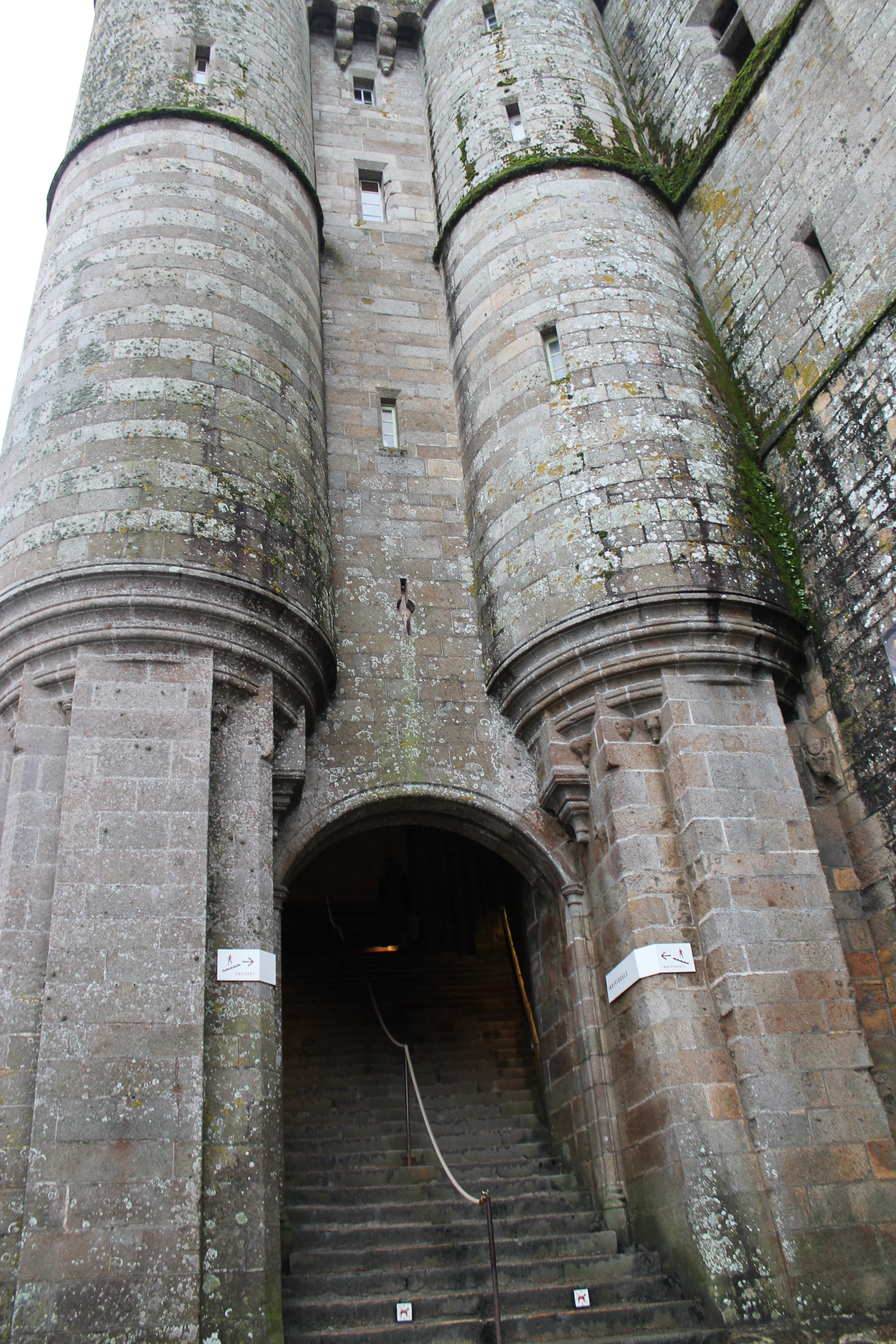
Le châtelet avec ses deux tourelles de flanquement en encorbellement sur contrefort.

En 1386, Pierre Le Roy est élu abbé. Il renforce le système défensif de l'entrée donnant accès à la première enceinte de remparts crénelés, par la construction de la tour Perrine (tour carrée servant à loger la garnison), du Grand Degré et de la tour Claudine qui le surveille, du Châtelet enjambant l'escalier d'accès à la porte d'entrée et de la barbacane du Châtelet qui le précède. La défaite d'Azincourt en 1415 et la nouvelle prise de l'îlot de Tombelaine par les Anglais en 1423 incitent le nouvel abbé, Robert Jollivet, à faire construire à partir de 1417 une seconde enceinte englobant l'ensemble du village montois, un accès unique fortifié (la porte du Roi) ainsi qu’une grande citerne creusée « en roche vive » derrière l'abside de l'abbaye en 1418 pour alimenter le Mont en eau douce.

#### Siège de l'abbaye
En 1419, Rouen tombe aux mains des Anglais. Craignant la puissance anglaise, Robert Jollivet offre ses services au roi d’Angleterre en 1420 mais un an plus tard, Charles VII nomme Jean VIII d'Harcourt capitaine du Mont pour faire face au risque d'invasion anglaise. Le Mont est alors le seul site de Normandie résistant encore aux Anglais qui l'assiègent entre 1423 et 1440, établissant un blocus par la terre et la mer et édifiant deux bastilles sur Tombelaine et Ardevon.

#### Attaques bretonnes contre les Anglais
Le duc de Bretagne, malgré son alliance avec les Anglais, se méfie d'eux et des dangers que la possession de ce roc par ce pays représenterait pour ses provinces. Sur ses ordres, le sieur Briand III de Châteaubriant-Beaufort, son amiral, Guillaume de Montfort cardinal et évêque de Saint-Malo, équipent secrètement dans ce port plusieurs vaisseaux que montent les seigneurs de Combourg, de Montauban, de Chateaubriand, etc., avec un grand nombre de chevaliers et d’écuyers bretons, tous résolus à attaquer les vaisseaux anglais. Cette expédition met en déroute la flotte anglaise (bataille du 16 juin 1425).
Lorsque l'escadre victorieuse vint aborder au Mont-Saint-Michel, les troupes assiégeantes, redoutant une attaque combinée des Montois et des chevaliers bretons, abandonnèrent à la hâte leurs bastilles, laissant toute liberté de ravitailler la place assiégée.

#### Attaques bilatérales sanglantes
À peine les Anglais eurent-ils vu s'éloigner l’escadre auxiliaire qu'ils s’empressèrent de venir relever ses fortifications.
Le Mont-Saint-Michel fut même serré avec plus de rigueur ; toutes ses communications avec la plage furent interceptées et, à chaque marée, la garnison montoise ne pouvait tenter se ravitailler sans que la plage devînt le théâtre d’escarmouches sanglantes.
Jean organise une attaque surprise montée avec son allié, Jean de La Haye, et des assiégés contre des patrouilles anglaises qui se trouve écrasées (« plus de 200 cadavres restèrent sur place ») après quoi les Anglais se terrent dans leurs forts.
Jean d'Harcourt est tué à la bataille de Verneuil en août 1424 et est remplacé par Jean de Dunois, sitôt contesté.
Les religieux du Mont renforcent leurs défenses sur leurs propres fonds, en apportant une partie de leur orfèvrerie religieuse à fondre à l'atelier monétaire installé sur le Mont par le roi depuis 1420. Les Anglais renforcent Tombelaine. Louis d'Estouteville remplace Jean le 2 septembre 1424, et ce dernier retire de la ville, le 17 novembre 1424, les femmes, les enfants et les prisonniers. Tombelaine est encore renforcée. À chaque marée basse, les Anglais en descendent jusqu'aux murailles du Mont. La communication n'est possible qu'au prix d'escarmouches et de combats.
C'est en juin ou juillet 1425 que les Anglais recrutent des combattants, dont Robert Jollivet, y compris à Granville, dont Damour Le Bouffy (qui touche 122 livres pour 30 jours), et lance une terrible attaque, qui échoue, contre les Michelistes et les chevaliers bretons.
En novembre 1425, d'Estouteville organise une « sanglante leçon de prudence » : une sortie surprise en force qui culbute les Anglais, « le massacre fut horrible ». Les religieux gagent tous leurs accessoires précieux et renforcent leurs fortifications, construisent la porte, la herse et le pont-levis. Charles VII les encourage à la défense et, puisque isolés, les autorise à battre monnaie en 1426. Les Anglais se calment jusqu'en 1433.

#### Grande offensive anglaise contre l'abbaye

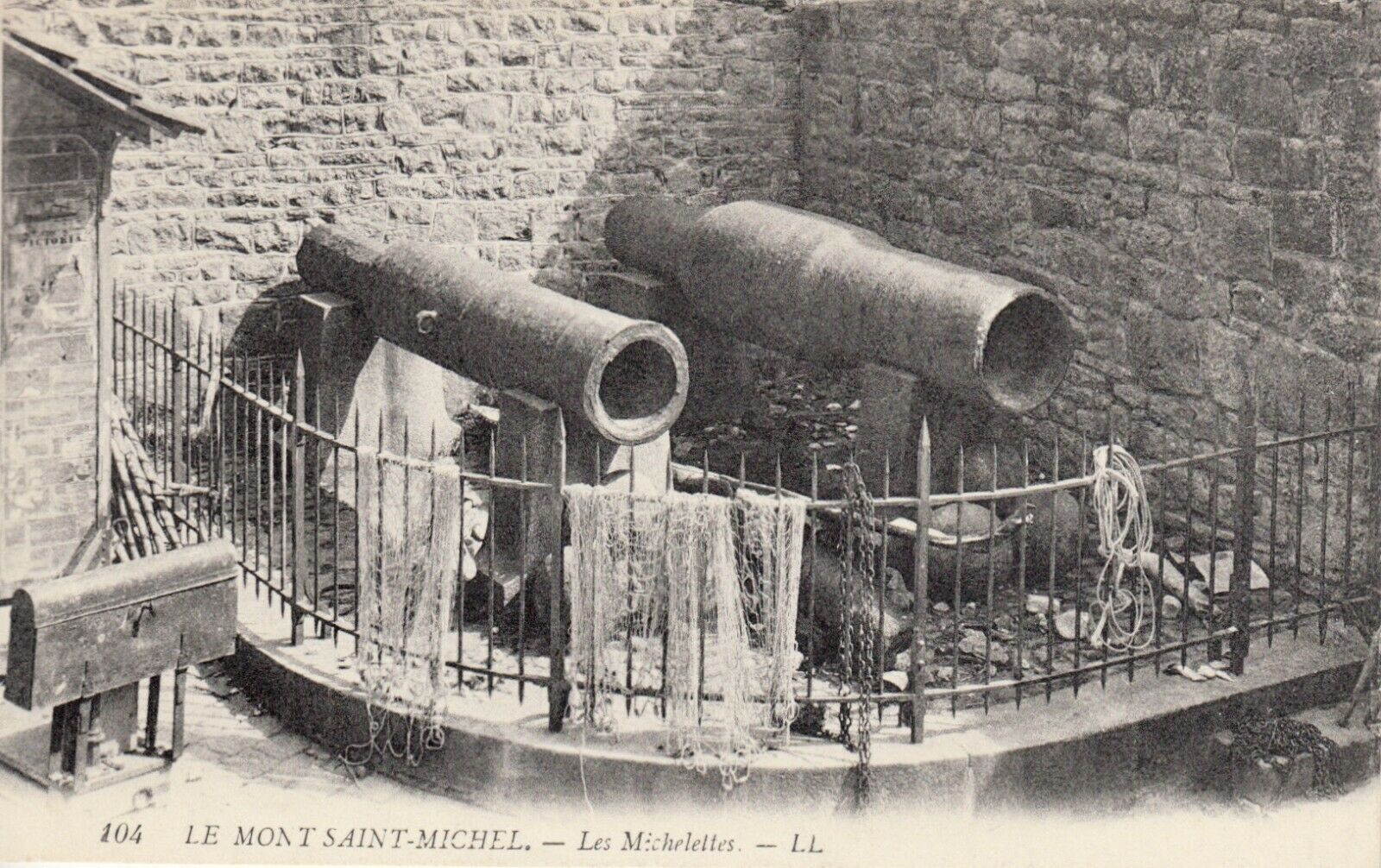
Les « Michelettes », bombardes anglaises abandonnées le 17 juin 1434 par l'armée de Thomas de Scales. Carte postale ancienne.

En 1433, un incendie ayant détruit une partie de la ville, les Anglais en profitent pour attaquer l’abbaye. C'est une grande offensive que lance Thomas de Scales, le 17 juin 1434, par grande marée basse, avec artillerie et machines de guerre.
Pendant ce siège de 30 ans, l'abbaye forteresse n'est défendue en permanence que par une vingtaine de personnes alors que les "119 chevaliers défenseurs" pouvaient avoir des membres de leur famille dans l'armée anglaise. L'assaut de 1434 ne comprenait pas plus de 2 000 Anglais.
Dernière attaque des Anglais, au cours de laquelle l'armée de Thomas Scalles abandonna sur les grèves des bombardes (deux de ces pièces d'artillerie, les célèbres « Michelettes », étaient visibles à l'entrée du Mont-Saint-Michel - elles sont parties en restauration depuis 2017), après quoi ils se contentèrent de les surveiller depuis Tombelaine et leurs bastilles. Dès lors, le Mont ne subira plus de siège jusqu’à la libération de la Normandie en 1450.

### Régime de la commende auXVIesiècle

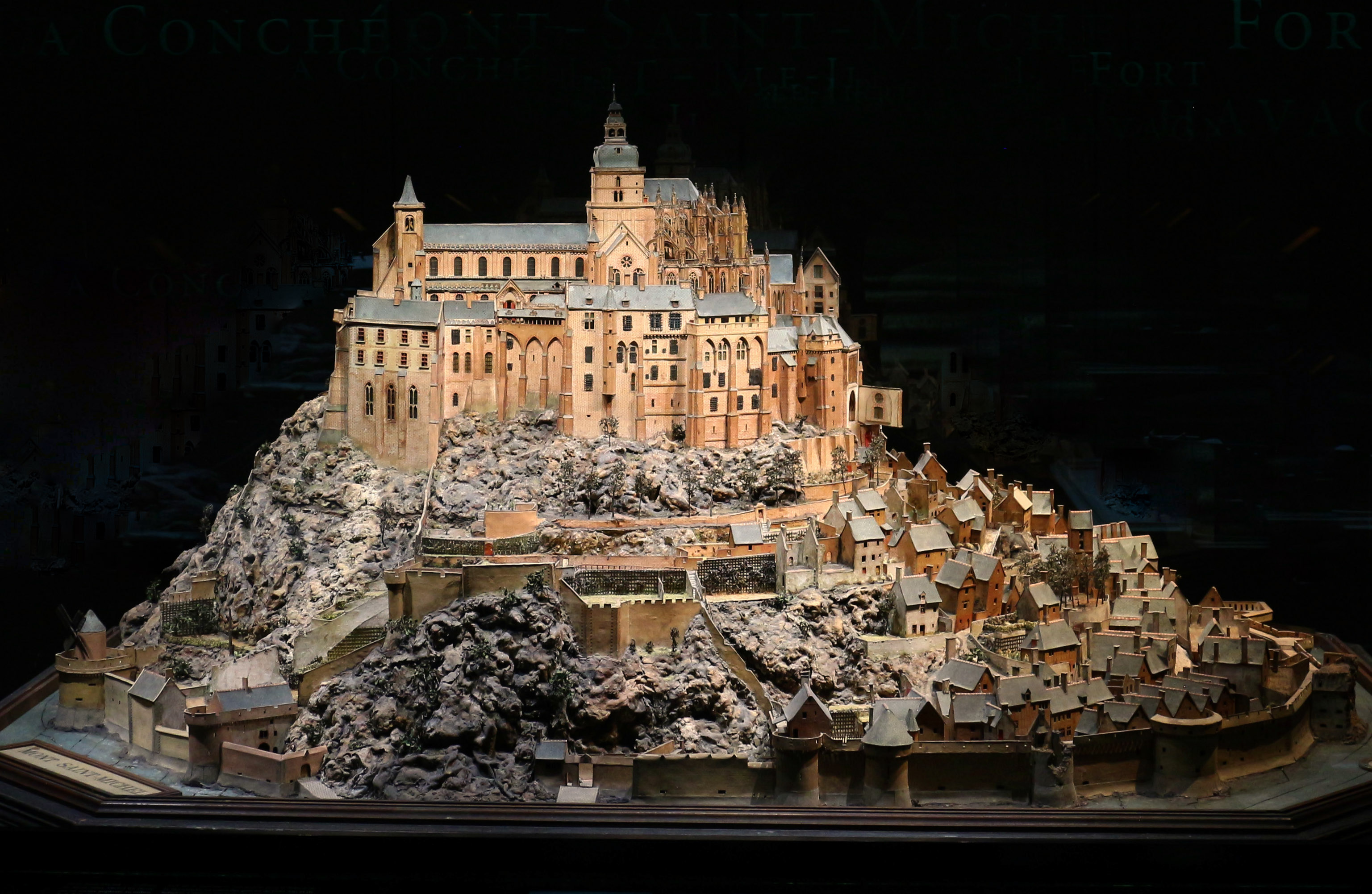
Plan-relief du mont Saint-Michel, avant 1691. Musée des Plans-reliefs, Paris.

Symbole national de résistance contre les Anglais, le prestige de l'abbaye décline néanmoins depuis le XIIe siècle, perdant de son intérêt militaire et religieux. Le régime de la commende institué en 1516 par le roi de France accentue le déclin des abbayes françaises et n’épargne pas celui du Mont. Cependant, le pèlerinage montois connaît encore du succès et est particulièrement fréquenté par les rois de France.
Le Mont reste un enjeu lors des guerres de Religion. Les Huguenots tentent de s'emparer de ce bastion de la Ligue catholique en 1577, 1589 et 1591,.

### Hébergement de prisons auXVIIeetXVIIIesiècles

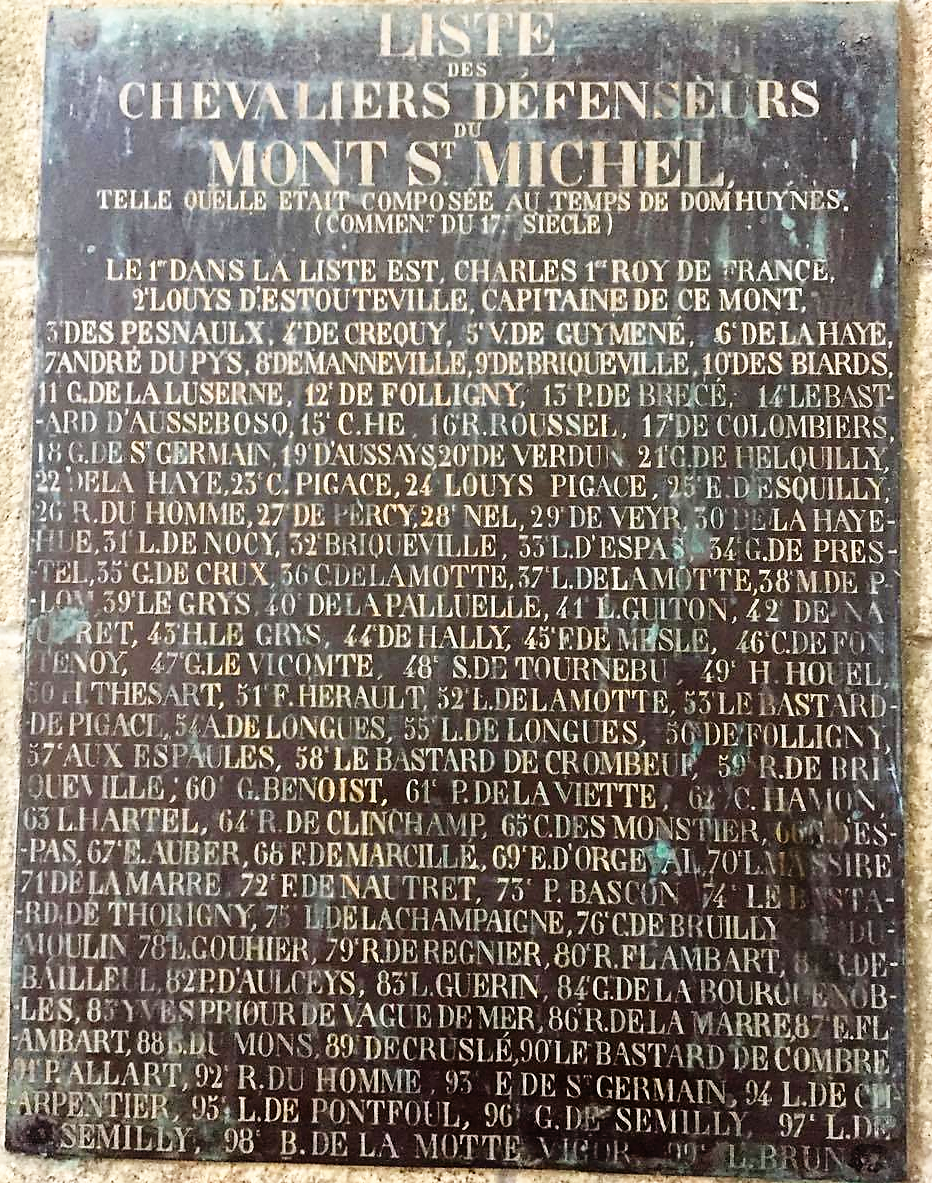
Liste des défenseurs du mont Saint-Michel.

L'abbaye devient, sous l'Ancien Régime, un lieu de détention pour plusieurs personnes incarcérées en vertu de différentes juridictions : des légendes prétendent que des abbés ont aménagé des cachots dès le XIe siècle alors qu'ils ne sont attestés qu'au XVIe siècle. Louis XI fait installer dans le logis abbatial roman une fillette qui est selon la légende, une cage de bois et de fer suspendue sous une voûte. Le relâchement des mœurs (certains moines vivent avec femmes et enfants) malgré la réforme en 1622 par les Mauristes et le manque d'entretien fait que Louis XV, en 1731, transforme une partie de l'abbaye en prison d'État. Elle gagne son surnom de « bastille des mers » où sont emprisonnés notamment Victor Dubourg de La Cassagne ou Desforges.
En 1766, l'abbaye forteresse tombe en ruines. Quand survient la Révolution, l'abbaye n'abrite plus que six religieux.

### Suites de la Révolution française auXVIIIesiècle
L'utilisation pénitentiaire de l'abbaye a sauvé ce grand témoignage de l'architecture religieuse car de nombreuses abbayes devenues biens nationaux en 1789 furent rasées, vendues à des particuliers, transformées en carrières de pierres ou tombèrent en ruine, faute d'entretien.
Lorsque les derniers bénédictins quittent le Mont en 1791 (l'abbaye est alors désignée sous le nom « Mont Michel ») sous la Révolution, celle-ci devient alors uniquement une prison où sont incarcérés, dès 1793 (elle porte alors le nom de « Mont libre »), plus de 300 prêtres réfractaires, des chouans et des prisonniers politiques. Plusieurs émeutes dénoncent les mauvais traitements : sous Louis-Philippe d'Orléans, des prisonniers, qu'ils soient ultraroyalistes ou républicains, bien qu'ils ne se mêlent pas lors de leurs promenades deux fois par jour sur la plate-forme devant l'église, se liguent contre le directeur de prison Martin des Landes qui est remplacé. Néanmoins grâce à la « pistole », les plus riches peuvent payer les geôliers pour obtenir des sorties dans la ville basse, les autres peuvent emprunter des ouvrages rares recopiés par les moines au scriptorium.
En 1794, un dispositif de télégraphe optique, le système de Chappe, est installé au sommet du clocher faisant ainsi du Mont-Saint-Michel un maillon de la ligne télégraphique Paris-Brest.

### Décisions de Napoléon auXIXesiècle
En 1811 et 1817, Napoléon fait de cette prison une centrale pénitentiaire puis une maison de force et de correction,,. L'abbatiale est alors coupée par deux niveaux de planchers, ce qui permet d'y aménager un réfectoire en bas, un dortoir au niveau intermédiaire et des ateliers de tissage et de confection sous les toits pour les prisonniers, seul le chœur restant affecté au culte. En 1817, les nombreuses modifications effectuées par l’administration pénitentiaire sont la cause de l’écroulement de l’hôtellerie édifiée par Robert de Torigni.
Dans la nuit du 22 au 23 octobre 1834, l'abbaye subit son onzième incendie d'importance. L'atelier où les prisonniers réalisent des chapeaux de paille brûle entièrement. Il est combattu par les prisonniers et le personnel de l'administration pénitentiaire.
L'année suivante, en 1835, Édouard Colombat parvient à s'échapper du Mont Saint-Michel après avoir creusé un trou dans sa cellule, puis avoir descendu à l'aide d'une corde le long du rempart.
Après la détention au Mont de socialistes tels que Martin Bernard, Armand Barbès et Auguste Blanqui, divers intellectuels, dont Victor Hugo (qui s'écrie « on croit voir un crapaud dans un reliquaire » en la visitant), dénoncent l’abbaye-prison dont l'état de délabrement, les geôles froides et humides, rendent les conditions de vie insupportables. Coûteuse et contestée, cette maison de force et de correction est abolie en 1863 par Napoléon III, après avoir vu passer 14 000 détenus. Mais le décret impérial d'abolition est également rendu pour une raison pratique : dans une forte marée en 1852, la Sélune est venue creuser autour du mont un lit qui l'isole complètement à marée basse, ce qui fait obstacle aux ravitaillements. Les 650 prisonniers d'État et détenus de droit commun sont alors transférés sur le continent.

### Prestige et attentions portées aux

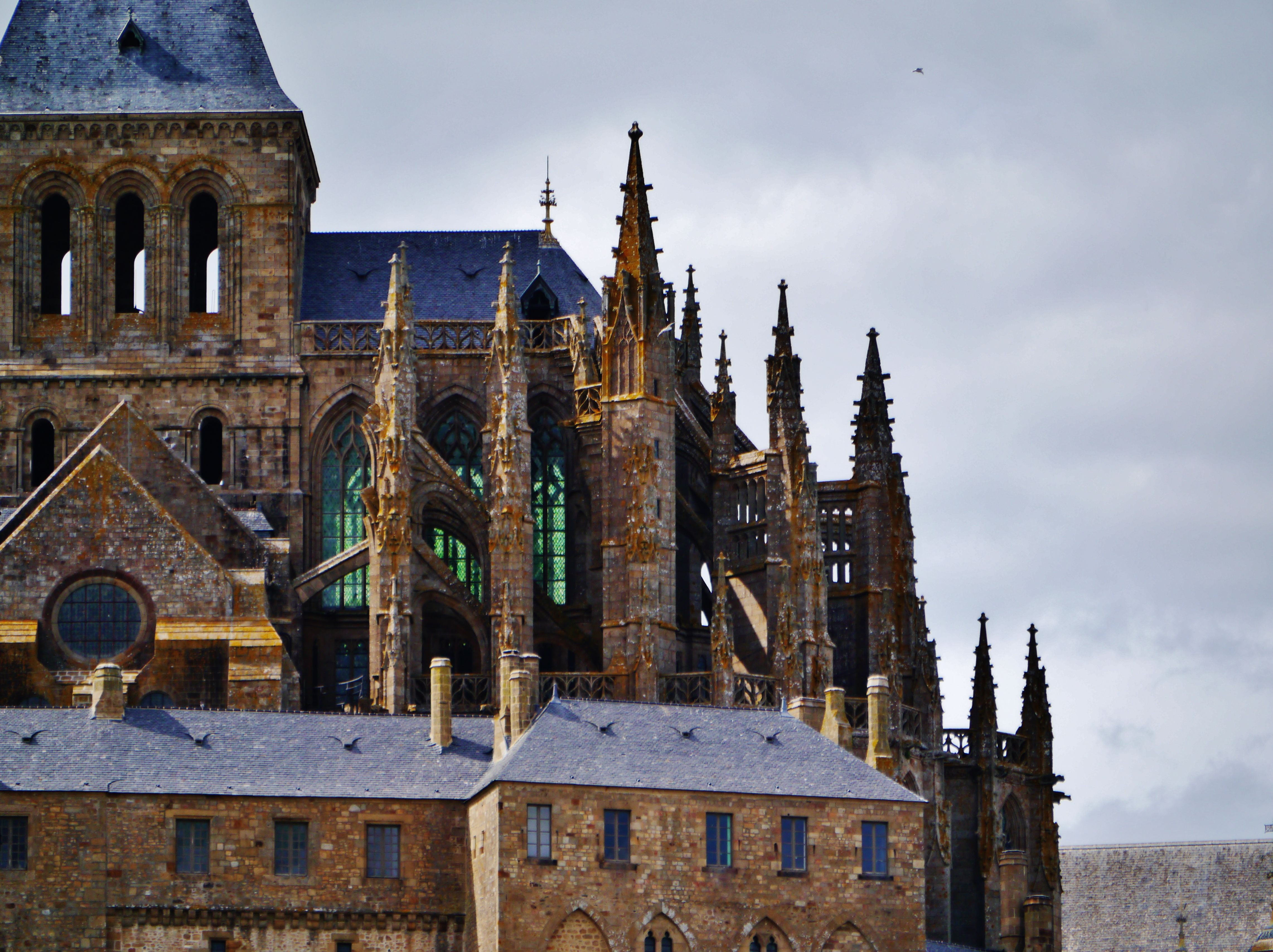
Une visite conférence permet d'accéder aux terrasses du chœur traversées par une forêt d'arcs-boutants hérissés de pinacles, à l'« escalier de dentelle » qui donne accès au balcon ceinturant sa toiture, et à la flèche.

### Prestige et attentions portées auxXIXeetXXesiècles

#### Célébration
L'abbaye est louée à l'évêque de Coutances à partir de 1863 et en 1867, elle retrouve sa vocation première. Le 3 juillet 1877 ont lieu les fêtes grandioses du couronnement de la statue de saint Michel dans l'église abbatiale, en pleine période de recharge sacrale. Célébrées par l'évêque de Coutances Abel-Anastase Germain en présence d’un cardinal, de huit évêques et d’un millier de prêtres, ces fêtes attirent 25 000 pèlerins.

#### Restaurations
Viollet-le-Duc visite le mont en 1835, mais ce sont ses élèves, Paul Gout et Édouard Corroyer (la fameuse Mère Poulard fut sa femme de chambre), qui sont destinés à restaurer ce chef-d’œuvre de l’art gothique français. Des travaux urgents de consolidation et de restauration de l’abbaye, classée monument historique en 1862, sont effectués à partir de 1872 par Édouard Corroyer, archiviste des Monuments historiques, nommé par le ministère de l'Instruction publique avec pour mission la remise en état du Mont et sa restauration. Le clocher et la flèche, ont subi les orages et la foudre ayant incendié l'abbaye à douze reprises, sont reconstruits par l'architecte Victor Petitgrand, élève de Viollet-le-Duc, entre 1892 et 1897, dans des styles caractéristiques du XIXe siècle, néo-roman pour le clocher, néogothique pour la flèche. Petitgrand a dû démonter la tour romane pour la renforcer s’élevant à plus de 170 mètres au-dessus de la mer. Signe ostentatoire d'appropriation du lieu, cette flèche donne au Mont sa silhouette pyramidale actuelle.

#### Couronnement de la flèche

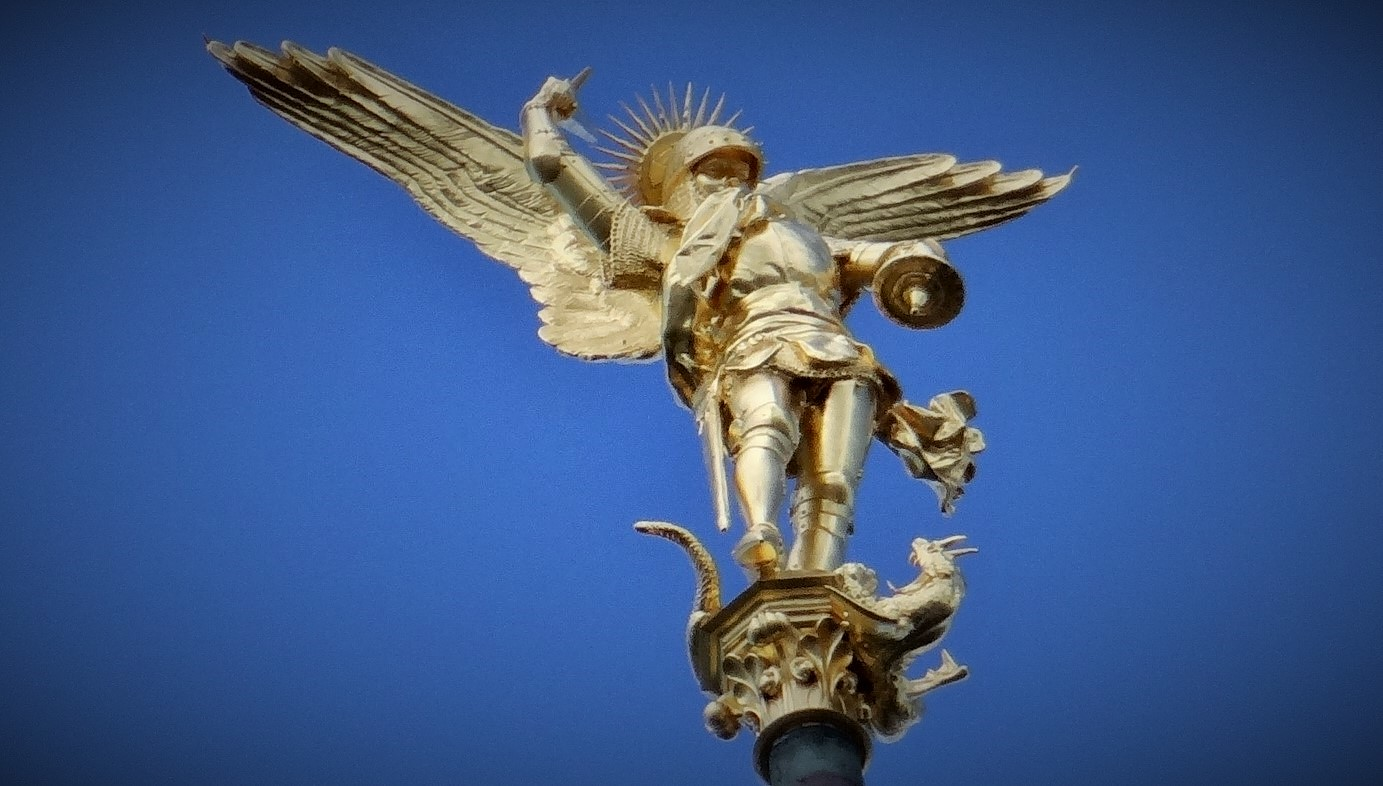
L'archange saint Michel au sommet de l'église abbatiale.

L'archange saint Michel (statue en plaques de cuivre laminé, repoussé et doré) qui couronne la flèche (définitivement achevée en 1898) est réalisé en 1895 par le sculpteur Emmanuel Frémiet dans les ateliers Monduit qui avaient déjà travaillé pour Viollet-le-Duc. Mesurant 3,5 m, pesant 800 kilogrammes et ayant coûté 6 000 francs (soit 15 000 € actuels), elle est érigée le 6 août 1897 en pièces détachées, mais connaît curieusement la même indifférence médiatique que l'édification de la flèche. Endommagée par des impacts de foudre et corrodée sous l'effet des vents chargés de sable qui font disparaître sa dorure, la statue bénéficie d'une opération de dépose et de repose effectuées par un hélicoptère, pour être restaurée en 1987,.
Saint Michel a une grande importance dans la sensibilité religieuse médiévale. Dans le Nouveau Testament, il combat et vainc un dragon, symbole du démon. Pour l'homme médiéval, il conduit les morts et pèse les âmes au jour du jugement dernier.
Apparu en occident à la fin du Ve siècle avec l'élévation d'un sanctuaire au Mont-Gargan (Italie), églises et chapelles dédiées au saint se sont multipliées vers l'an mil partout en Europe. Après la guerre de Cent Ans, la dévotion à saint Michel s'explique par la résistance du Mont face aux Anglais. Le culte connaît un nouvel essor avec la Contre-Réforme, du fait de l'identité militaire du saint. Saint Michel est bien représenté avec une épée et une balance. Il est le patron des chevaliers et de tous les corps de métiers liés aux armes et aux balances.
L'archange surplombant le mont Saint-Michel a été réalisé à la demande de l'architecte Victor Petitgrand pour couronner la nouvelle flèche de l'abbatiale de 32 mètres.

#### Fouilles
En 1898, Paul Gout redécouvre, lors de fouilles sous le plancher de l’église, Notre-Dame-sous-Terre qui est complètement dégagée en 1959 une fois que l’architecte Yves-Marie Froidevaux a installé une poutre en béton précontraint.

#### Patrimonialité
L'abbaye est classée au titre des monuments historiques par liste de 1862.
Le site est doublement inscrit sur la liste du patrimoine mondial de l’UNESCO : une première fois en 1979 comme bien intitulé « Mont Saint-Michel et sa baie » et une seconde fois en 1998 en tant que composante du bien en série « Chemins de Compostelle en France ».
Propriété de l'État, il a le statut d'établissement public à caractère industriel et commercial.

### Renaissance religieuse et développement du tourisme duXIXeauXXIesiècle

#### Construction d'une digue-route entre l'abbaye et la côte

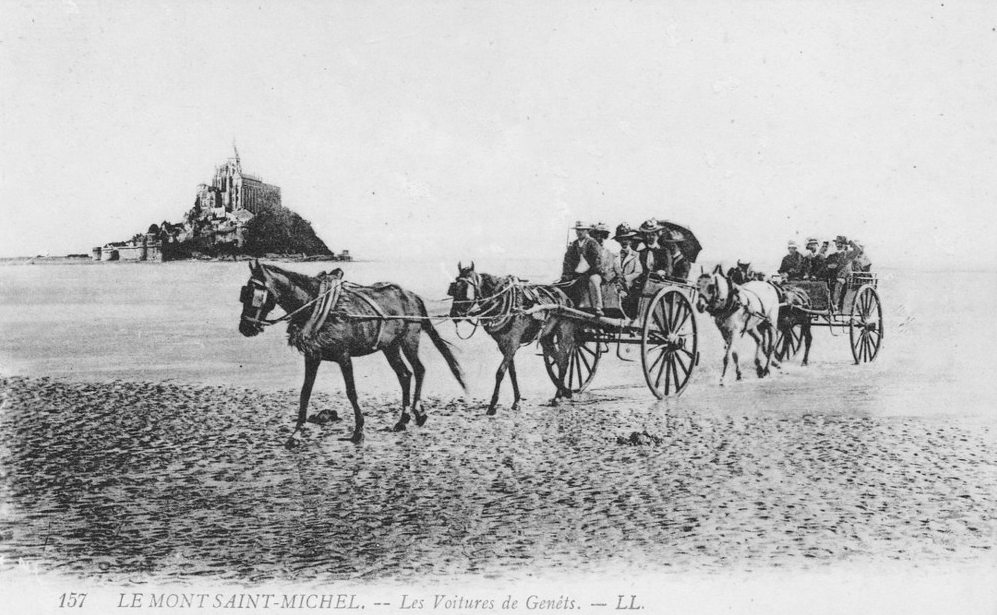
Maringotte, carriole attelée qui assure la liaison à partir de Genêts.

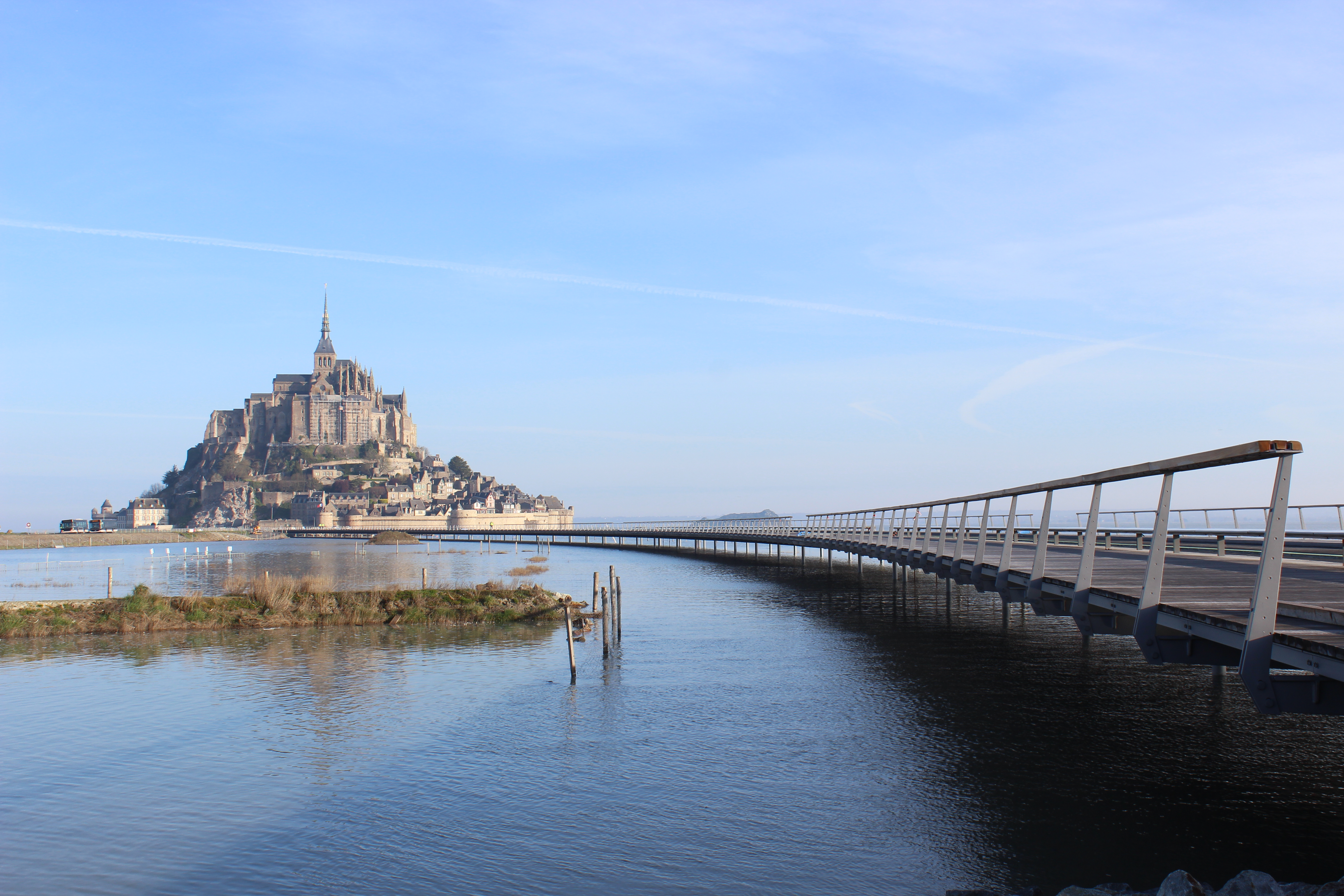
Le pont-passerelle en 2014.

De 1878 et 1880, l'État fait construire une digue-route insubmersible de 1 930 m de longueur entre le Mont et la terre ferme (au lieu-dit La Caserne) en prolongement de la vieille route de Pontorson. Cette chaussée est empruntée par la ligne de Pontorson au Mont-Saint-Michel et son tramway à vapeur en 1899. Ces aménagements favorisent le tourisme mais aussi le pèlerinage montois, les pèlerins se rendant au Mont, pour les plus aisés, avec les fameux « breaks à impériale » et les « maringottes » qui assurent la liaison à partir du village de Genêts, ou à pied ou à tramway. Cet avènement du tourisme (en 1910, le mont accueille près de 100 000 visiteurs) est à l'origine du développement du village dont les principales maisons datent de la fin du XIXe siècle et du début du XXe siècle.

#### Célébration du millénaire de l'abbaye
En 1922, le culte est restauré dans l'abbatiale. De 1965 à 1966 sont entreprises les dernières grandes restaurations menées par Yves-Marie Froidevaux.
En 1966, à l'occasion de la célébration sous l'égide d'André Malraux du millénaire de l’abbaye (mille ans de l'installation des moines bénédictins), plusieurs monastères bénédictins envoient quelques moines passer l’année 1966 au Mont, afin de célébrer à leur manière le caractère religieux millénaire du lieu, sans lequel le rocher serait sans doute resté à l’état quasi naturel. Une fois l’année passée, avec son flot de visiteurs et de colloques, une poignée de moines reste, en accord avec l’État, propriétaire des lieux. Leur premier prieur est le père Bruno de Senneville, venu de l’abbaye du Bec-Hellouin.
Cette petite communauté effectue pendant près de trente-cinq ans, par sa présence et la célébration du culte, une sorte de pèlerinage permanent sur les lieux, recevant elle-même les pèlerins de tous horizons. Ces pionniers permettent alors la restauration d’une communauté plus importante.

#### Développement du tourisme
La mise en valeur de l'abbaye favorise le développement du tourisme : la fréquentation annuelle, de 10 000 visiteurs en 1860, s'élève au chiffre de 30 000 en 1885 pour dépasser dès 1908 les 100 000 visiteurs à l'entrée du village. Après la Seconde Guerre mondiale, le train est supprimé au profit de l'automobile. Des parkings sont aménagés sur la digue pour les Montois et, de part et d'autre de la route, pour les visiteurs. L'explosion touristique a lieu dans les années 1960 avec les congés payés, la massification rapide de l'automobile et le boom économique.

#### Renouveau religieux
Depuis le 24 juin 2001, des frères et des sœurs des Fraternités monastiques de Jérusalem, venues de l’église Saint-Gervais de Paris à l'initiative de Jacques Fihey, évêque de Coutances et Avranches (1989-2006), assurent une présence religieuse toute l'année. Ils remplacent la communauté vieillissante des trois moines bénédictins qui étaient restés sur le mont. La fraternité mixte et citadine, y installe quatre moines et cinq moniales, numerus clausus imposé par le centre des monuments nationaux, gestionnaire de l'abbaye qui autorise « une présence de prière (…) dans certains espaces de l'abbaye et selon des modalités contractuelles. ».
La restauration d’une maison du Mont, le « Logis Saint-Abraham », débutée en 2007 par la communauté, permet depuis octobre 2012 d’héberger des pèlerins retraitants.

#### Millénaire de l'abbatiale
En 2023, à l’occasion d'un autre millénaire de l'abbaye (mille ans de la date de la pose de la première pierre de l'abbatiale romane), l’Établissement public national du Mont-Saint-Michel propose un riche programme culturel et touristique (expositions, conférences, spectacles de danse et concerts, parcours nocturne estival dédié, rendez-vous Grandes marées).

### Rétablissement du caractère maritime du mont auXXIesiècle
Le projet Saint-Michel vise à restaurer le caractère maritime du mont Saint-Michel en le libérant de l'emprise des herbus qui l'enserrent. Les sédiments sont désormais chassés au large par les forces conjuguées de la mer et du Couesnon. Les travaux, commencés en 2005, ont été achevés en 2015.

## Description de l'abbaye

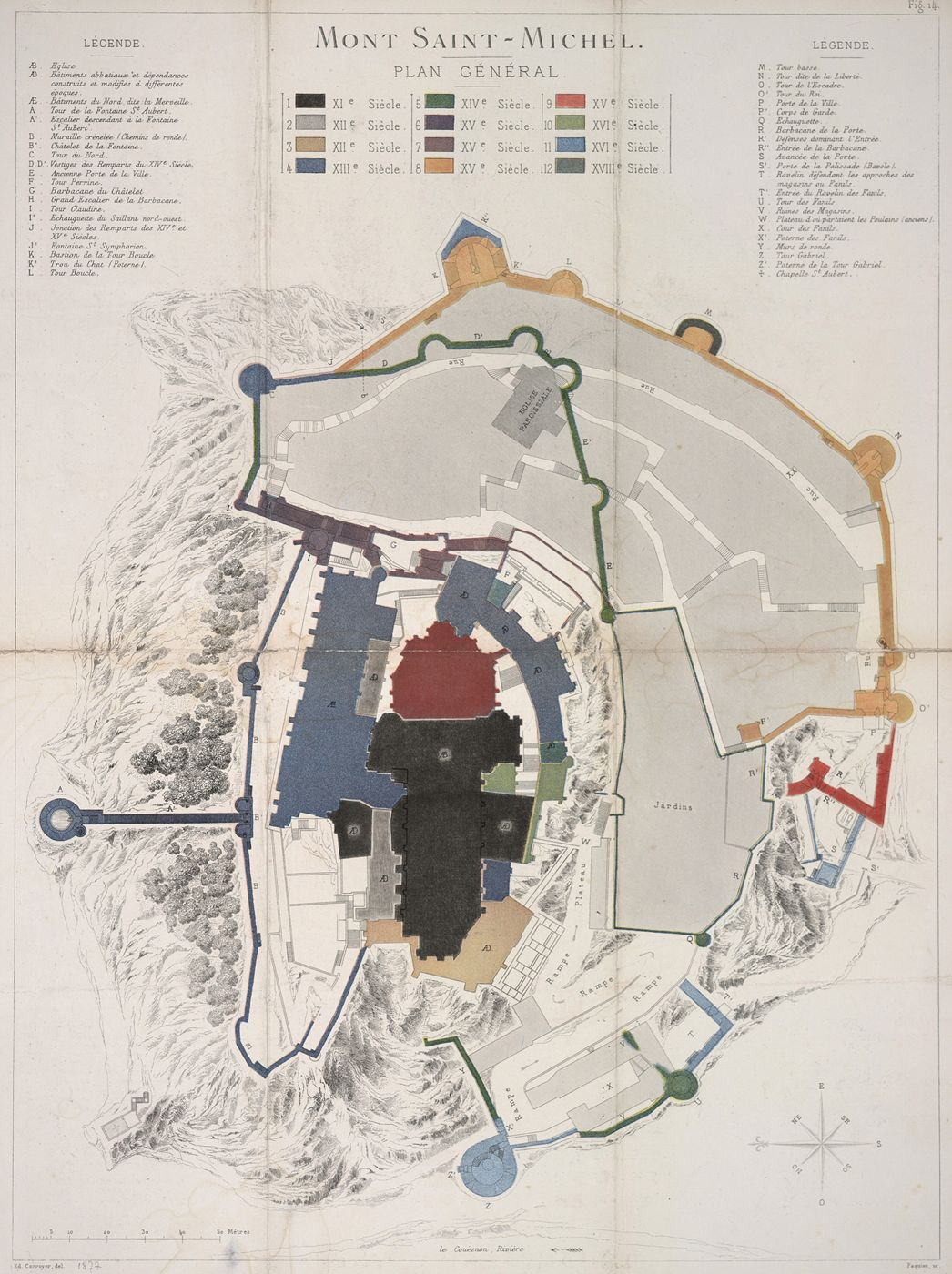
Plan général du Mont-Saint-Michel, par Édouard Corroyer (1874), avec les campagnes de construction sur plus d'un millénaire.

Édifiée dès le Xe siècle, l’abbaye bénédictine abonde en réalisations architecturales dans les styles carolingien, roman et gothique flamboyant. L'entrée de l'abbaye est à 50,30 m au-dessus du niveau de la mer. Le sol de l'église, du cloître et du réfectoire est à une altitude de 78,60 m tandis que la flèche néogothique qui sert de piédestal à la statue de saint Michel mesure 40 m de hauteur. Du dallage de l'église jusqu'à la pointe de l'épée de saint Michel, la hauteur est de 78,50 m, faisant culminer le mont à 157,10 m.
Quatre cryptes (chapelles souterraines) établies aux points cardinaux autour du sommet du rocher contituent une plate-forme qui supporte le poids de l'abbatiale, longue de 80 mètres. Cette église dessine ainsi un gigantesque escalier montant d'ouest en est, où la nef est surélevée de 1,5 m par rapport à l'entrée et le chœur de 3 m par rapport au transept, l'ensemble s'inscrivant dans un carré parfait.

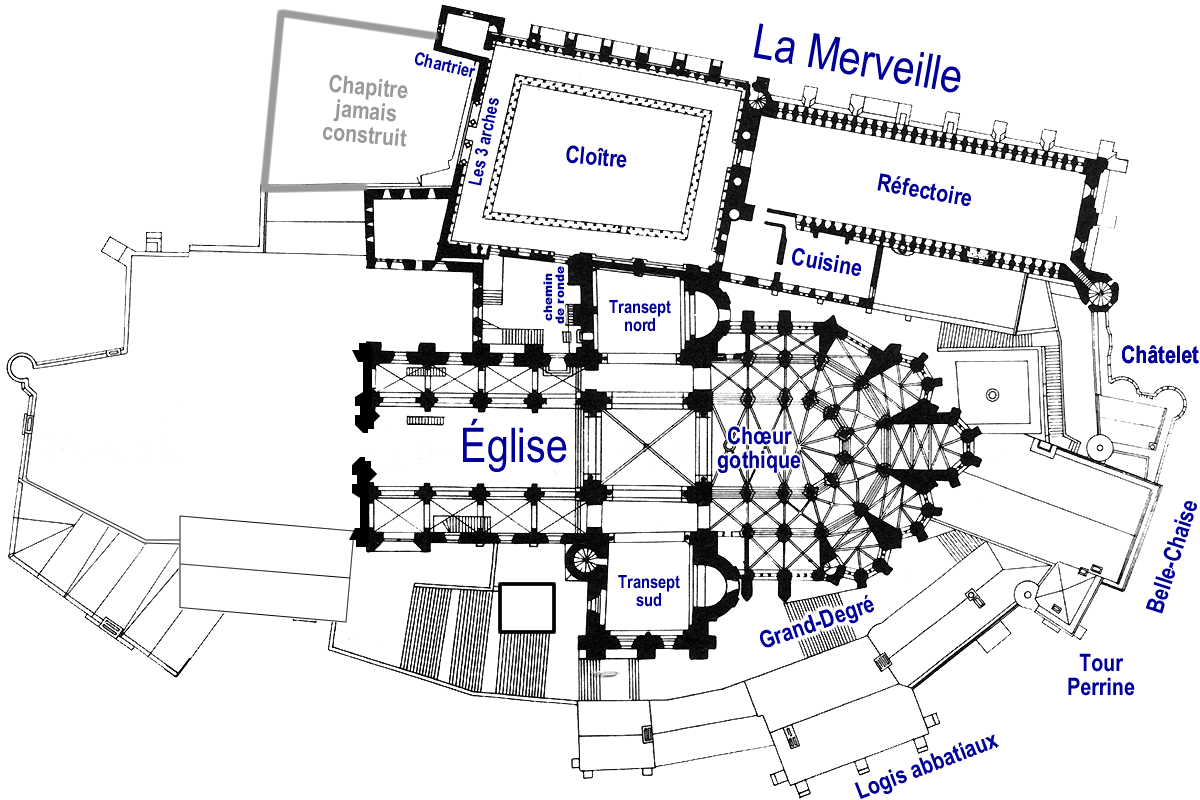
Plan du niveau 3 (église abbatiale).
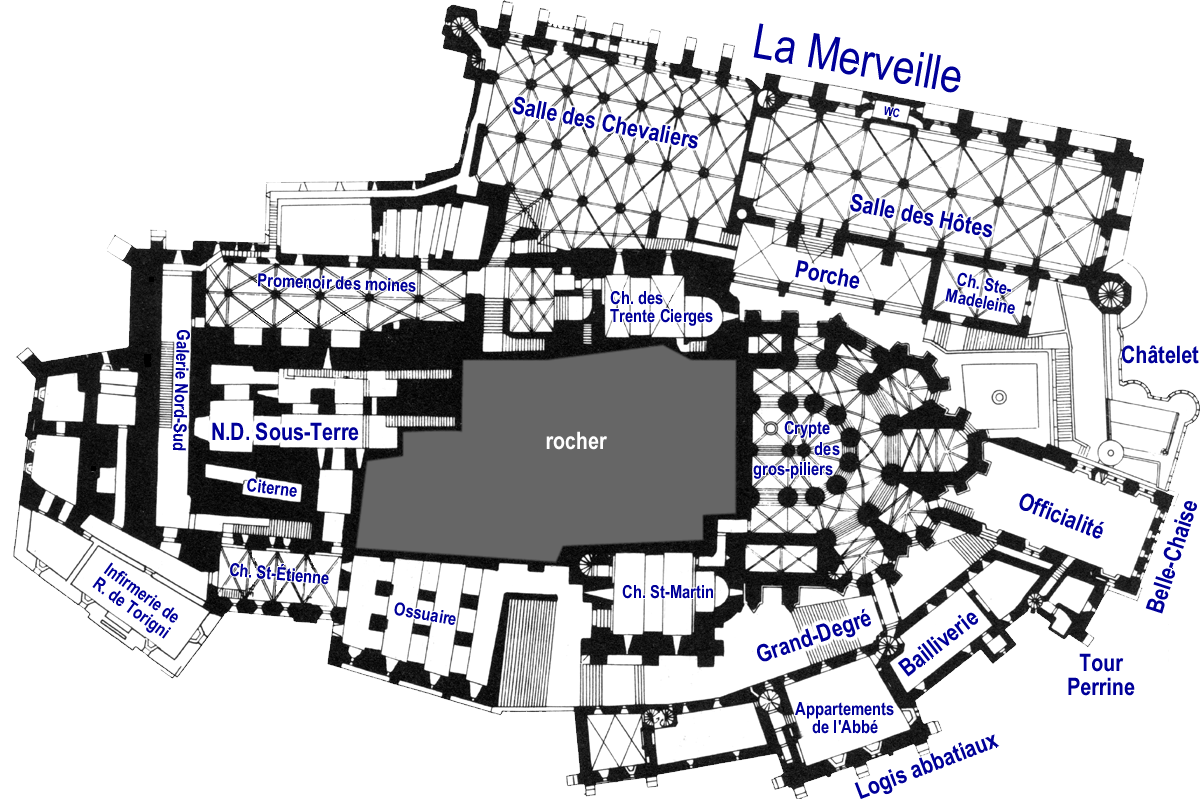
Plan du niveau 2 (salle des Chevaliers).
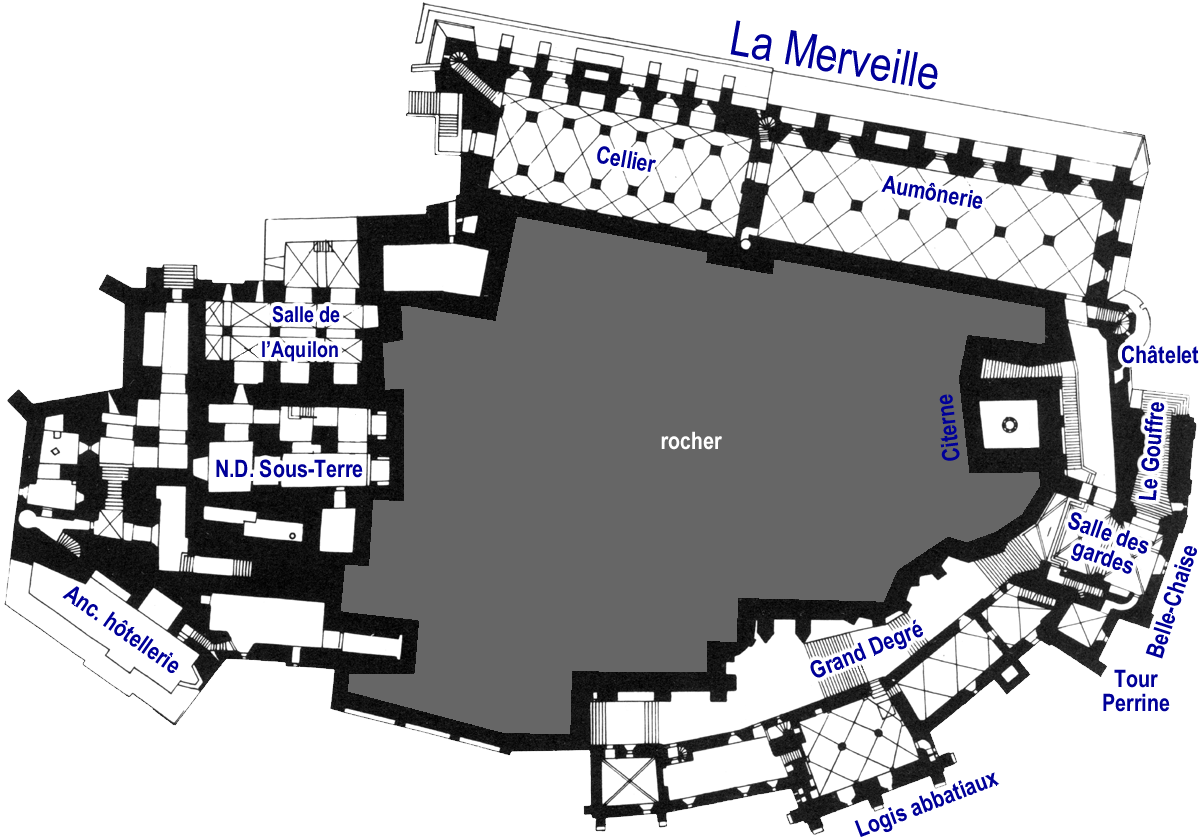
Plan du niveau 1 (salle de l'Aquilon).

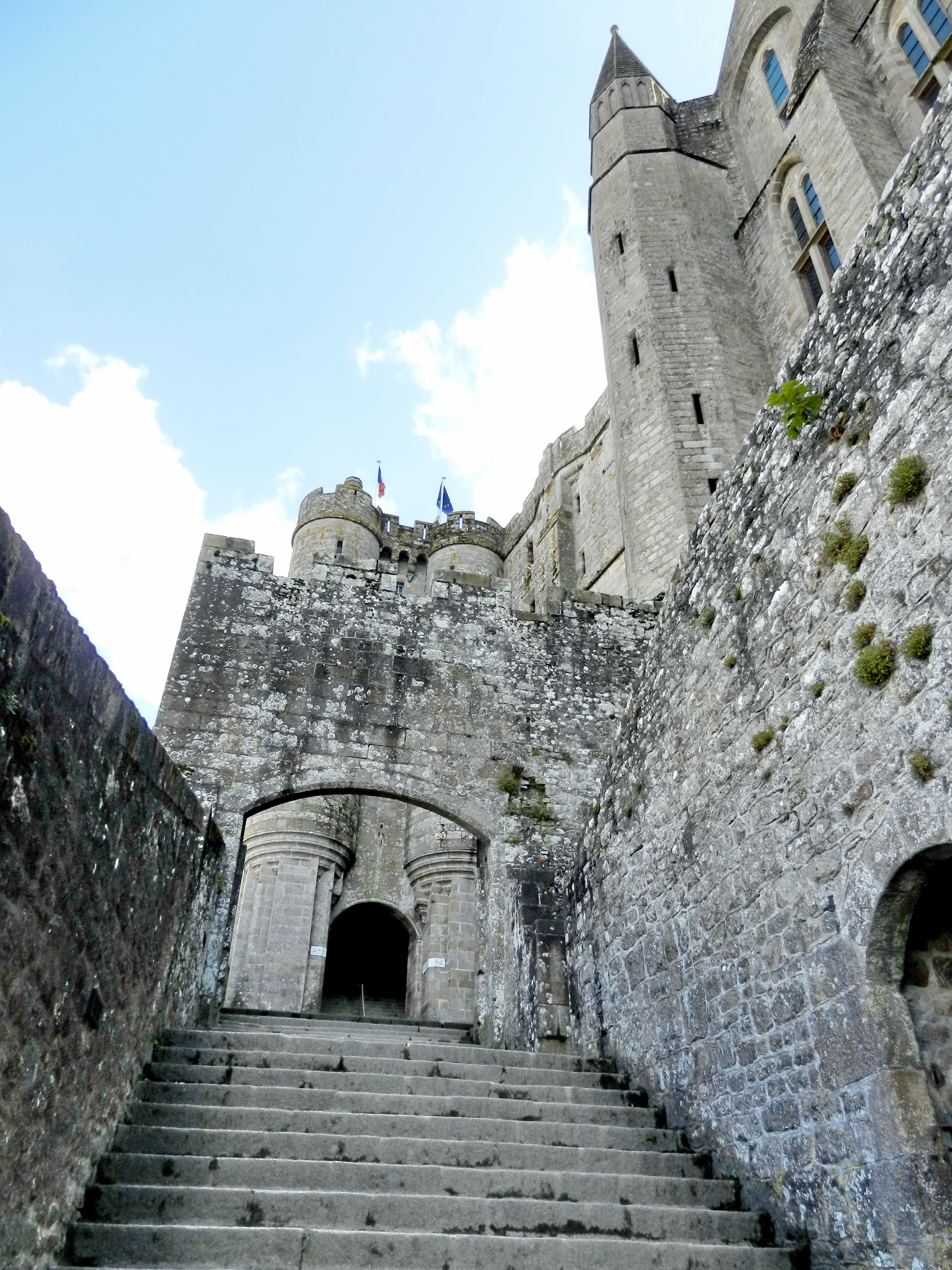
Le Grand Degré extérieur mène à un passage sous une arche qui donne accès à la cour du Châtelet.

Le circuit normal des visites comprend :
- niveau 1 : le Grand Degré extérieur, escalier de 100 marches, donne accès à la cour du Châtelet ; sous l'arc surbaissé de son entrée s'engage l'escalier du Gouffre, menant à la Porterie ou salle des Gardes ; aumônerie (billetterie) ;
- niveau 3 : le Grand Degré intérieur, conduit en 90 marches à la salle du Saut-Gautier (accueil, maquettes) et au parvis de l'église (terrasse panoramique) ; église abbatiale ; cloître ; réfectoire ;
- niveau 2 : descente par l'escalier des Mauristes ; salle des Hôtes ; chapelle Sainte-Madeleine ; crypte des Gros Piliers ; chapelle Saint-Martin ; ossuaire avec belvédère et roue d'écureuil ; chapelle Saint-Étienne ; galerie sud-nord ; promenoir des moines (vue sur la salle de l'Aquilon et le Cachot du Diable) ; salle des Chevaliers ;
- escalier à vis vers niveau 1 : cellier (boutique) ; sortie par les jardins et la façade nord de l'abbaye.

### Les premières constructions

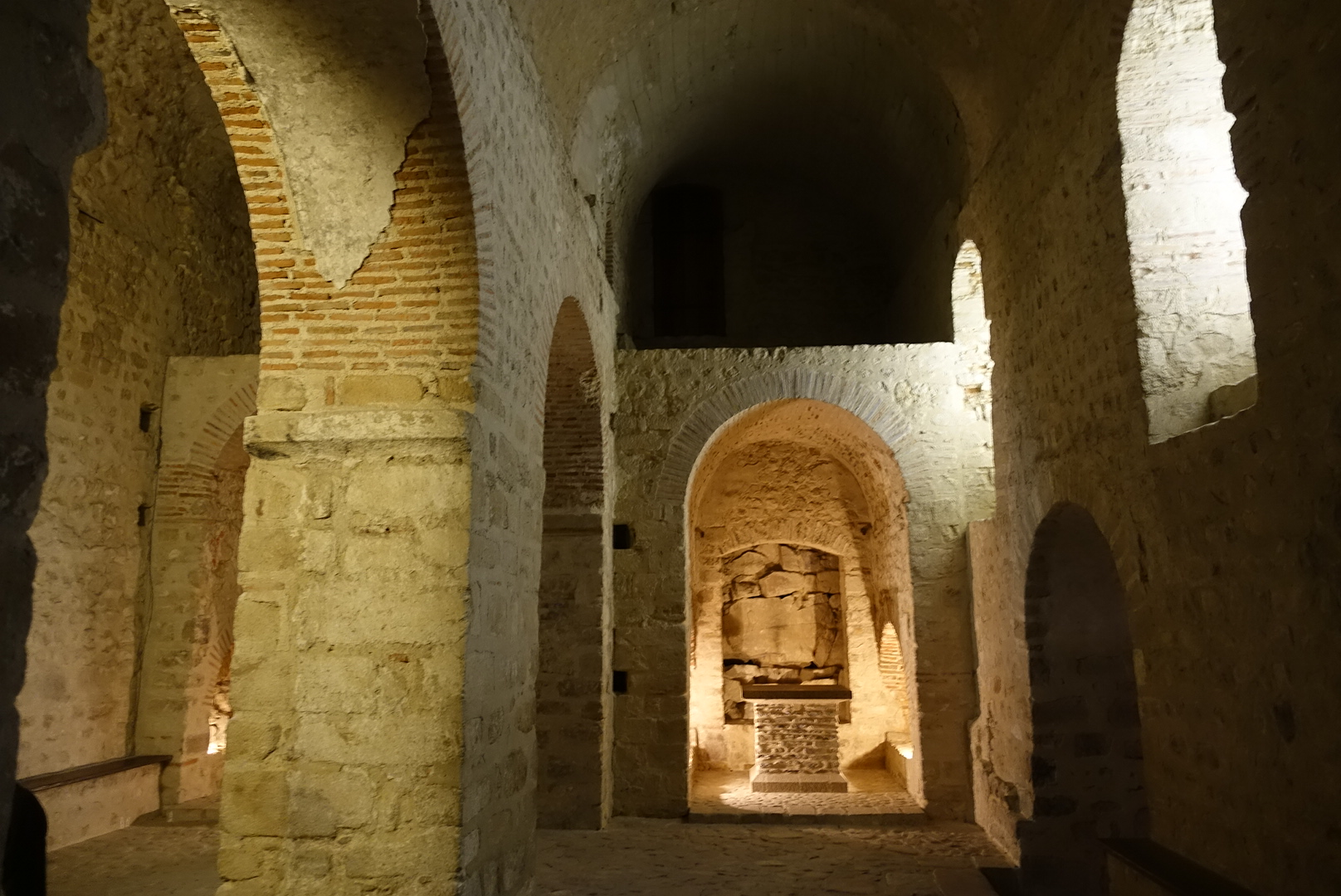
Les deux nefs et absides de Notre-Dame-sous-Terre (965), séparées par un mur à deux arcades. Au fond, maçonneries du Xe siècle et non les restes de l'oratoire d'Aubert (708) comme de nombreux commentateurs l'ont affirmé. À droite, passage vers l'église abbatiale.

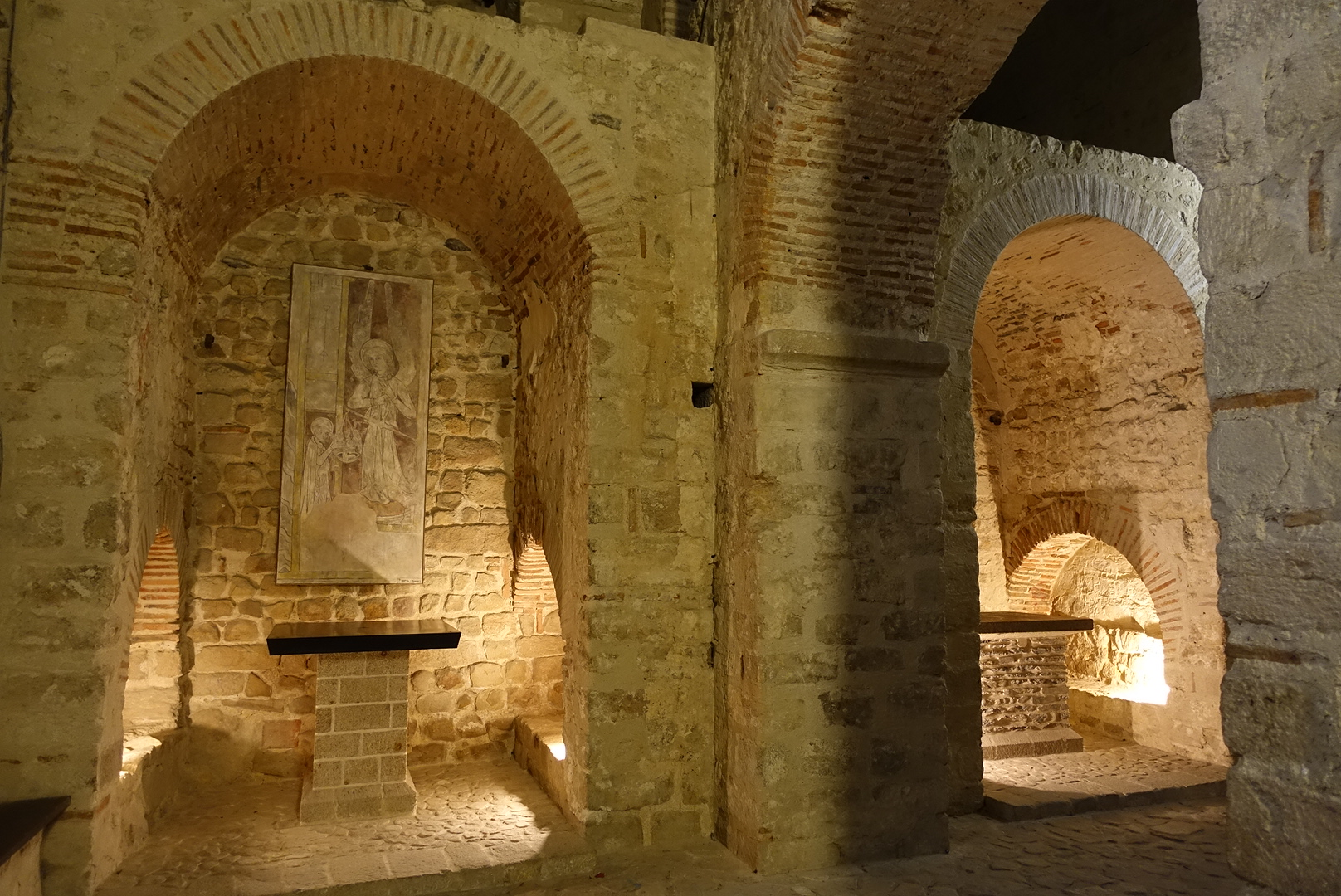
Les deux absides de Notre-Dame-sous-Terre, surmontées de tribunes.

#### Notre-Dame-sous-Terre
Il faut distinguer les différences de fondations, entre la nef préromane à chevet plat, au sommet du mont (construite sous Louis le Pieux ?), de celles dites de Notre-Dame sous Terre (plus massives, épousant la roche, et supportant des remaniements postérieurs), le passage du préroman au roman se caractérisant par l'évolution du chevet plat, en abside semi- circulaire.[réf. nécessaire]

Les agrandissements successifs de l'abbaye ont fini par absorber la totalité des bâtiments  d'origine, construits vers 900, jusqu’à les faire oublier, avant leurs redécouverte lors des fouilles de la fin du XIXe siècle et du début du XXe siècle. Restaurée dans les années 1960, cette chapelle offre un remarquable exemple d’architecture romane carolingienne. C'est une salle voûtée en berceau de 14 × 12 m, divisée, dans une seconde phase (par Maynard Ier), en deux nefs jumelles par un mur médian percé de deux larges arcades, qui a soutenu, avant leur écroulement, trois des piliers de la nef romane de l'église actuelle. La salle est terminée par deux absidioles rectangulaires, surmontées de petites tribunes qui servaient probablement à la présentation des reliques aux fidèles rassemblés dans les nefs, tout en évitant leur vol. Ce bâtiment, à l'origine (charpenté ?), avait une fonction de tour, puis fut voûtée en berceau plein cintre sans doubleaux. L'église est construite en petits moellons de granite grossièrement cubiques, alors que les clavages des arcades sont en grandes briques plates assemblées au mortier, selon la technique carolingienne,. Les bâtiments abbatiaux romans ont ensuite été élevés à l’ouest et au-dessus de l’église carolingienne. La chanson d'Aiquin, œuvre écrite au XIIe siècle par un Bénédictin de l'évêché de Dol et tronquée de son début et de sa fin postérieurement, nous en aurait grandement appris, sur l'état d'avancement du sanctuaire, dans la première moitié du Xe siècle[réf. nécessaire].

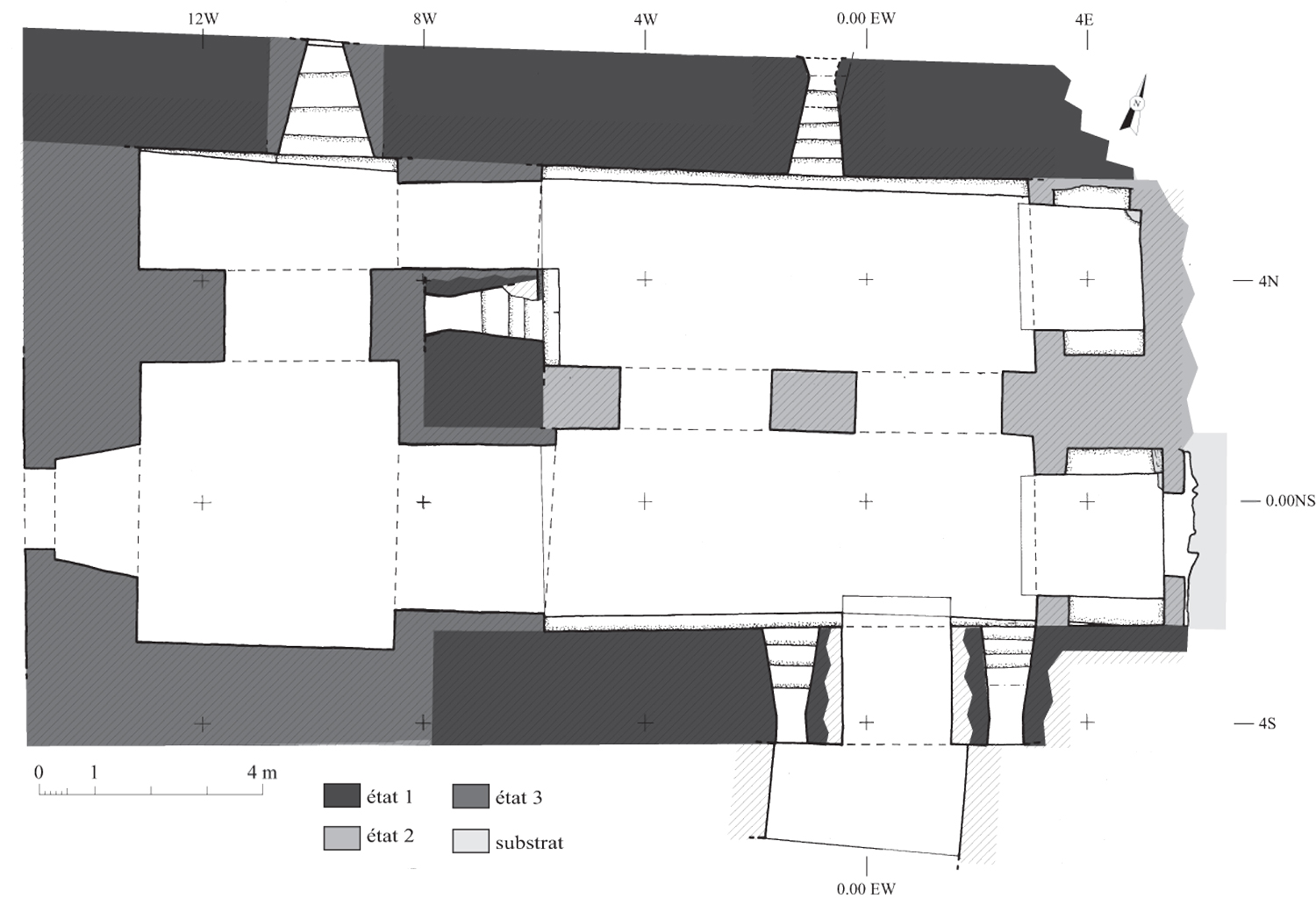
En 1961, Michel de Boüard propose trois phases d'évolution du bâtiment. Depuis, une autre lecture est admise : un premier état vers 900, un second en 965 et un troisième en 1025.

Sa fonction de soutènement ayant disparu, cette salle a cependant été conservée pour son rôle symbolique. Selon la légende montoise, elle fut l'emplacement même de la chapelle que fit construire saint Aubert en 709. Selon le récit d'invention de reliques, De translatione et miraculis beati Autberti, le squelette de l'évêque aurait été placé sur un autel dédié à la Sainte-Trinité, dans le vaisseau occidental de Notre-Dame-sous-Terre. D'autres reliques prestigieuses étaient exposées, celles de l'archange Michel, être pourtant immatériel (morceau du marbre sur lequel Michel aurait posé le pied, une parcelle de sa cape rouge, une épée et un bouclier, ses deux armes qui, selon une légende, lui auraient servi à vaincre le serpent du roi anglais Elga). Ces reliques furent dispersées en décembre 1791 par les révolutionnaires pour récupérer l'or et l'argent des reliquaires.

### L'abbaye romane

#### Église abbatiale

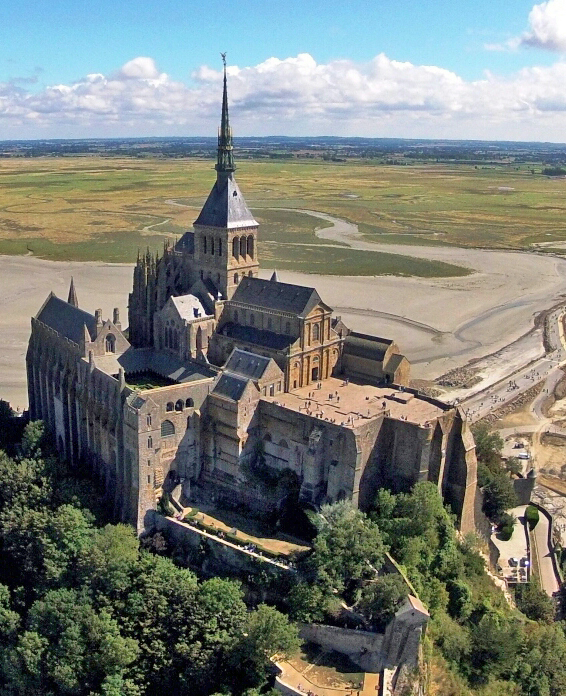
Vue aérienne de l'église.

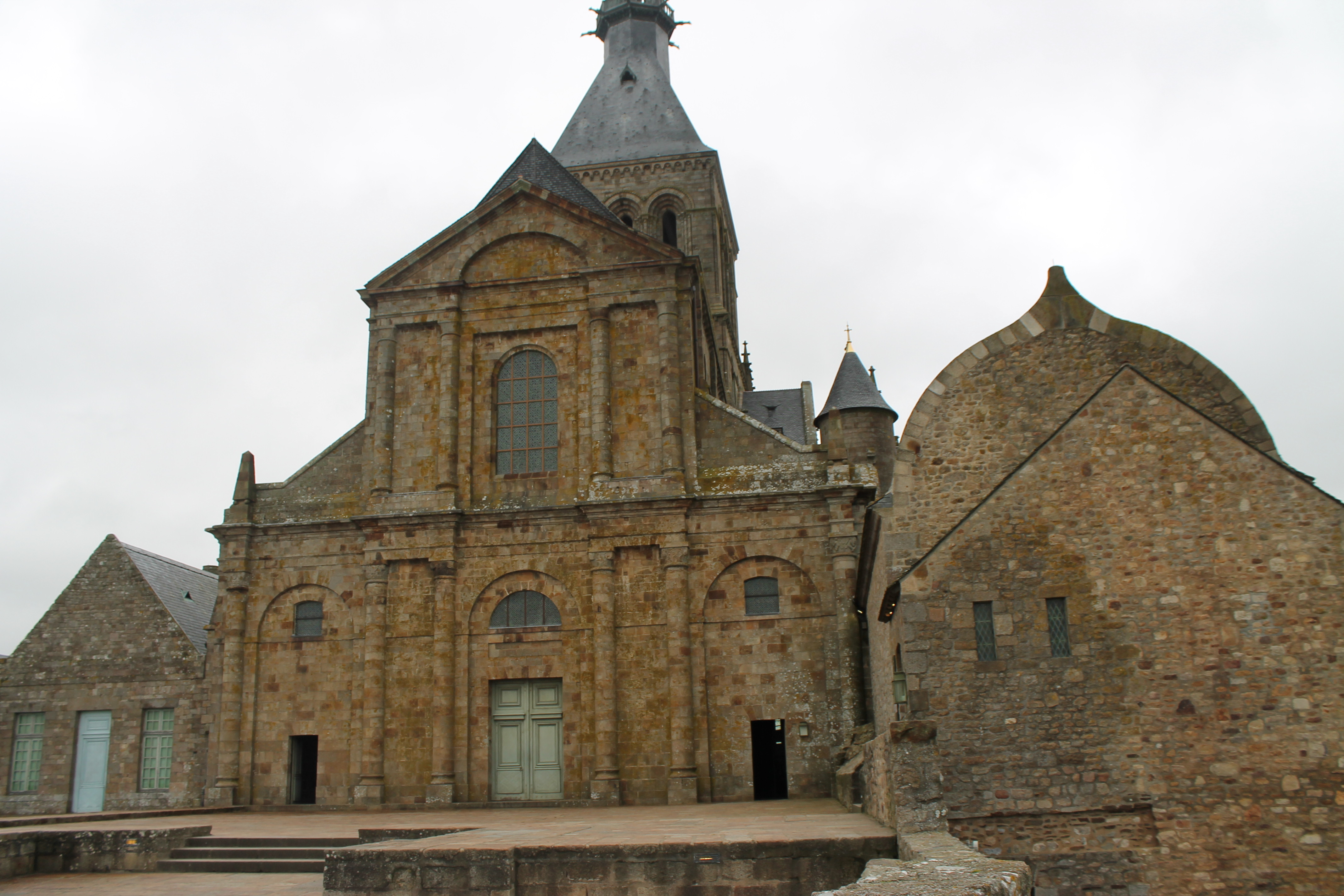
Façade classique de l'abbatiale. À gauche, l'ancien dortoir des moines.

On accède par l'escalier dit du Grand Degré à la terrasse pavée occidentale (appelée terrasse ouest)  constituée du parvis primitif de l'église et des trois premières travées de la nef détruites.
Les pèlerinages s’intensifiant, il est décidé d’agrandir l’abbaye en édifiant une nouvelle église abbatiale à la place des bâtiments abbatiaux qui sont transférés au nord de Notre-Dame-sous-Terre. L'église a une longueur de 70 m, une hauteur de 17 m au niveau des murs de la nef, de 25 m sous la voûte du chœur.
La nouvelle église abbatiale comporte trois cryptes servant de fondations : la chapelle des Trente-Cierges (sous le bras du transept nord), la crypte des Gros Piliers, qui soutient le chœur, à l'est, et la chapelle Saint-Martin, sous le bras du transept sud (1031-1047). Le chœur (1023-1048), et la nef (1048-1090) bien que respectant le plan bénédictin et la triple élévation normande introduite à Bernay, opte pour un plan à déambulatoire sans chapelles rayonnantes,. La nef, côté ouest, repose sur l'église souterraine de Notre-Dame-sous-Terre. L’abbé Ranulphe commença ensuite l’édification de la nef en 1060 en style roman normand. En 1080, trois étages de bâtiments conventuels de style roman sont édifiés au nord de Notre-Dame-sous-Terre, comprenant la salle de l’Aquilon, servant d’aumônerie accueillant les pèlerins, le promenoir des moines et le dortoir. Le cellier et l’aumônerie de la future Merveille sont également entamés. Ornée d'un faux appareil sur fond blanc, la nef était éclairée à l'aide de couronnes de lumière et devait former un univers riche en couleurs, contrastant avec le dépouillement actuel.

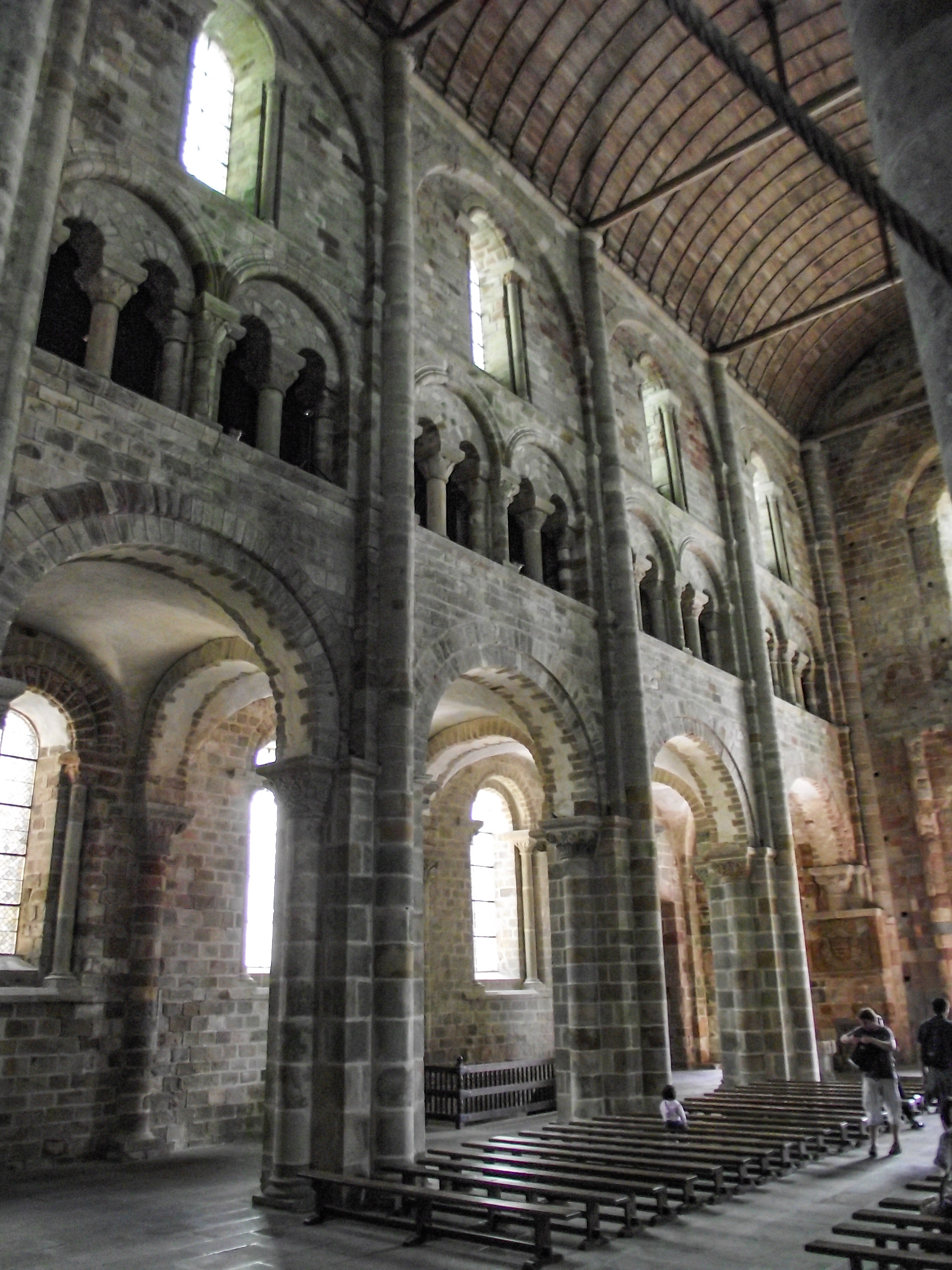
Élévation de la nef, côté sud.

Mal consolidés, les bas-côtés nord de la nef s’écroulent sur les bâtiments conventuels en 1103. L’abbé Roger II les fait reconstruire (1115-1125). En 1421, c’est au tour du chœur roman de s’écrouler. Il sera reconstruit en style gothique flamboyant entre 1446 à 1450, puis de 1499 à 1523. À la suite d'un incendie en 1776, la charpente de l'abbatiale est détruite et les murs sont fragilisés, ce qui conduit les Mauristes à détruire les trois travées occidentales de la nef et à édifier une nouvelle façade en 1780 : construite dans l'esprit de l'époque, c'est-à-dire en architecture néo-classique, elle se compose d'un premier niveau avec une porte centrale entourée de deux portes latérales, et des colonnes engagées ornées de chapiteaux de réemploi. L'incendie de l'atelier des prisonniers installé dans la nef de l'église en 1834 dévore entièrement la charpente des combles et les parois des murs, endommage les sculptures et les chapiteaux, ceux actuels datant du XIXe siècle. Un bandeau sert d'appui aux fenêtres surmontées d'un arc en plein cintre. L'étage est également rythmé de colonnes engagées à chapiteaux d'ordre dorique. Un fronton triangulaire couronne l'entablement de cet étage, terminant la travée centrale de part et d'autre de laquelle les travées latérales s'amortissent en murs-boutants qui aboutissent aux colonnes terminées par des pyramidions qui s'inspirent du style « retour d'Égypte ».
L'élévation de la nef, à trois niveaux, est rendue possible par le plafonnement en lambris léger. Cette élévation est de pur style normand et se généralisera en pierre de taille au XIIe siècle, préfigurant les cathédrales gothiques : le premier niveau est constitué de grandes arcades supportées par des piliers carrés (1,42 m de côté) et cantonnés de quatre colonnes engagées au tiers de leur diamètre et au profil non plus prismatique mais torique, séparant les deux bas-côtés assez étroits voûtés d'arêtes ; au-dessus, un étage de tribunes présentant deux arcatures par travée, divisées chacune en deux baies géminées ; le troisième niveau est composé de fenêtres hautes.

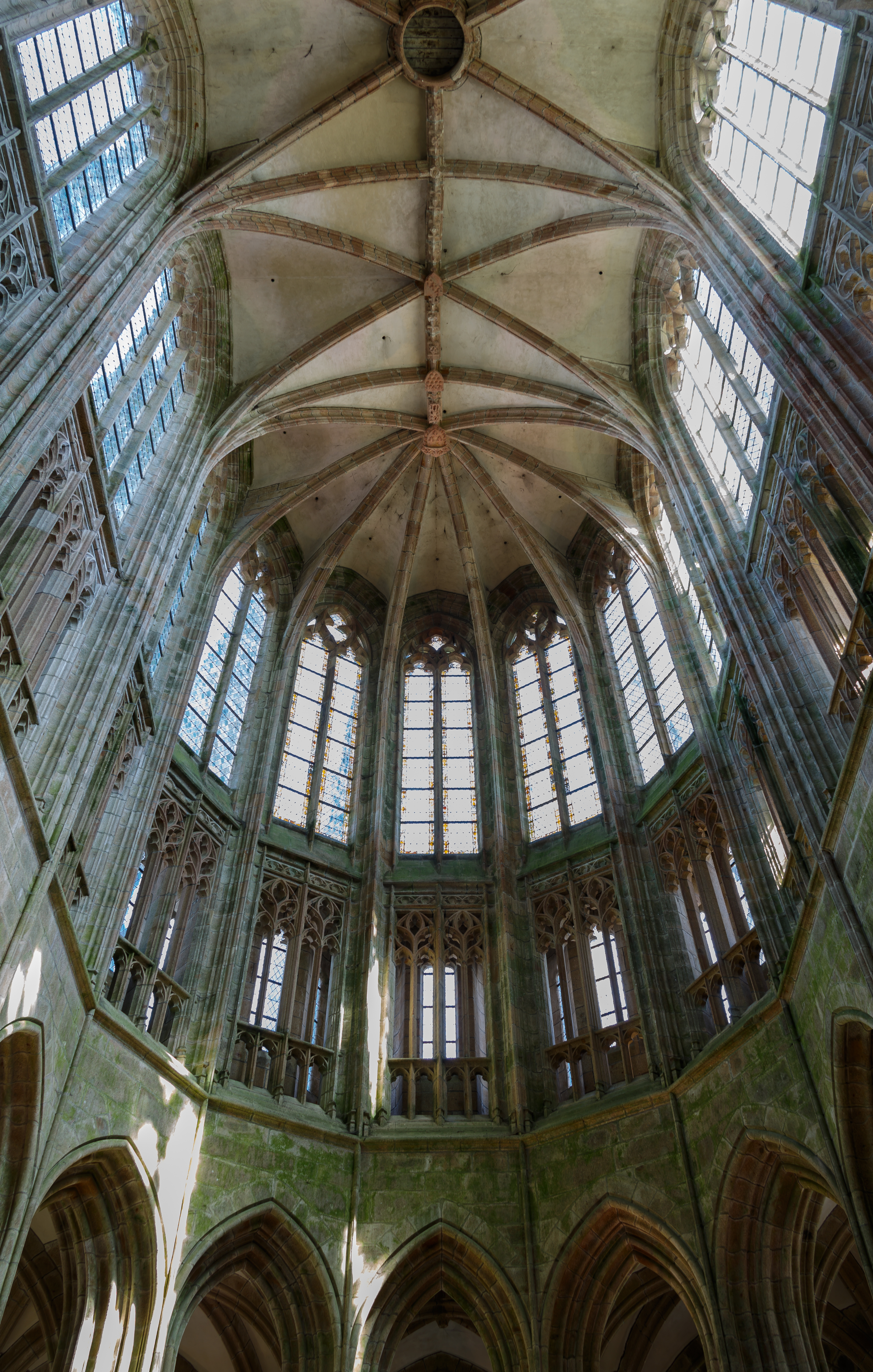
Chœur gothique flamboyant de l'église abbatiale.

Le chœur gothique (XVe siècle) s'inspire de celui de l'abbaye Saint-Ouen de Rouen ; le chœur roman s'effondra en 1420. Les piliers cantonnés de fines nervures supportent à l'étage intermédiaire un triforium à claire-voie, montée au-dessus d'une balustrade ajourée. Au niveau supérieur, chacune des fenêtres hautes, flanquée de deux ogives, poursuit le plan de la claire-voie, à laquelle il est lié par le meneau qui descend jusqu'à l'appui du second niveau. Les clefs de voûte du chœur représentent entre autres les armoiries des abbés bâtisseurs. Autour du déambulatoire s'ouvrent sept chapelles rayonnantes. Deux d'entre elles contiennent des bas-reliefs en pierre de Caen datant du XVIe siècle (tétramorphe qui symbolise les quatre évangélistes en face de l'ancien autel « Art déco » de l'abbatiale, dans la première chapelle au Nord ; Adam et Ève chassés du Paradis Terrestre et le Christ descendant aux limbes pour leur accorder son pardon dans la première chapelle au Sud), reliefs correspondant à quelques fragments polychromes qui décoraient l'ancienne clôture réservant l'espace aux moines. Le petit bateau suspendu à droite de la chapelle située dans l'axe de l'église, est un ex-voto réalisé par un des prisonniers du Mont au XIXe siècle à la suite d'un vœu ou en mémoire d'une grâce obtenue. Le pavage en terre cuite vernissée du chœur est réalisé en 1965 pour remplacer d'anciens carreaux de ciment.

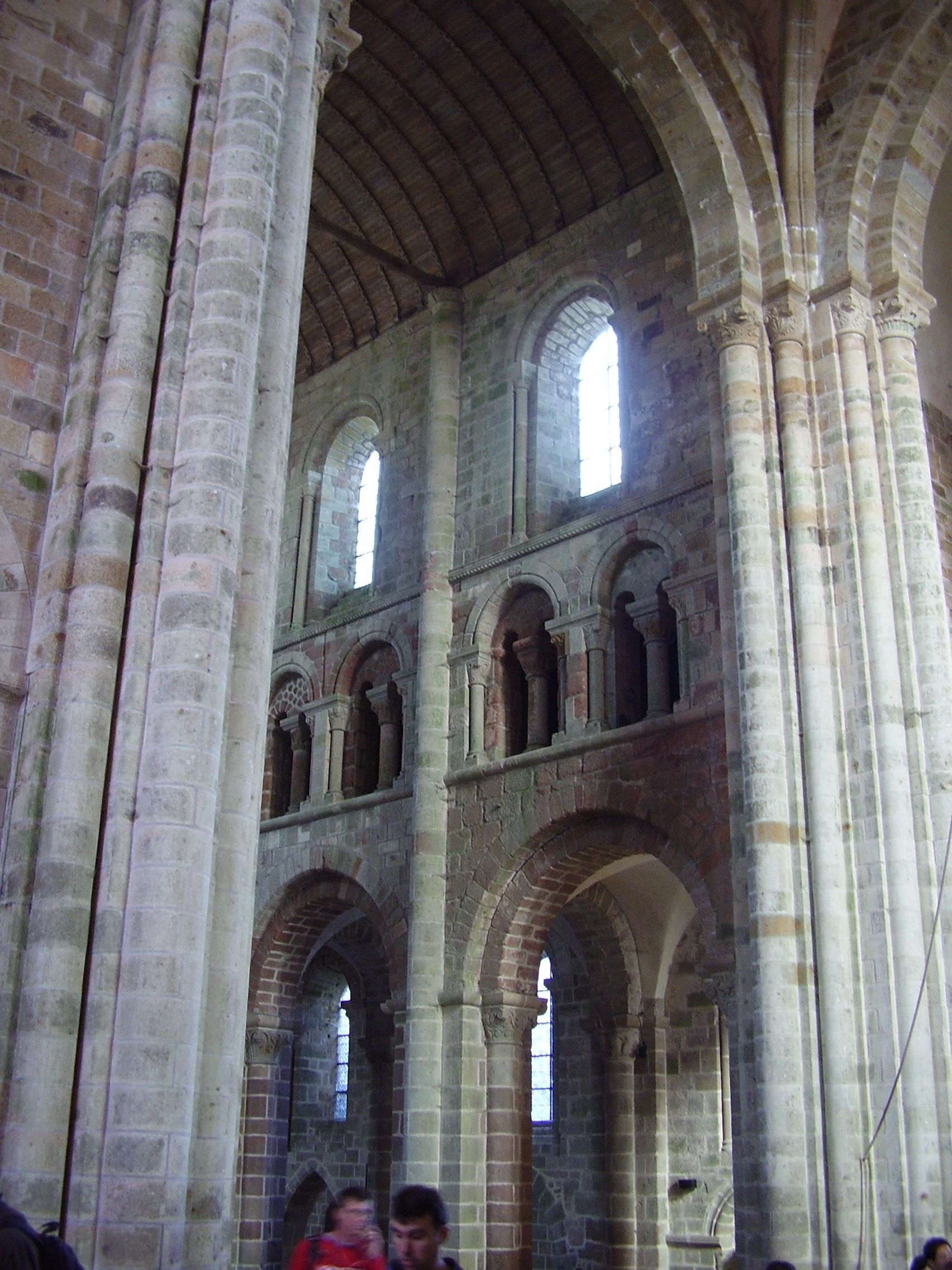
Les bas-côtés nord avec des arcs-doubleaux  entièrement appareillés et légèrement brisés.
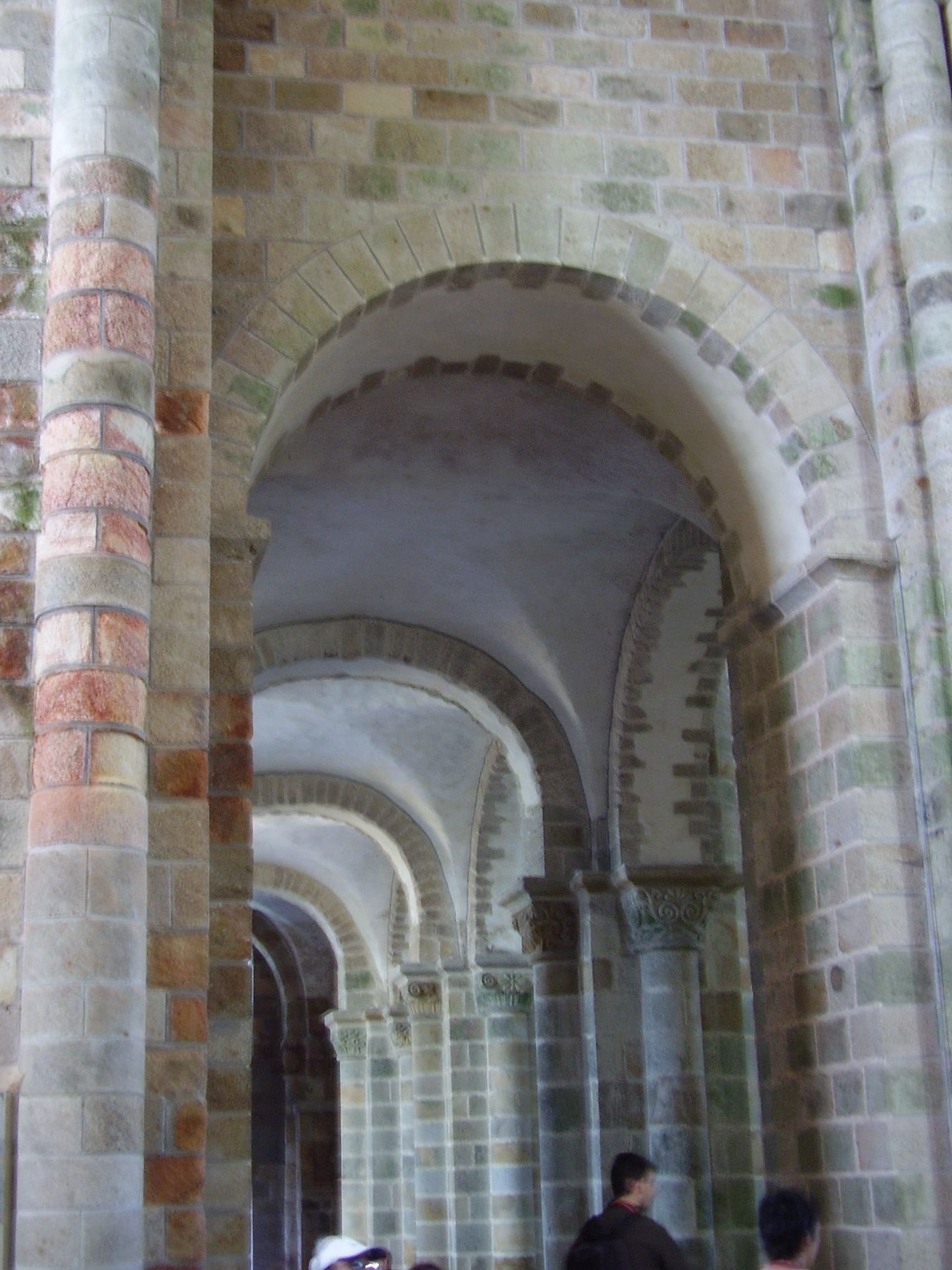
Les bas-côtés sud ont des arcs-doubleaux fourrés déformés en anse de panier sous les poussées.
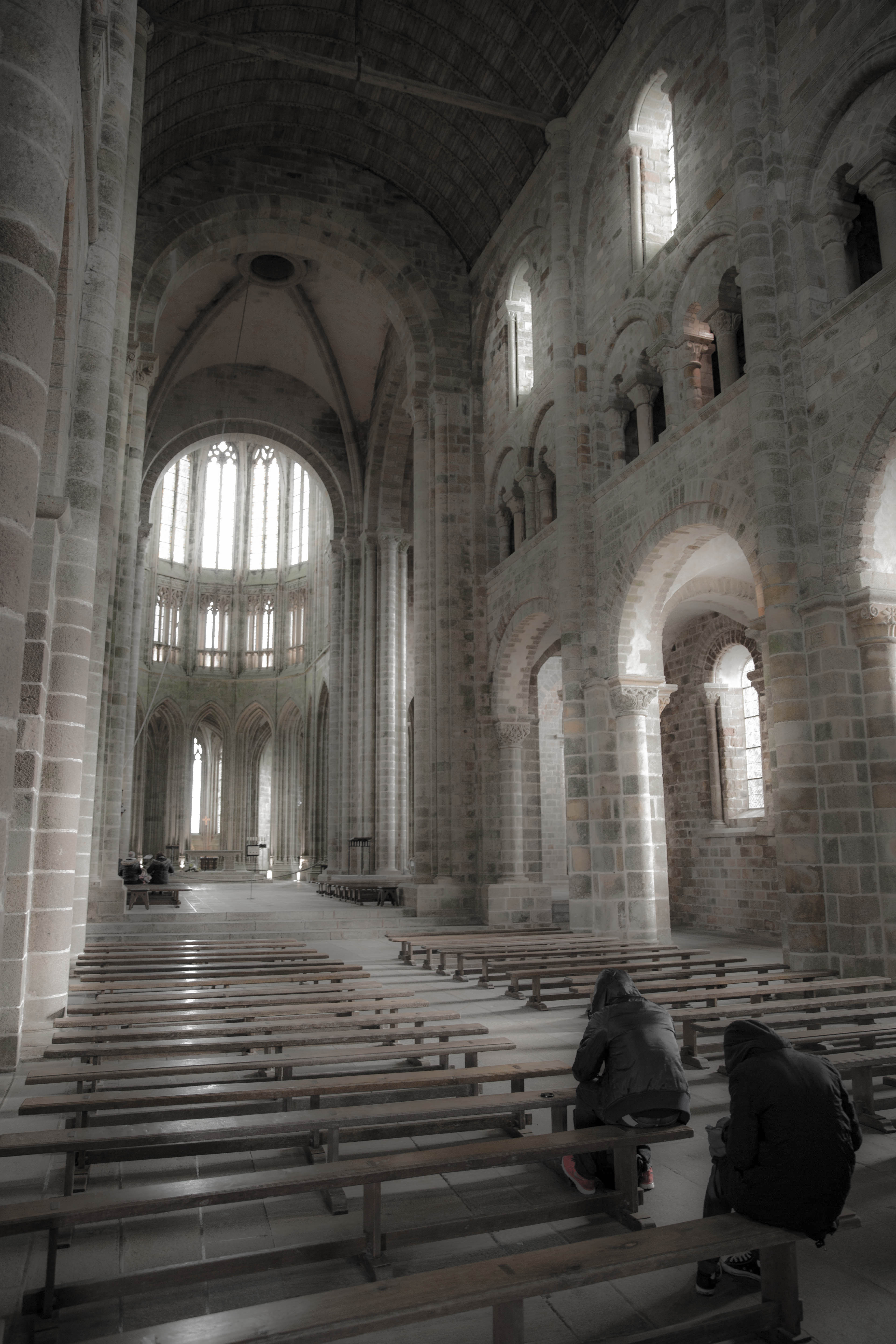
Nef romane de l'église abbatiale.
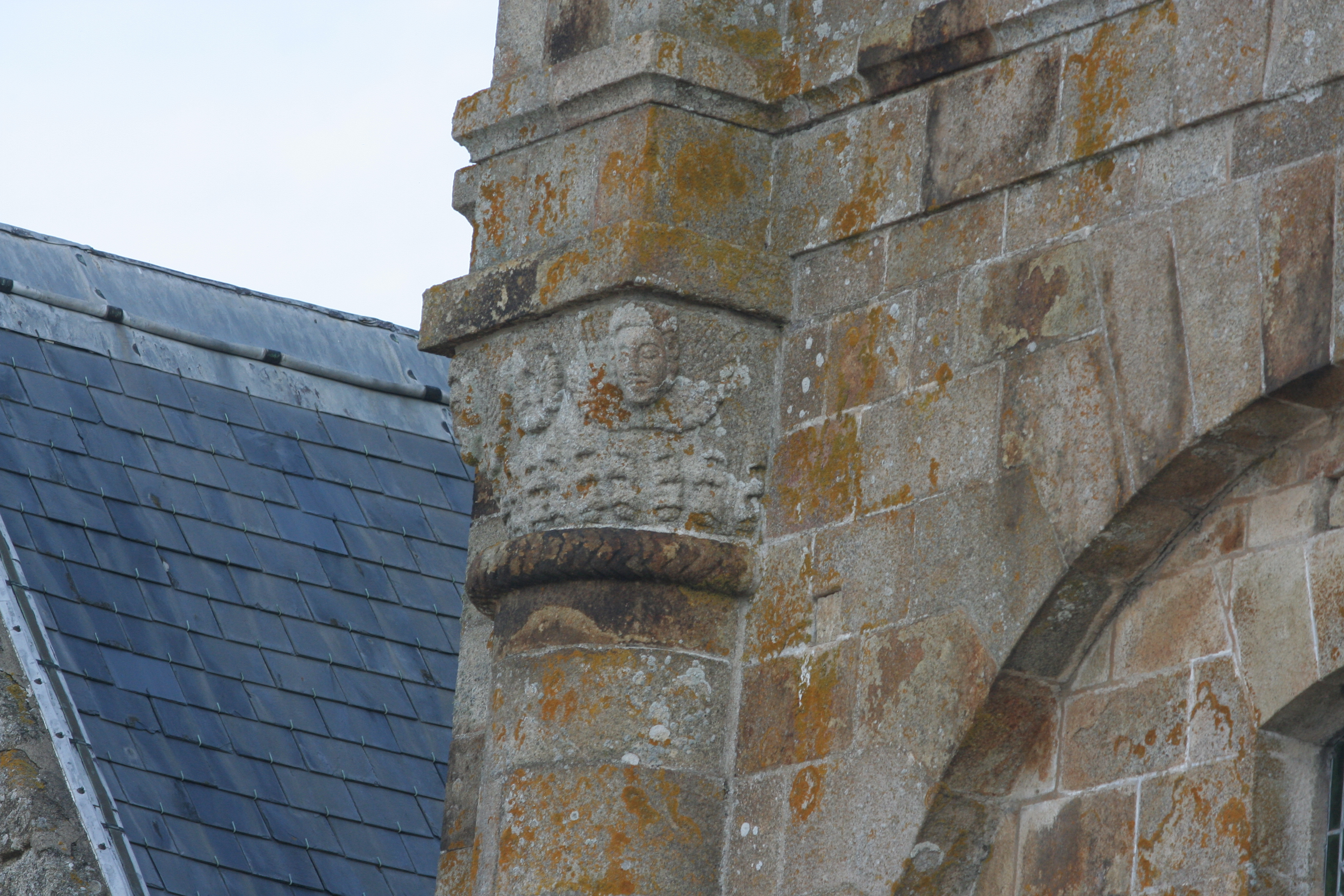
Les pierres tapissées de lichen orange présentent une variété de teintes du gris au brun rouille selon le degré d'altération de la granodiorite de Chausey.

##### Les cloches
L'église abbatiale a possédé plusieurs cloches notables :
- Rollon, installée par le prélat Bernard, en 1135[84] ;
- Benoiste et Catherine, refondues par le 4e prieur Dom Michel Perron, vers 1635 ;
- la cloche de brume, fondue en 1703, sous la prélature de l'abbé commendataire Jean-Frédéric Karq de Bebembourg[note 22].

#### Chapelles de soubassement du chœur

##### Crypte des Gros-Piliers
Le chœur de l'église repose sur une église basse, dite crypte des Gros-Piliers, rendue nécessaire par la différence de niveau entre l'église haute et le sol extérieur. Il s'agissait originellement de la crypte absidale romane, à laquelle on a substitué une nouvelle crypte beaucoup plus massive, dans le style gothique flamboyant, jamais consacrée au culte et réalisée de 1446 à 1450, après l'effondrement du chœur roman, en 1421.
Cette nouvelle crypte comprend un déambulatoire et six chapelles rayonnantes alternant avec des colonnes engagées soutenant directement les éléments correspondants du chœur, établi selon le même plan. La première travée repose sur le rocher, les deux premières travées du nord et du sud étant occupées par des citernes. Cette salle comporte dix piliers cylindriques, dont huit énormes, d’une circonférence de 5 m, sans chapiteaux, à bases octogones ou dodécagones et disposés en demi-cercle. Les piles romanes de cette crypte sont enrobées de nouveaux lits de granite des îles Chausey, ces piles gothiques supporant les piliers de l'église supérieure. Les deux colonnes centrales, plus minces, ont reçu le nom évocateur de palmiers.
Cette crypte était un carrefour de circulation entre différentes salles de la partie est du monastère : une porte relie la crypte à la chapelle Saint-Martin ; trois autres, pratiquées dans les deux chapelles du Sud, mènent l'une à l'Officialité.
Une vierge noire, réalisée au XIXe siècle dans un atelier de Munich, répond à une logique de recharge sacrale en reproduisant au Mont une pratique cultuelle attachée à la cathédrale de Chartres.

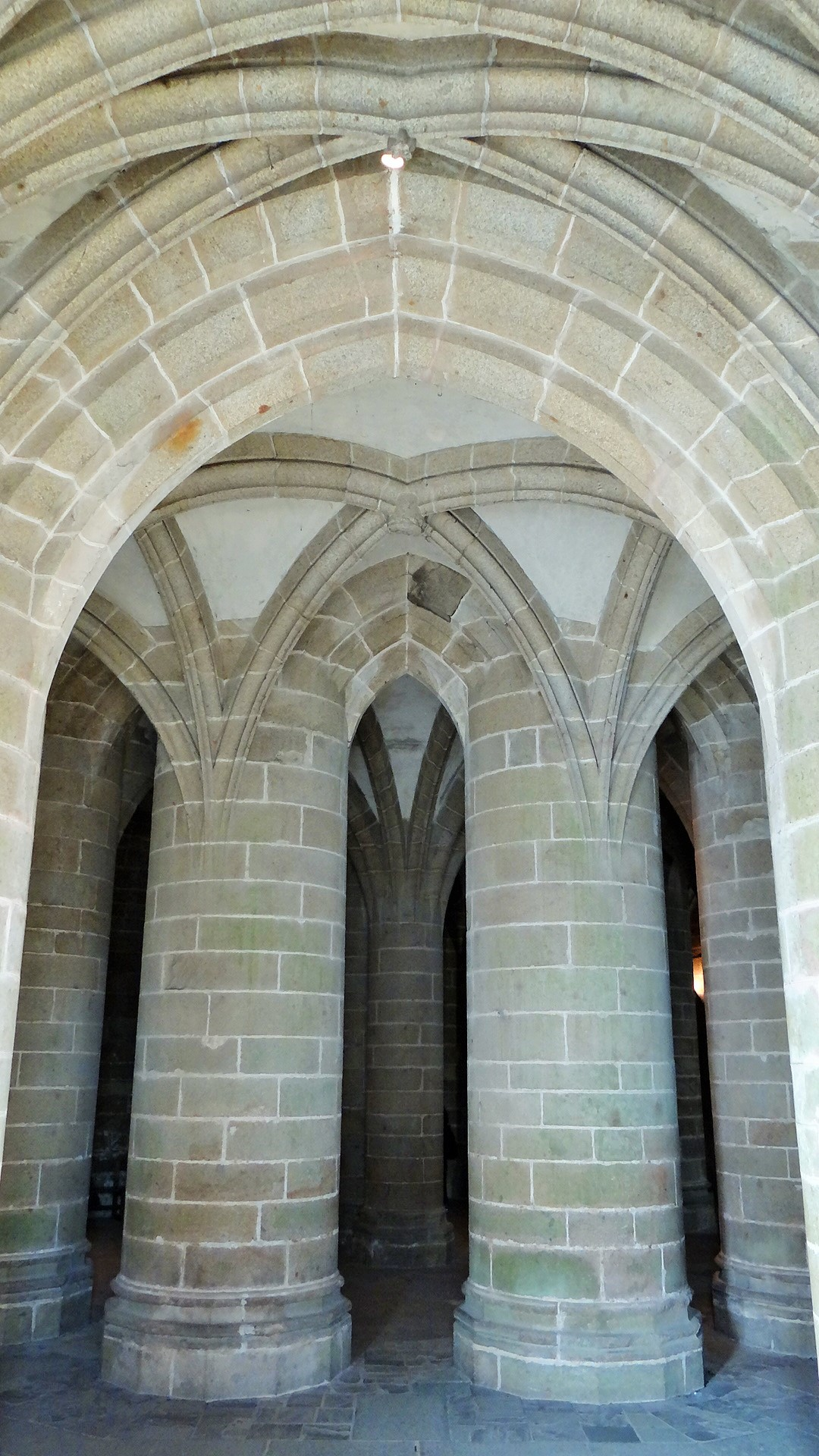
Les deux colonnes centrales, appelées palmiers.
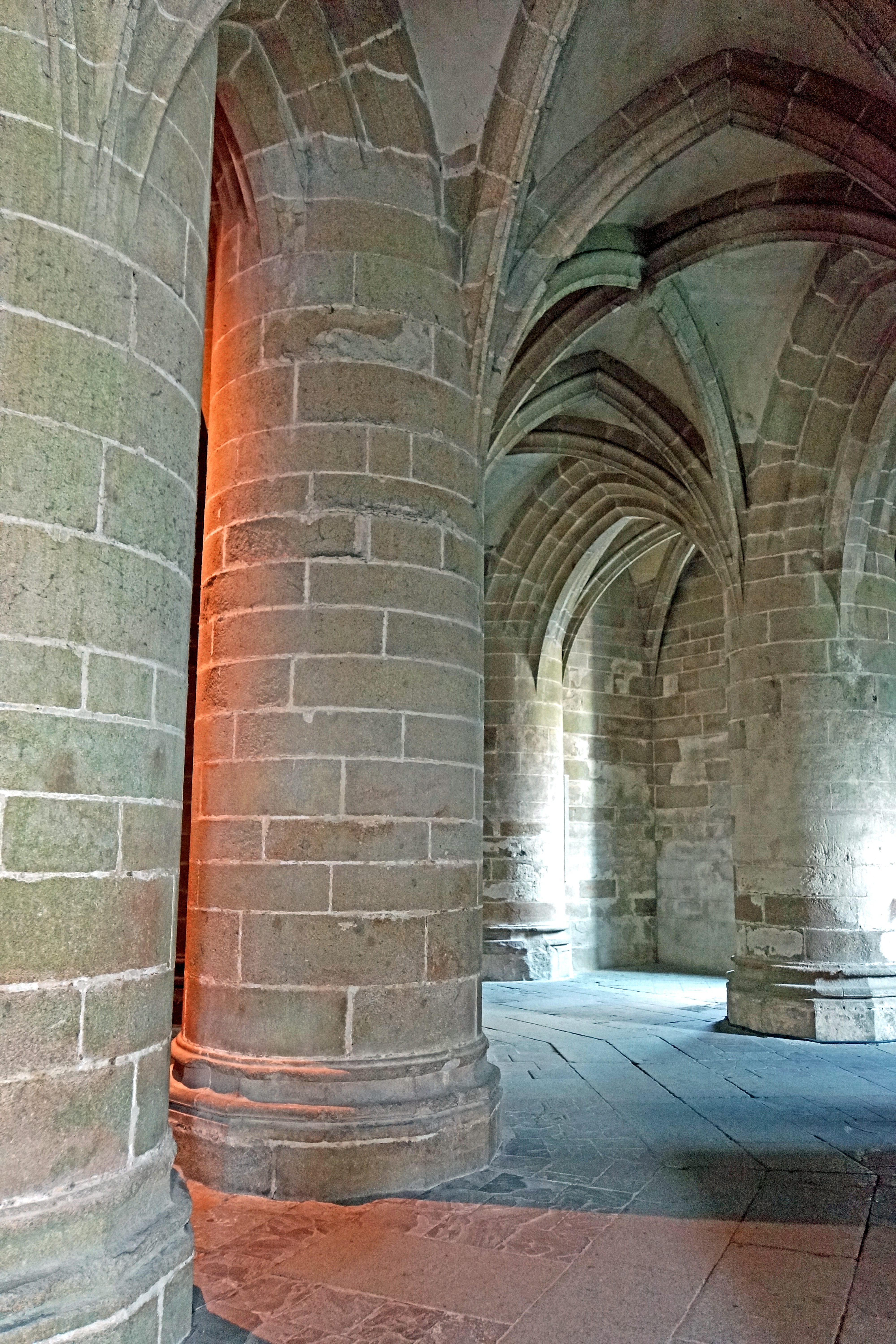
Crypte des Gros Piliers : des nervures, au profil prismatique, animent les voûtes.
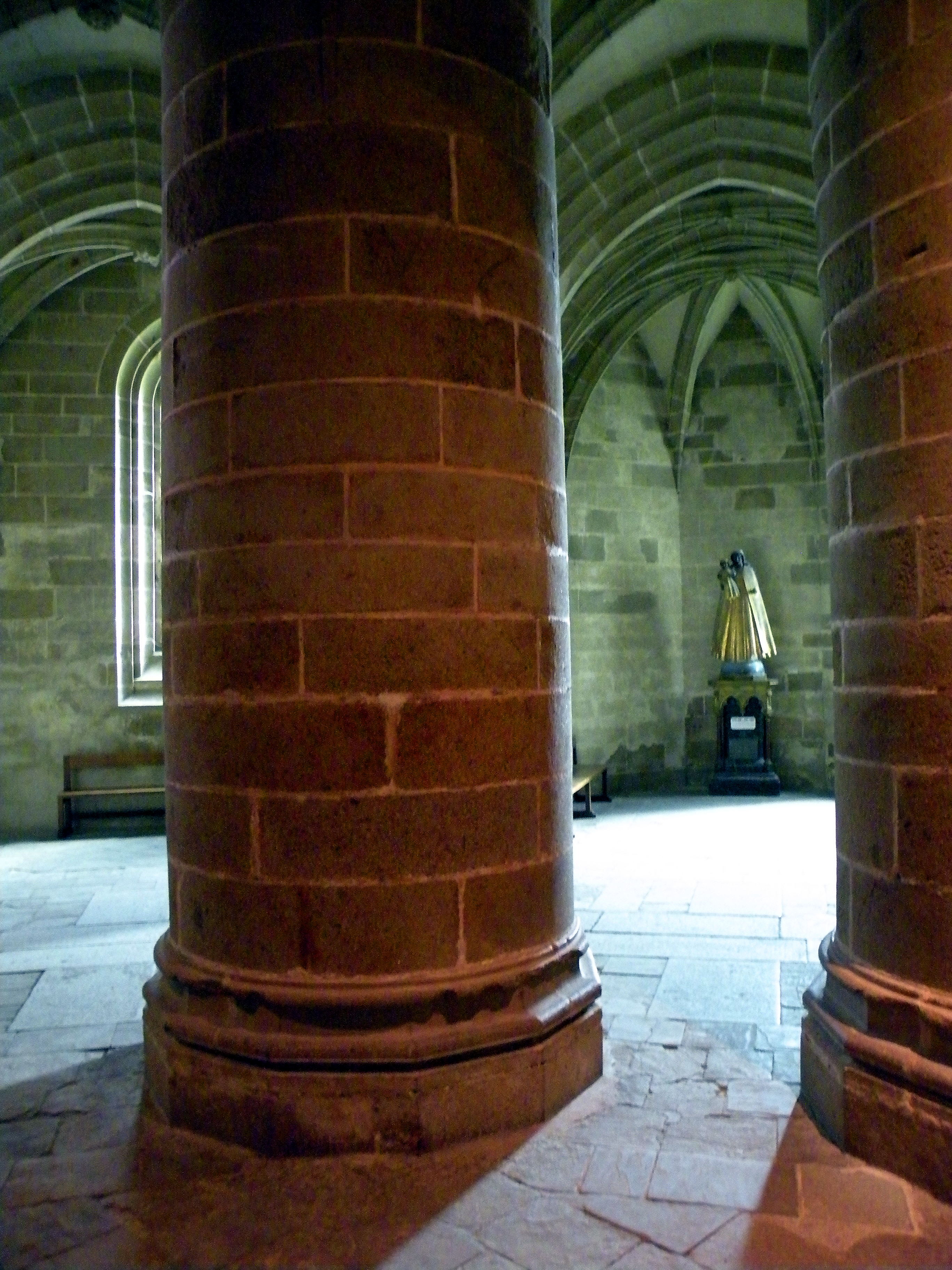
Statue de la vierge noire.
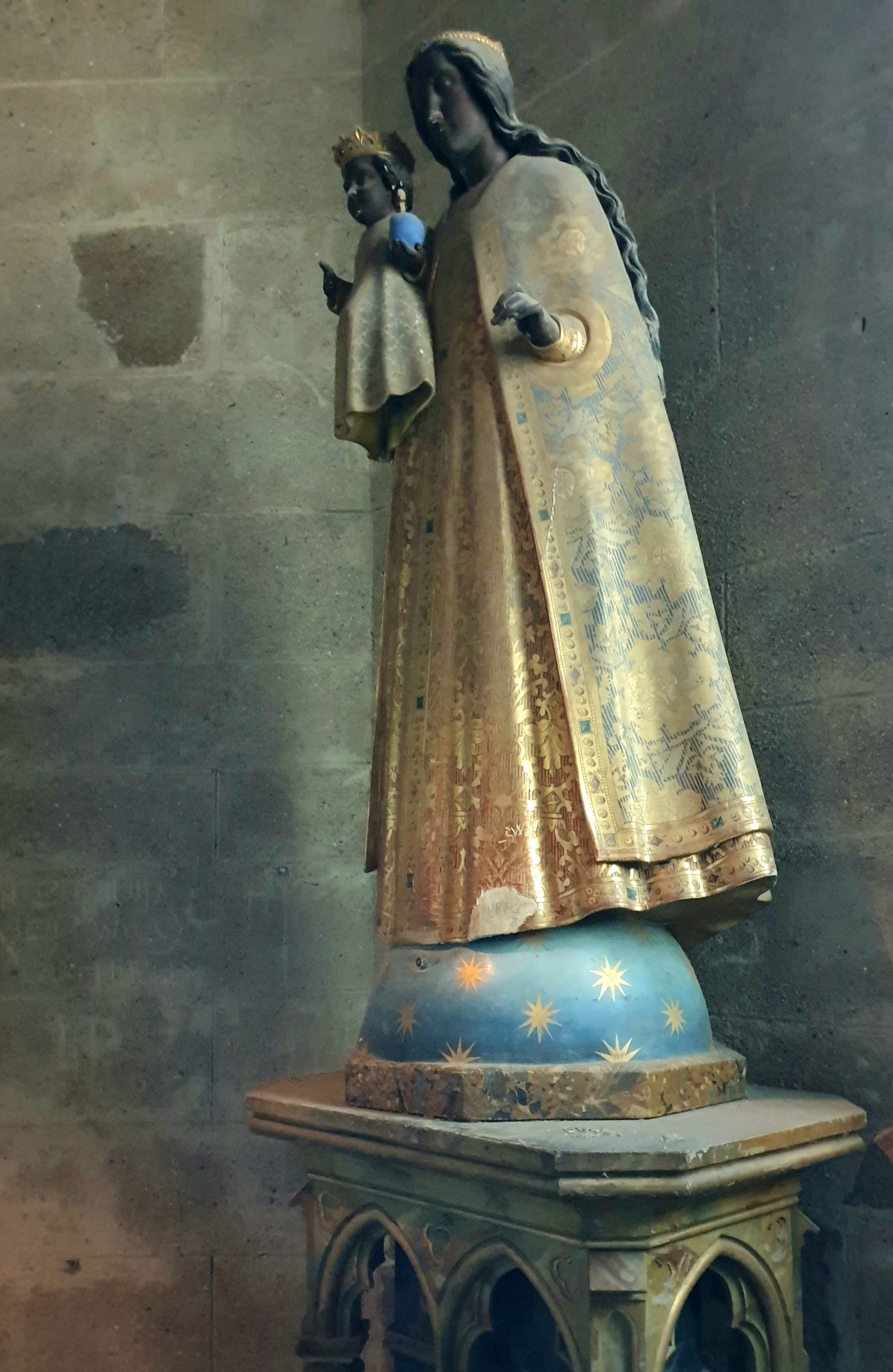
Vierge noire.

#### Chapelles de soubassement du transept
Le transept est soutenu par deux cryptes voûtées, dites « chapelle des Trente Cierges » au nord et « chapelle Saint-Martin » au sud, seule comprise dans le circuit de visite habituel. De 1031 à 1048, les abbés Almod, Théodoric et Suppo, successeurs d'Hildebert II, achèvent ces cryptes latérales.

##### Chapelle Saint-Martin
La chapelle Saint-Martin est constituée d’une nef carrée couverte d’une voûte en berceau d’une portée de 9 m, renforcée en son centre par un arc-doubleau et terminée à l'est par une abside en cul-de-four qui supporte l'absidiole du transept de l'église haute. Son décor peint est perdu : la chute de l'enduit laisse désormais visibles les traces, très nettes, du cintre en bois qui servit à la construction de la voûte. C'est l'un des rares éléments de l'abbaye parvenu jusqu'à nous tel qu'il était lors de son achèvement vers 1050, la crypte n'ayant pas eu besoin d'être restaurée malgré ses utilisations variées au cours des siècles : moulin à chevaux, citerne.

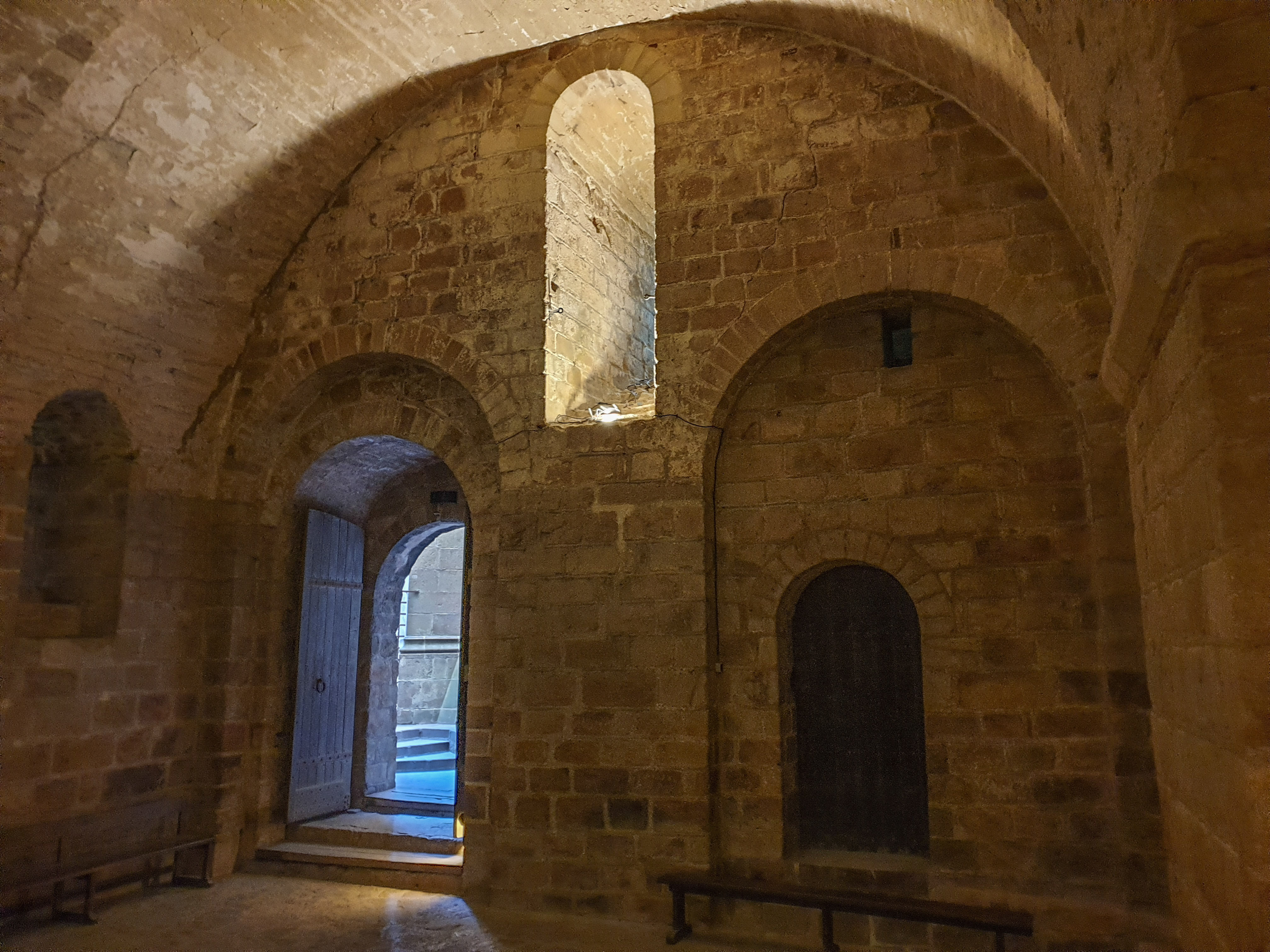
Chapelle Saint-Martin, côté ouest.
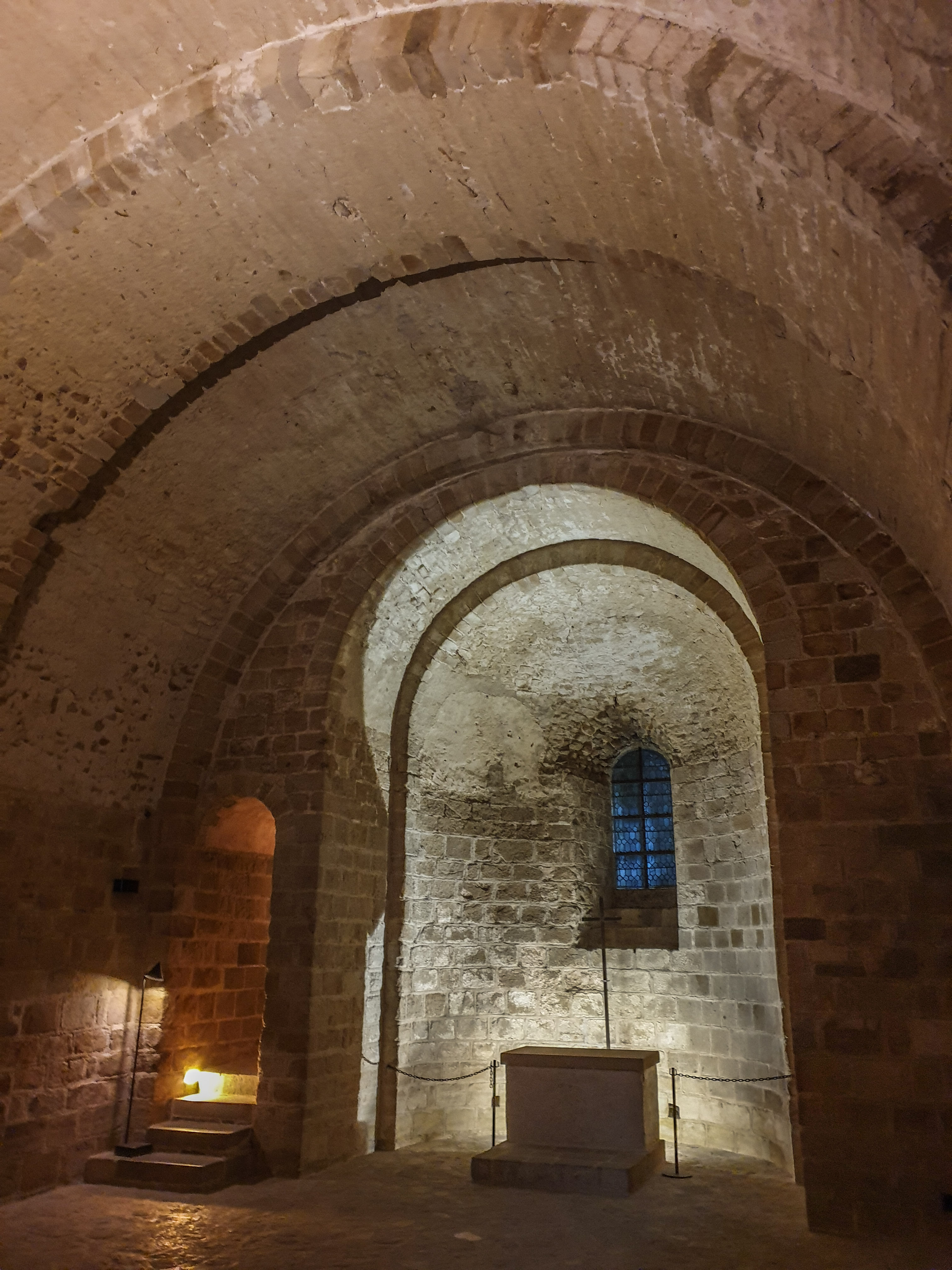
Chapelle Saint-Martin. Absidiole et arc-doubleau, à l'est.

##### Chapelle des Trente Cierges
Le plan de la chapelle des Trente Cierges est similaire à celui de la chapelle Saint-Martin. Elle est voûtée d'arêtes et conserve d'importants vestiges de peintures murales. Une restauration a permis de remettre en valeur un motif de faux appareil, très courant pendant tout le Moyen Âge, agrémenté d'une frise de rinceaux. Une messe durant laquelle brûlaient trente cierges y était célébrée chaque jour après Prime, d'où le nom de la chapelle.

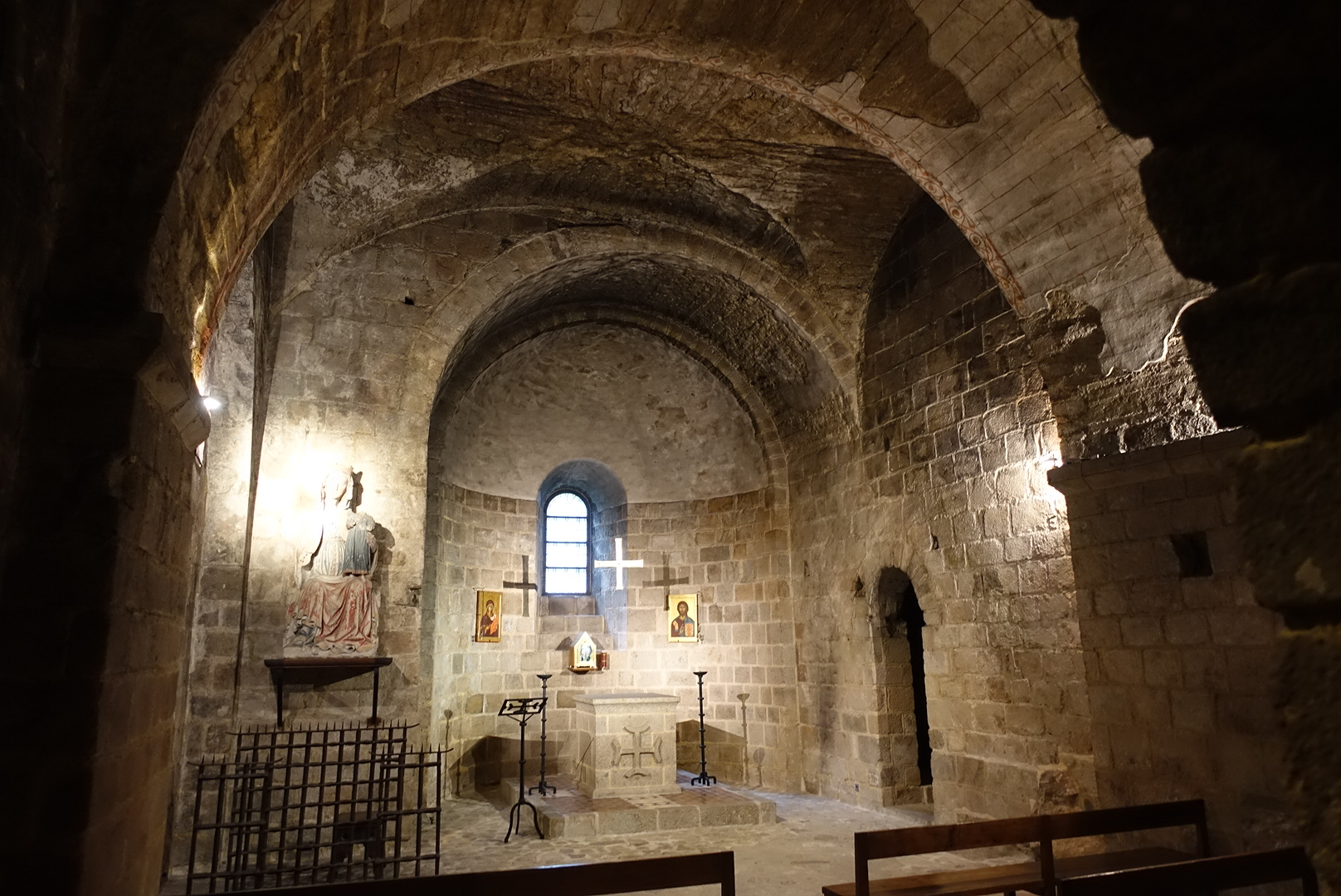
Notre-Dame-des-Trente-Cierges, sous le transept nord.
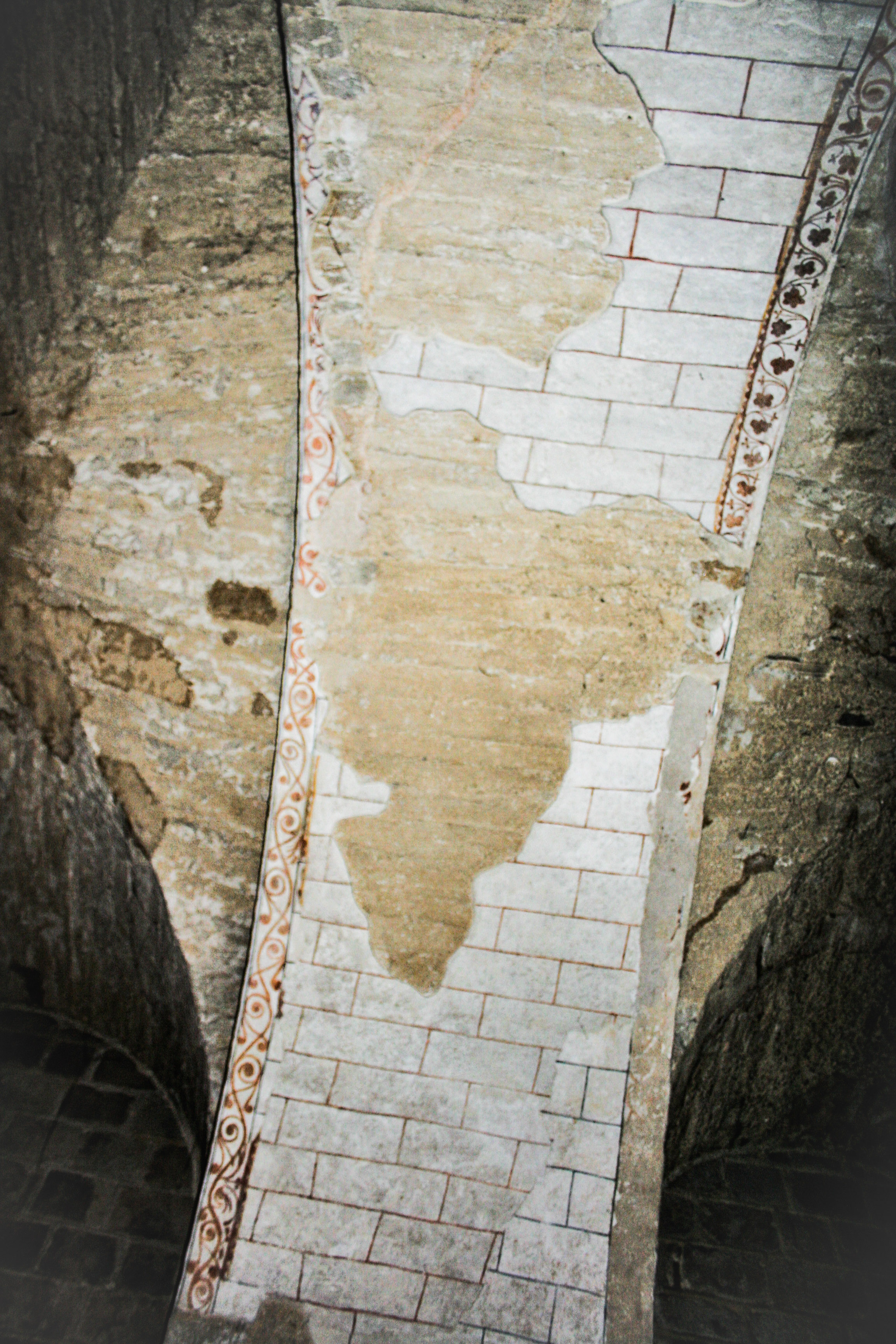
Chapelle des Trente-Cierges : décor en faux appareil.

#### Bâtiment deRogerII, au nord de la nef
Au nord de la nef se trouve un bâtiment abbatial roman de la fin du XIe siècle comprenant de bas en haut la salle (ou galerie, ou crypte) de l'Aquilon, le promenoir des moines et un ancien dortoir.

##### Salle de l'Aquilon
L'escalier percé au XVIIIe siècle dans le promenoir des moines permet d'accéder à la salle dite de l'Aquilon (terme désignant le vent du nord dans la Bible, et que les moines ont utilisé en référence à la situation de cette salle). Il s'agit de l'ancienne aumônerie romane, reconstruite et modernisée après l'effondrement du mur nord de la nef, en 1103. Située juste au-dessous du promenoir, elle sert de base soutenant les deux salles supérieures. Sa fonction de soutien et d'accueil des pauvres explique sa rigueur architecturale qui contraste avec le style des autres grandes salles. Elle est divisée en deux nefs par une rangée de cinq colonnes monolithes à chapiteaux ouvragés qui soutiennent des voûtes d'arêtes consolidées par des arcs doubleaux appareillés et tracés en arc brisé (selon un dessin inauguré quelques années auparavant à Cluny III):40, 44.

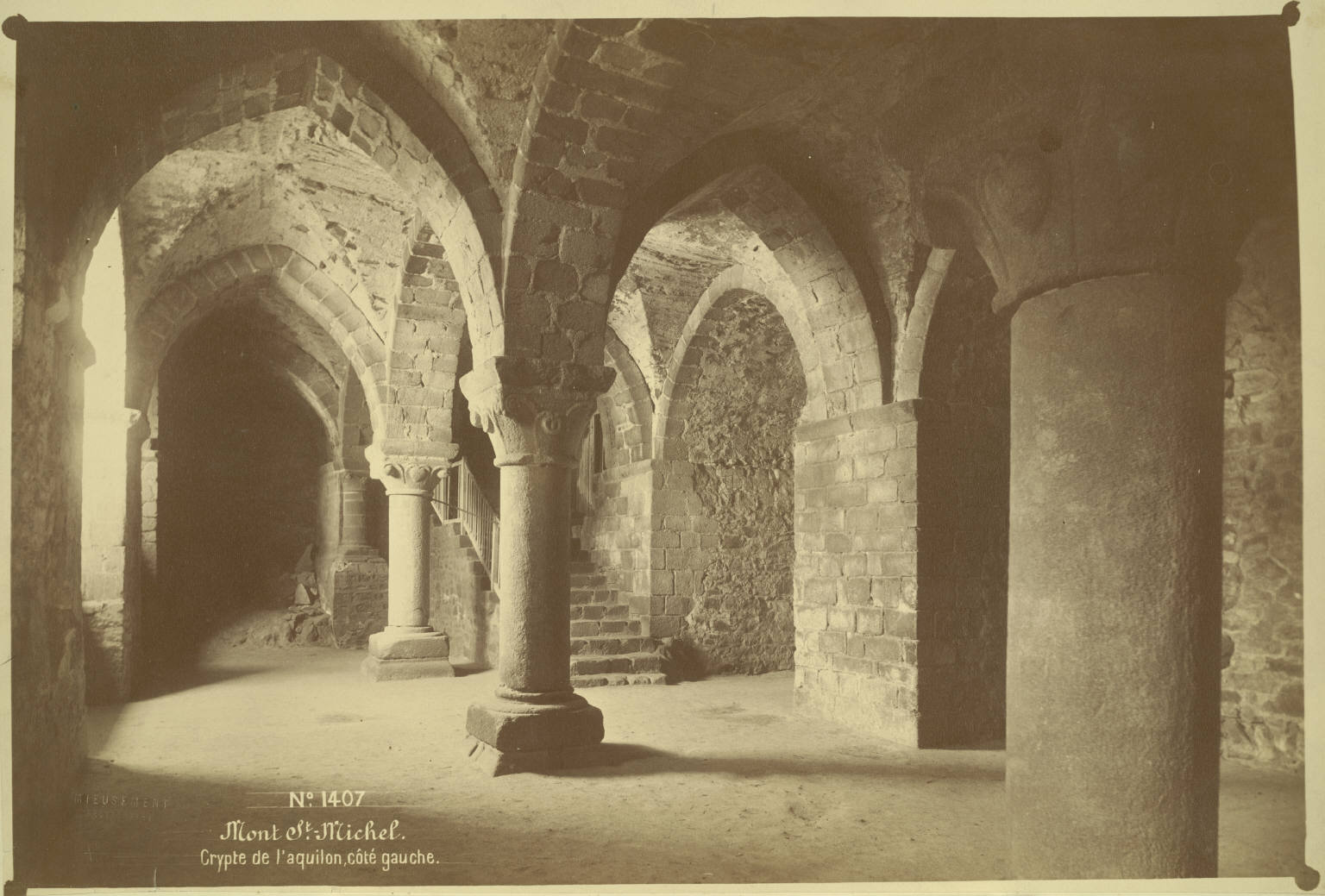
Salle de l'Aquilon. Photographie ancienne, vers 1880.
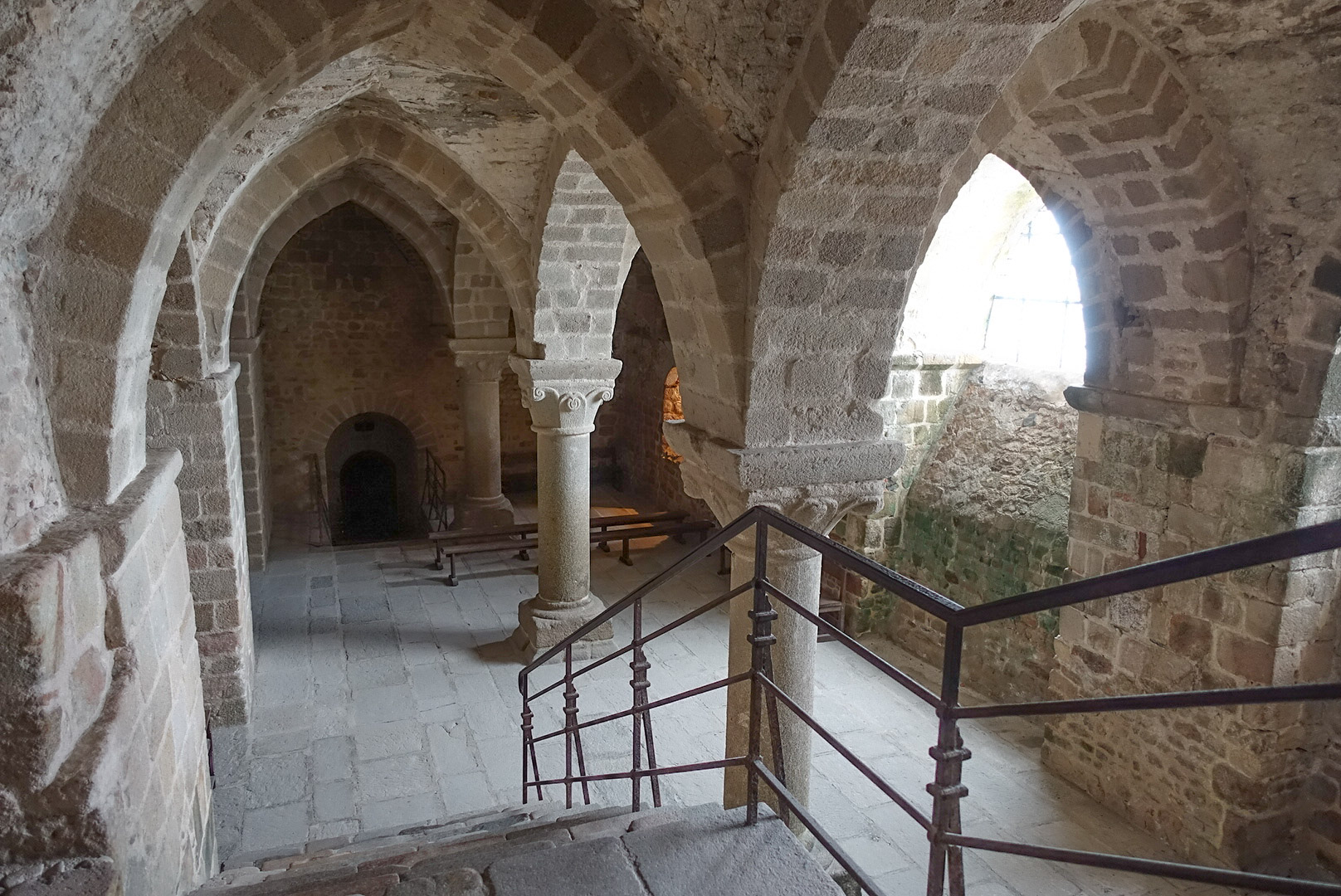
Salle de l'Aquilon.

##### Promenoir des moines
Juste au-dessus se trouve une salle dite « promenoir des moines » correspondant au plan de la précédente, à trois piliers, qui se prolonge par un couloir reposant directement sur le rocher et soutenu par deux piliers. Ce couloir donne accès au « cachot du Diable », jolie salle voûtée à pilier unique, puis à la chapelle des Trente Cierges située au même niveau et, au nord, à la salle des Chevaliers, située en contrebas.
La destination de cette salle du « promenoir » est incertaine : ancien réfectoire, salle capitulaire ou, selon Corroyer, un ancien cloître:41.

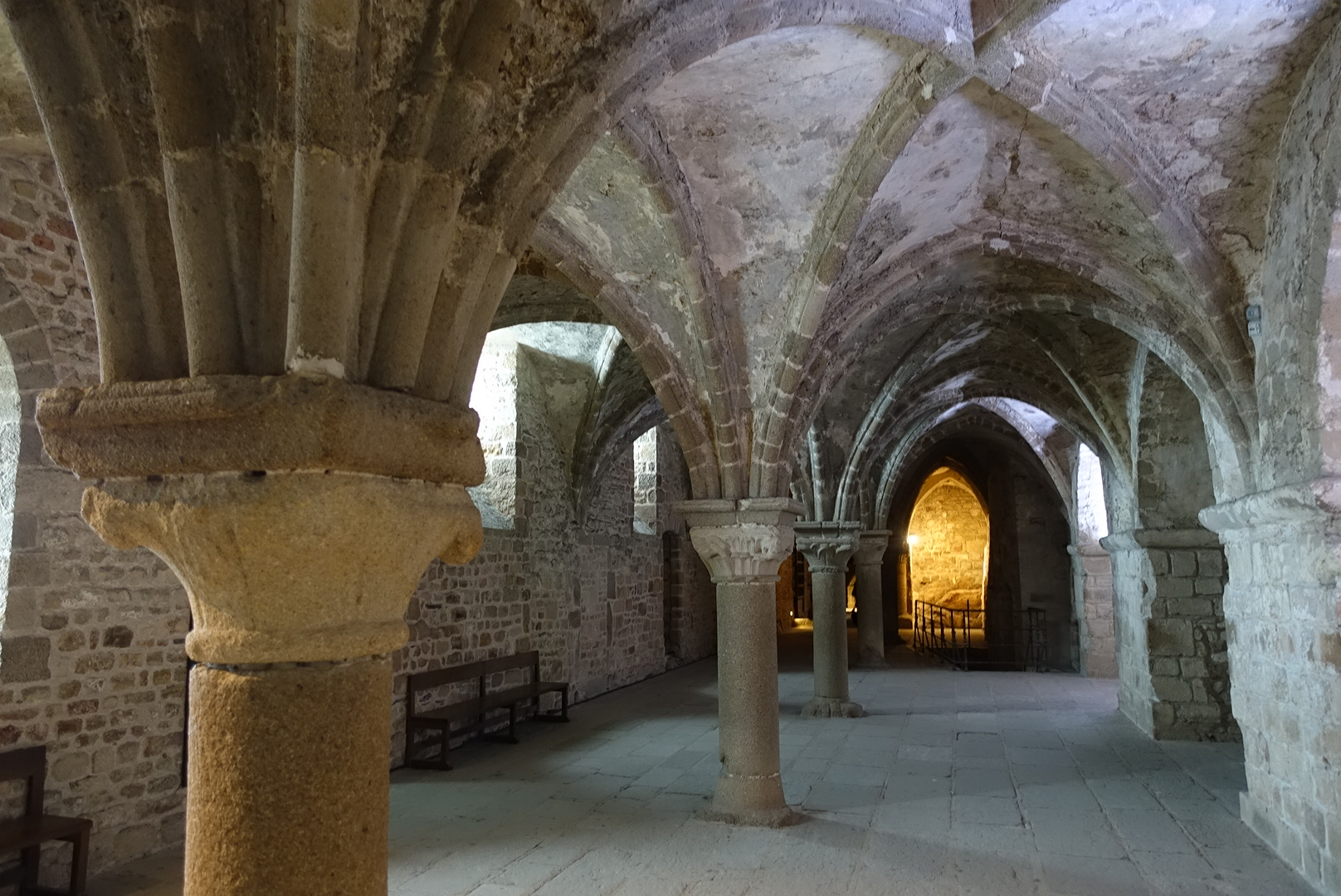
Promenoir et son prolongement vers l'est.
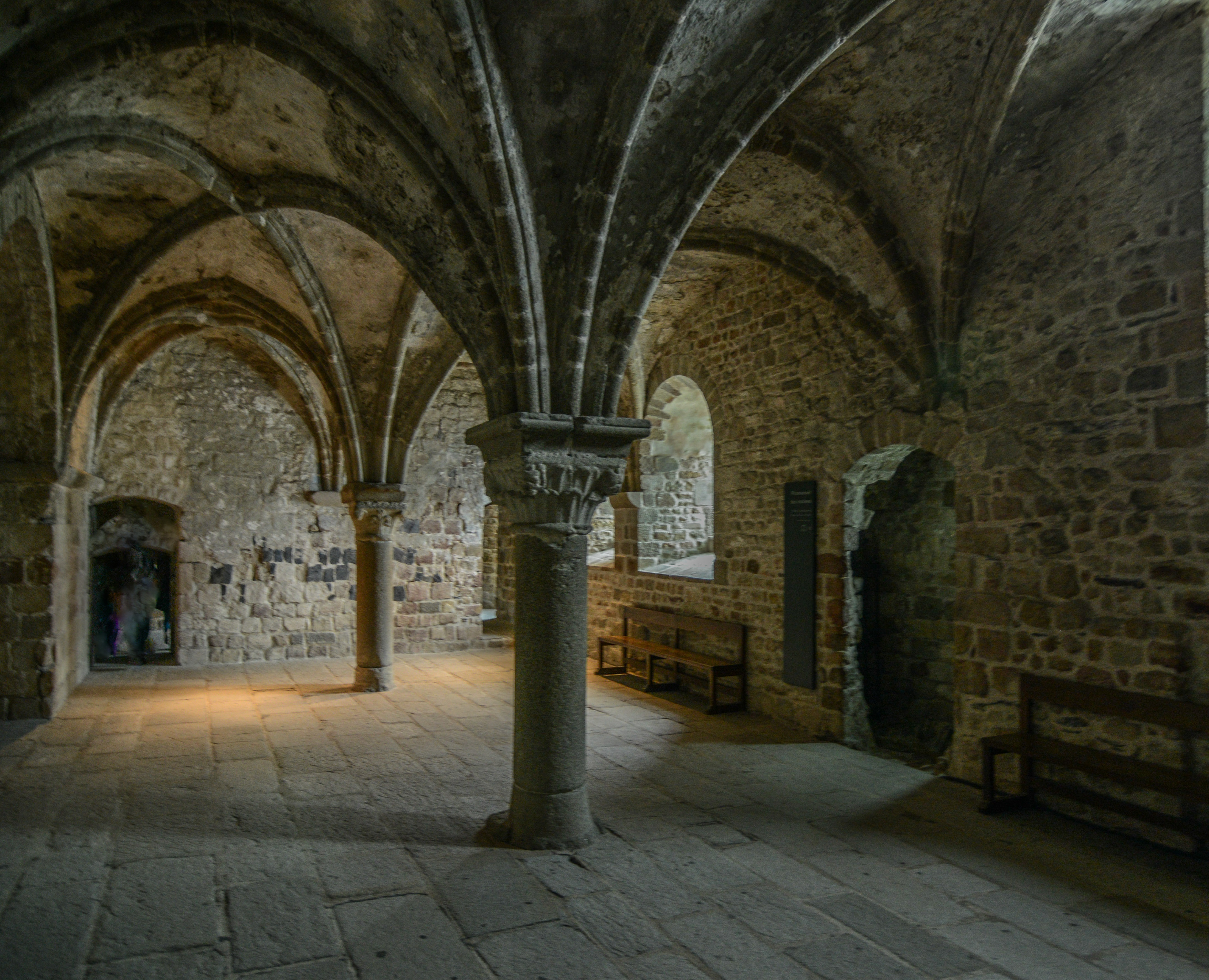
Promenoir et son prolongement vers l'ouest[note 24].
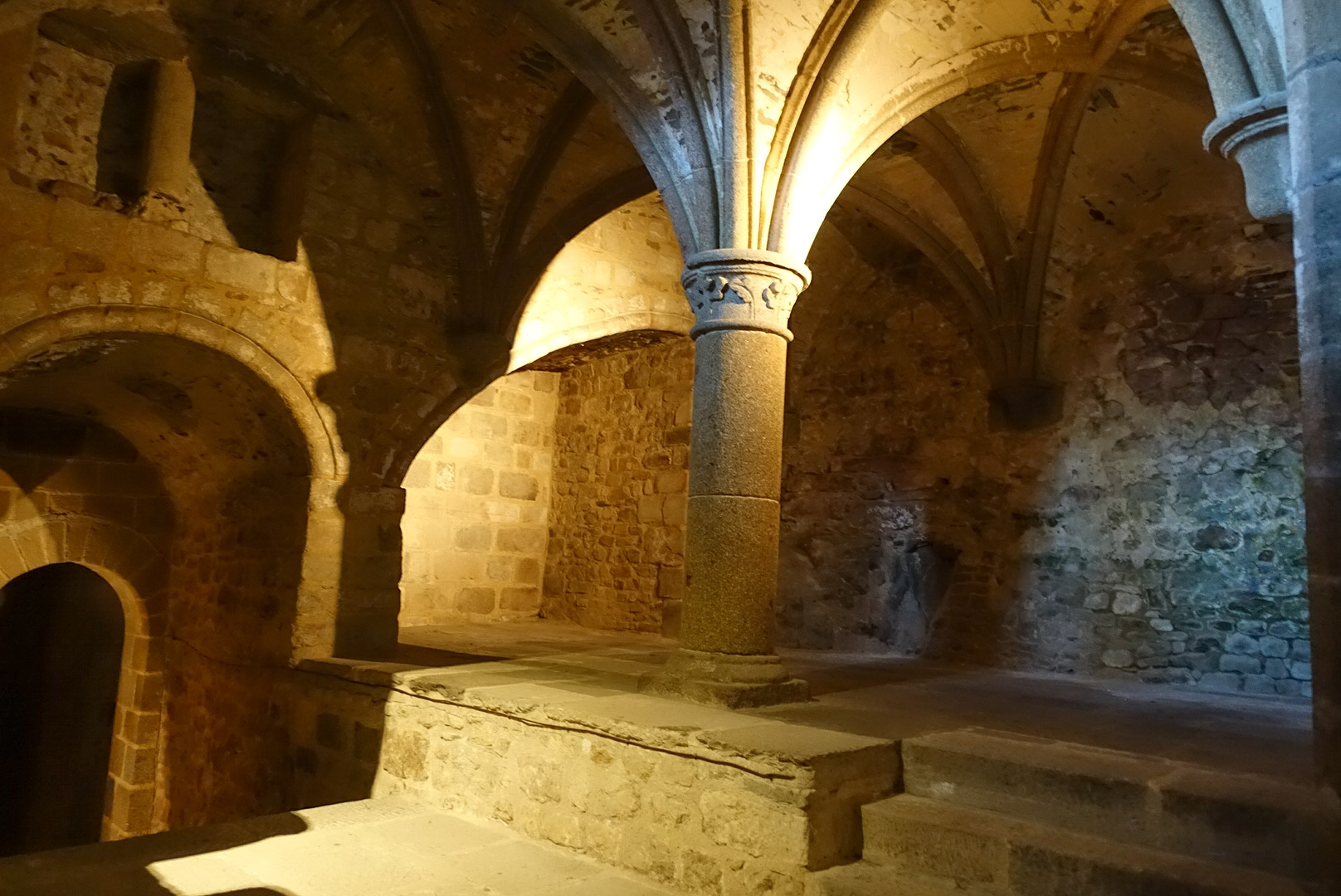
Cachot du diable.

##### Dortoir
Le niveau supérieur était occupé par l'ancien dortoir, salle en longueur couverte en charpente et plafonnée en berceau lambrissé, dont seule la partie orientale est conservée:41.

### Bâtiments de Robert de Torigni
L’abbé Robert de Torigni fait édifier, à l’ouest et au sud-ouest, un ensemble de bâtiments comportant de nouveaux logis abbatiaux, une officialité, une nouvelle hôtellerie, une infirmerie et la chapelle Saint-Étienne (1154-1164). Il fait également remanier les chemins de communication desservant Notre-Dame-sous-Terre, afin d’éviter un trop grand contact entre les pèlerins et les moines de l’abbaye. C'est lui également qui supprime le narthex roman ajouté à la nef et le remplace par deux tours de façade de qualité médiocre, dont l'une disparaît au XIVe siècle, et l'autre au XVIIIe siècle en même temps que les trois premières travées de la nef.
On y trouve également une cage à écureuil servant de treuil sur la rampe en pierre du monte-charge conçu vers 1819, lors de la conversion du site en prison, pour ravitailler les condamnés. Cinq à six détenus, marchant à l'intérieur de la roue, en assuraient la rotation et la manœuvre. Le traîneau, appelé poulain, était un chariot en bois qui pouvait tracter une charge de deux tonnes allant et venant le long de la rampe de granite. Il est probable que pendant la construction médiévale de l'abbaye, un même type de monte-charge était utilisé pour hisser le granite provenant des îles Chausey.

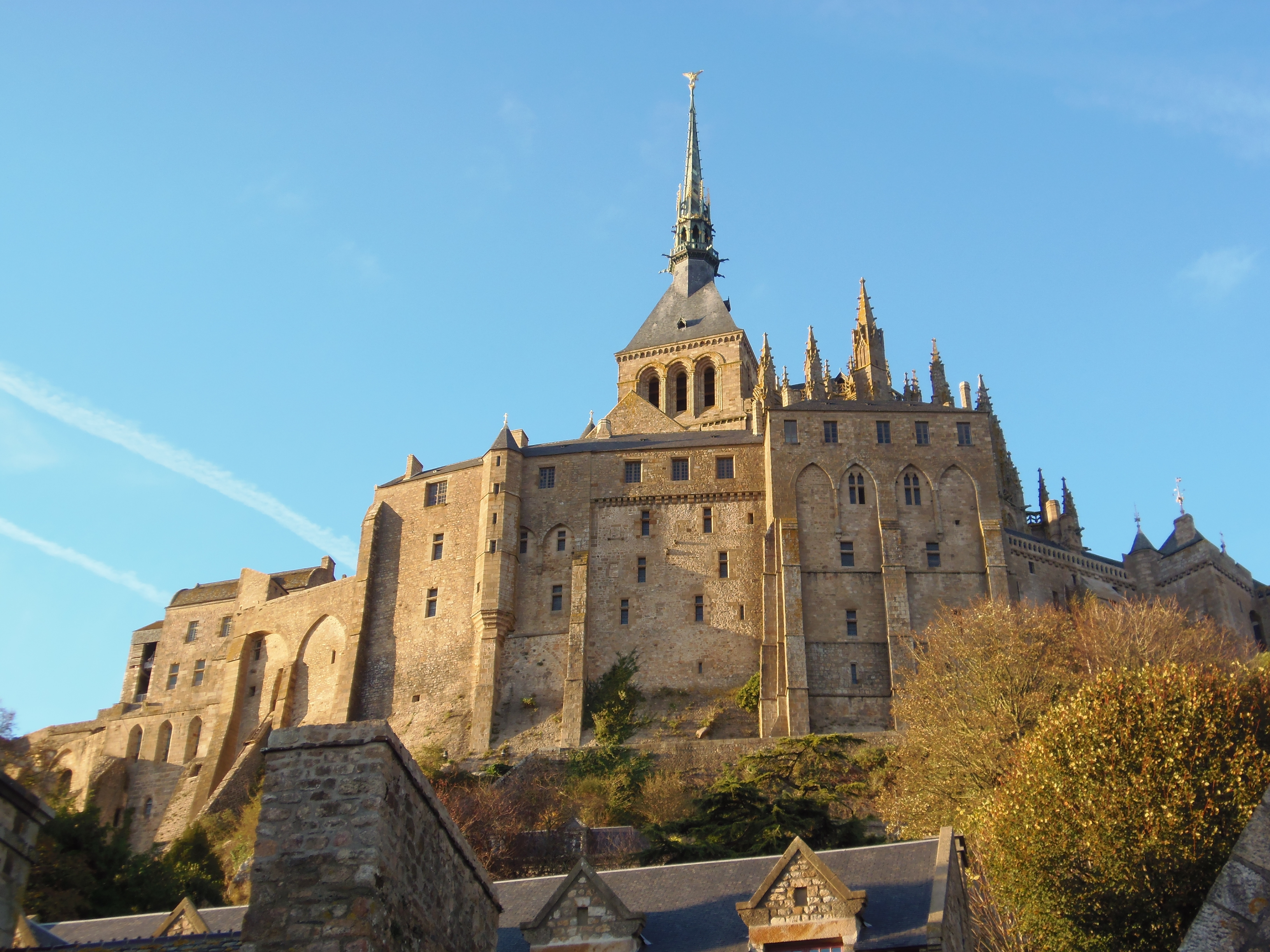
La face sud est dominée, de gauche à droite, par la terrasse dite du Plomb du four[note 25], par les logis abbatiaux et leurs annexes bâtis pour les besoins des abbés entre les XIIIe et XVIe siècles[note 26].
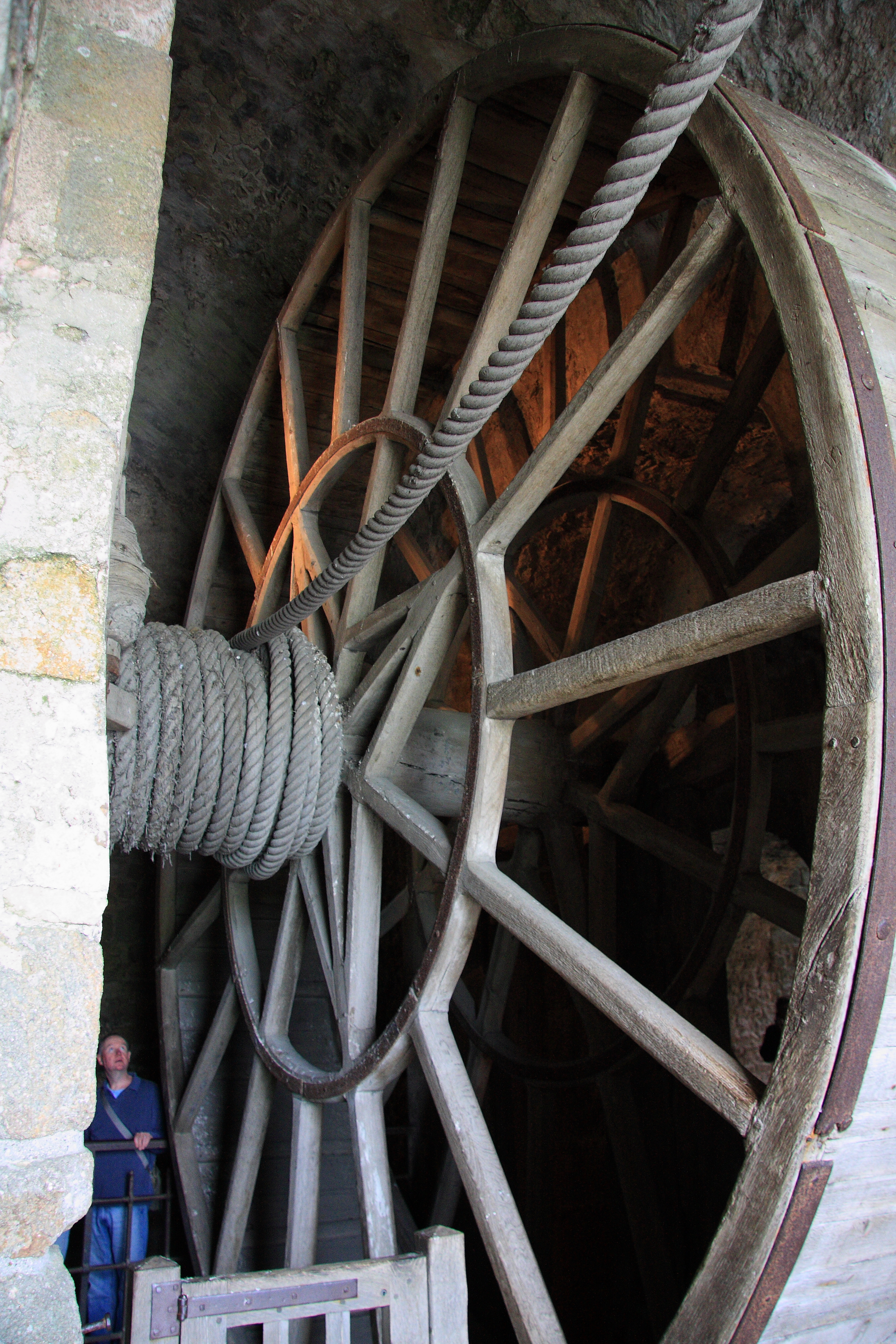
Cage à écureuil.
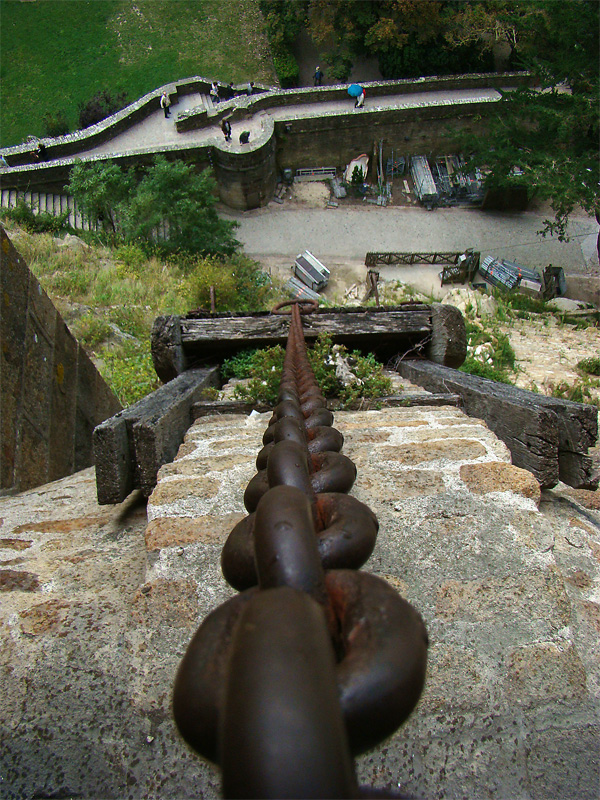
Vue extérieure du treuil et de la rampe.
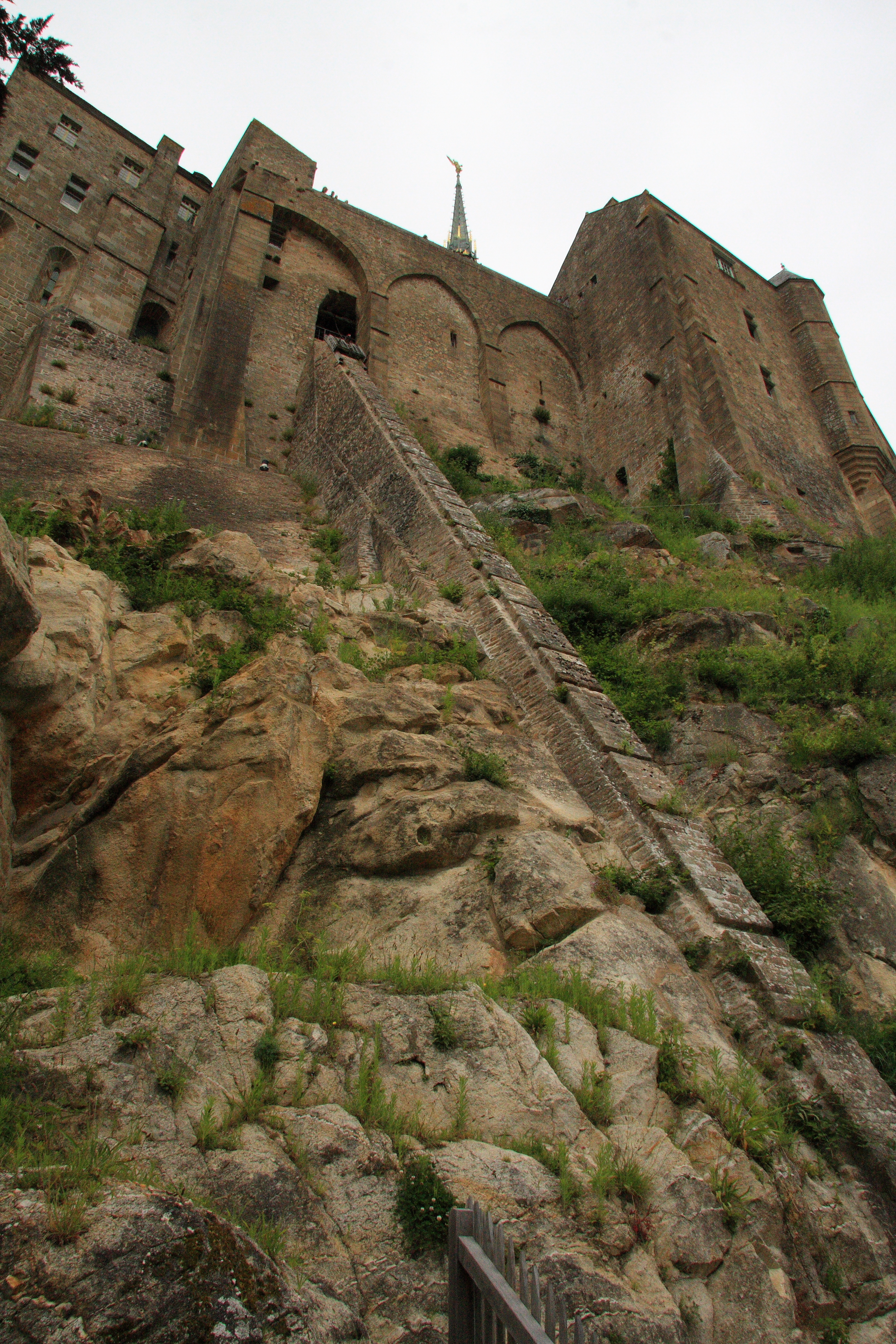
Rampe du poulain, surplombée par le saut Gaulthier[note 27].

Dans les ruines de l’infirmerie, effondrée en 1811, il subsiste au-dessus de la porte les trois morts du Dit des trois morts et des trois vifs, représentation murale montrant initialement trois jeunes gentilshommes interpellés dans un cimetière par trois morts, qui leur rappellent la brièveté de la vie et l’importance du salut de leur âme.

### La Merveille et les bâtiments monastiques
L’abbaye du Mont-Saint-Michel est constituée essentiellement de deux parties bien distinctes : l’abbaye romane, où vivaient les moines et, sur la face nord, la Merveille, un ensemble exceptionnel d'architecture gothique élevé sur trois niveaux, grâce aux largesses de Philippe Auguste, de 1211 à 1228:46.

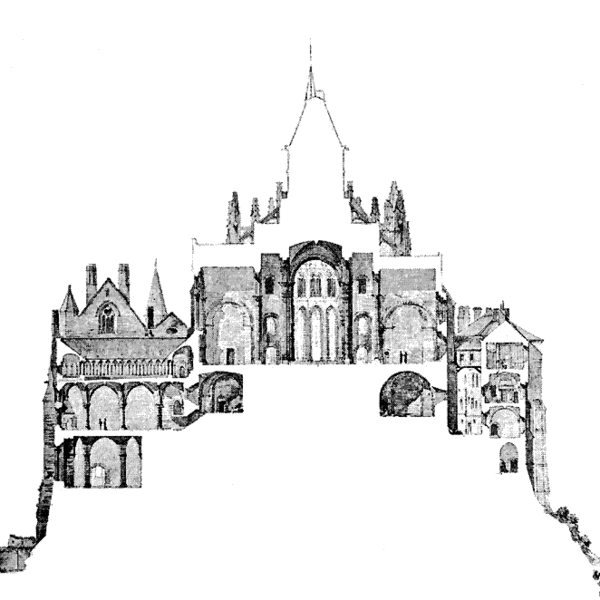
Coupe de l’abbaye ; la Merveille se trouve à gauche, au nord, face à la mer.

Le bâtiment de la Merveille, situé juste au nord de l’église abbatiale, comprend de haut en bas : le cloître et le réfectoire ; la salle de travail (dite salle des Chevaliers) et la salle des Hôtes ; le cellier et l'aumônerie, le tout dans un parfait exemple d’intégration fonctionnelle. L’ensemble, appuyé sur la pente du rocher, est constitué de deux corps de bâtiments de trois étages.
Au rez-de-chaussée, le cellier sert de contrebutement. Puis chaque étage comporte des salles de plus en plus légères à mesure que l’on accède au sommet ; quinze puissants contreforts, situés à l’extérieur, soutiennent le tout. Les contraintes topographiques ont donc joué un grand rôle dans la construction de la Merveille, mais ces trois étages symbolisent aussi la hiérarchie sociale au Moyen Âge, correspondant aux trois ordres de la société d'Ancien Régime : le clergé (considéré comme le premier ordre dans la société médiévale), la noblesse et le tiers état. Les pauvres sont accueillis dans l'aumônerie, tandis que les gens de marque le sont dans la salle des Hôtes, et les moines tout en haut près du ciel,.
Raoul des îles édifie, au-dessus de l’aumônerie, la salle des Hôtes (1215-1217) et le réfectoire (1217-1220) ; puis, au-dessus du cellier, la salle des Chevaliers (1220-1225) et enfin le cloître (1225-1228).
La Merveille est organisée en deux parties : la partie est et la partie ouest.

#### La Merveille: partie est
La partie est a été la première réalisée, de 1211 à 1218. Elle comprend, de bas en haut, trois salles : l’aumônerie, construite sous Roger II, puis la salle des Hôtes et le réfectoire, menés à bien par Raoul des Iles, de 1217 à 1220.

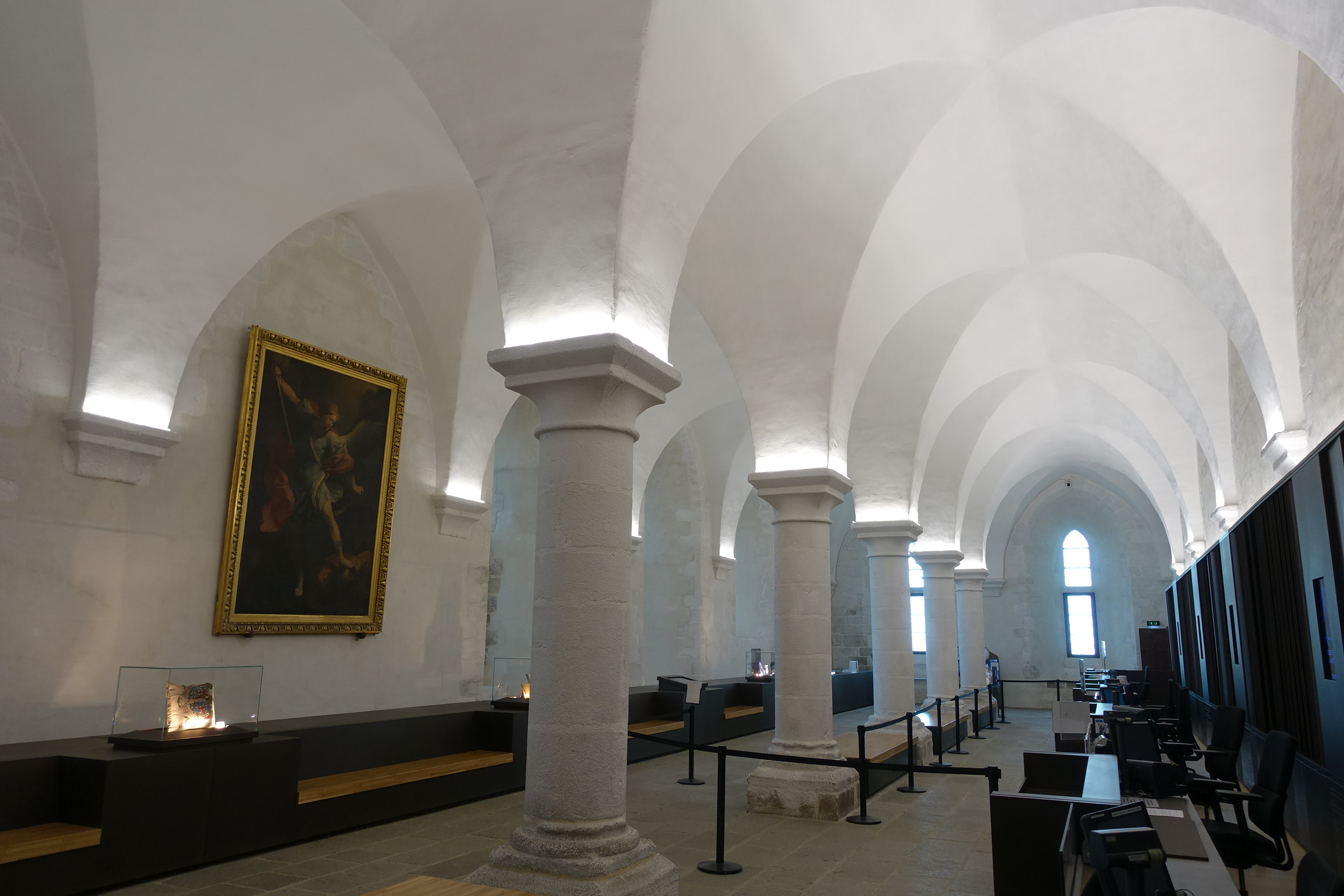
L'aumônerie, faisant office de billetterie.

##### Aumônerie
L'aumônerie a donc été, très probablement, la première réalisation de la Merveille, édifiée sous l'abbé Roger II à partir de 1211. C'est une longue salle très fonctionnelle, massive, construite pour supporter le poids des étages supérieurs, constituée d'une série de six grosses colonnes rondes et lisses surmontées de chapiteaux très simples, séparant deux nefs à voûtes d'arêtes. On y accueillait les pèlerins les plus pauvres:47.
De nos jours, l'aumônerie a retrouvé son rôle d'accueil pour les visiteurs : c'est là que se tient la billetterie.

##### Salle des Hôtes (1215-1217)

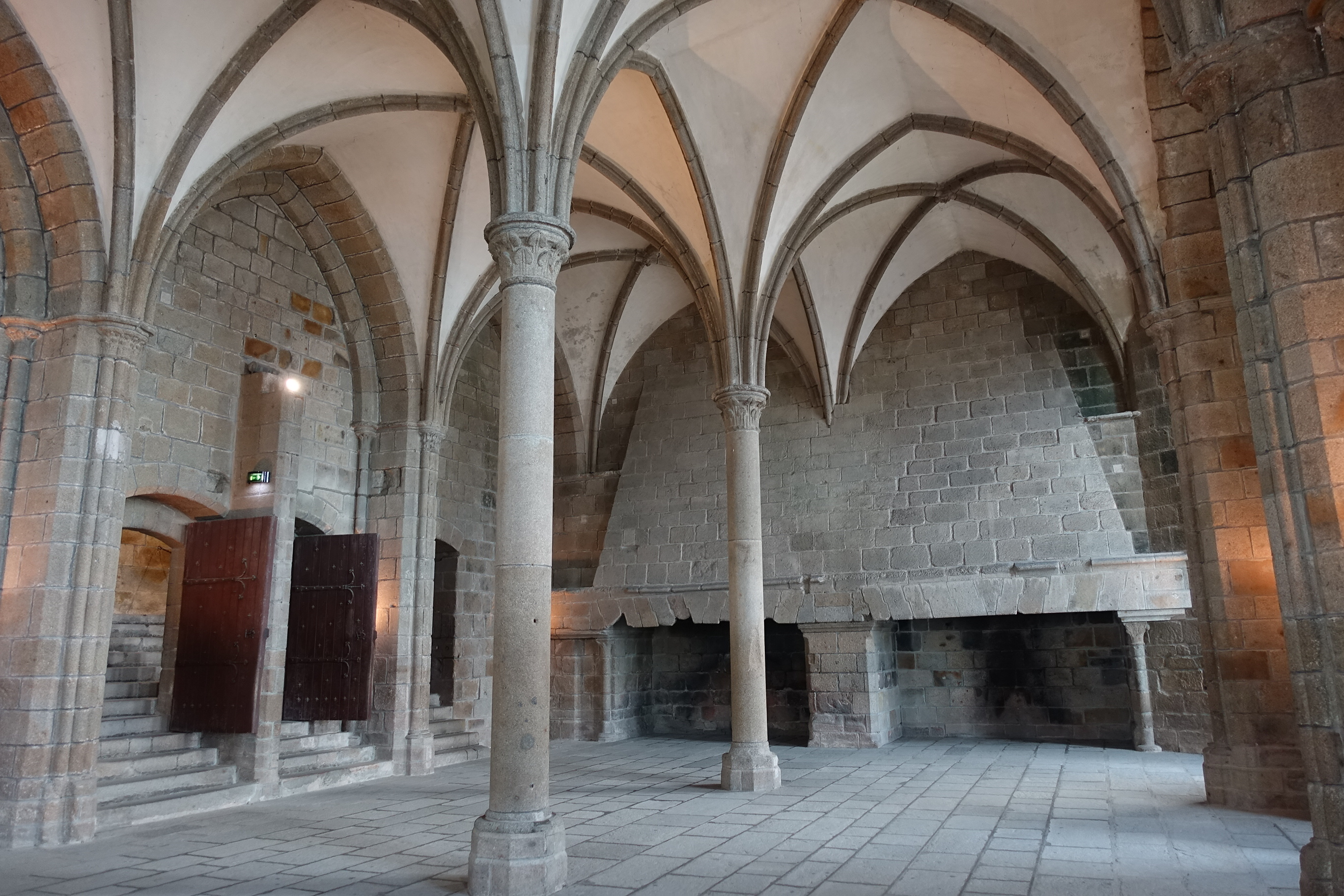
Escalier d'accès, grande porte et double cheminée de la salle des Hôtes, côté ouest.

La salle des Hôtes est une salle à croisées d'ogives, à deux nefs séparées par six colonnes, reprenant donc la disposition de l'aumônerie, placée juste au-dessous. Mais si le plan est le même, la réalisation est cette fois luxueuse, aérée, avec des contreforts intérieurs dissimulés par des demi-colonnes nervurées et engagées, qui rythment à chaque travée les murs latéraux percés de hautes fenêtres composées sur la face nord de deux lancettes divisées par un meneau horizontal et disposées sous des arcs de décharge.
Les deux foyers étaient jadis masqués par une tenture séparant la salle en deux : cuisine et salle à manger. Cette tenture était suspendue à une poutre dont on peut toujours voir les deux culées, entre le meneau central de la grande porte et celui de la fenêtre correspondante.

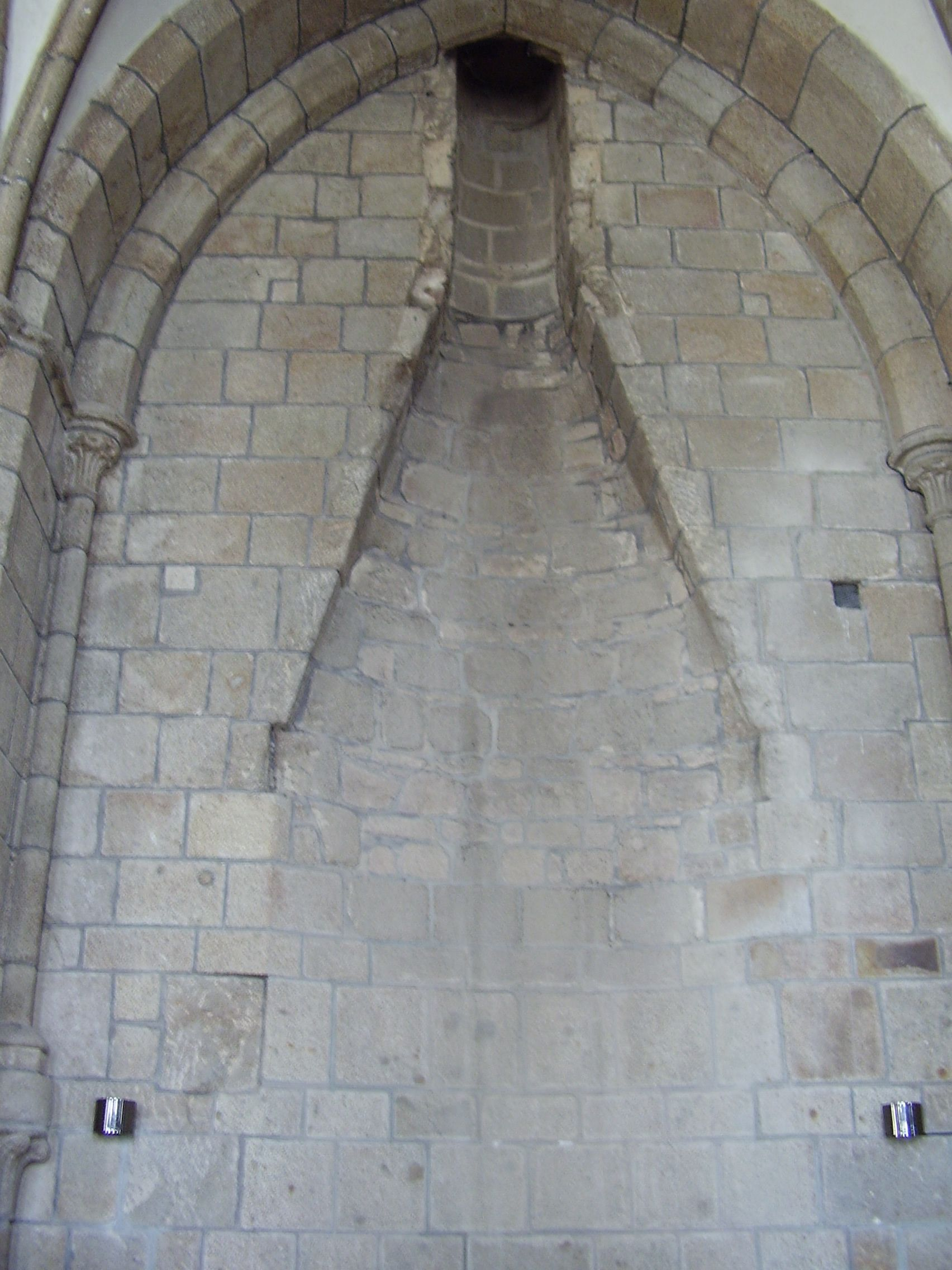
Vestiges de la troisième cheminée, sur le mur sud.

La salle des Hôtes était équipée d'une troisième cheminée dont seul subsiste le conduit sur le mur sud. Cette cheminée marque l'endroit où était dressée la table de l'invité le plus important dont le siège était surmonté d'un dais attesté par les deux « trous » visibles de part et d'autre de la cheminée et recevant deux poutres.
La réception des hôtes, avant l'entrée dans cette salle d'apparat, avait lieu dans la chapelle Sainte-Madeleine attenante, dans laquelle les invités faisaient leurs dévotions avant de passer à table. La salle des Hôtes est clairement destinée à la réception des hôtes de marque, qui trouvaient là le luxe de latrines en encorbellement de la façade nord, et de la double et monumentale cheminée, pour les réchauffer et les restaurer.
Il faut aussi imaginer les murs ornés de tentures, les vitraux, les peintures, les carreaux émaillés parsemés de fleurs de lys et de tours, aux armes du roi de France Louis VIII et de son épouse Blanche de Castille, détruits au XIXe siècle  et remplacés par un dallage de pierre. Les minces colonnes lisses, très élancées, sont surmontées d'élégants chapiteaux au décor végétal, soutenant les fines croisées d'ogives:23-47-48.
Le déclin de l'abbaye à partir du XVIe siècle explique sa moindre fréquentation par des hôtes de marque et l'affectation de cette salle au réfectoire des moines au XVIIe siècle.

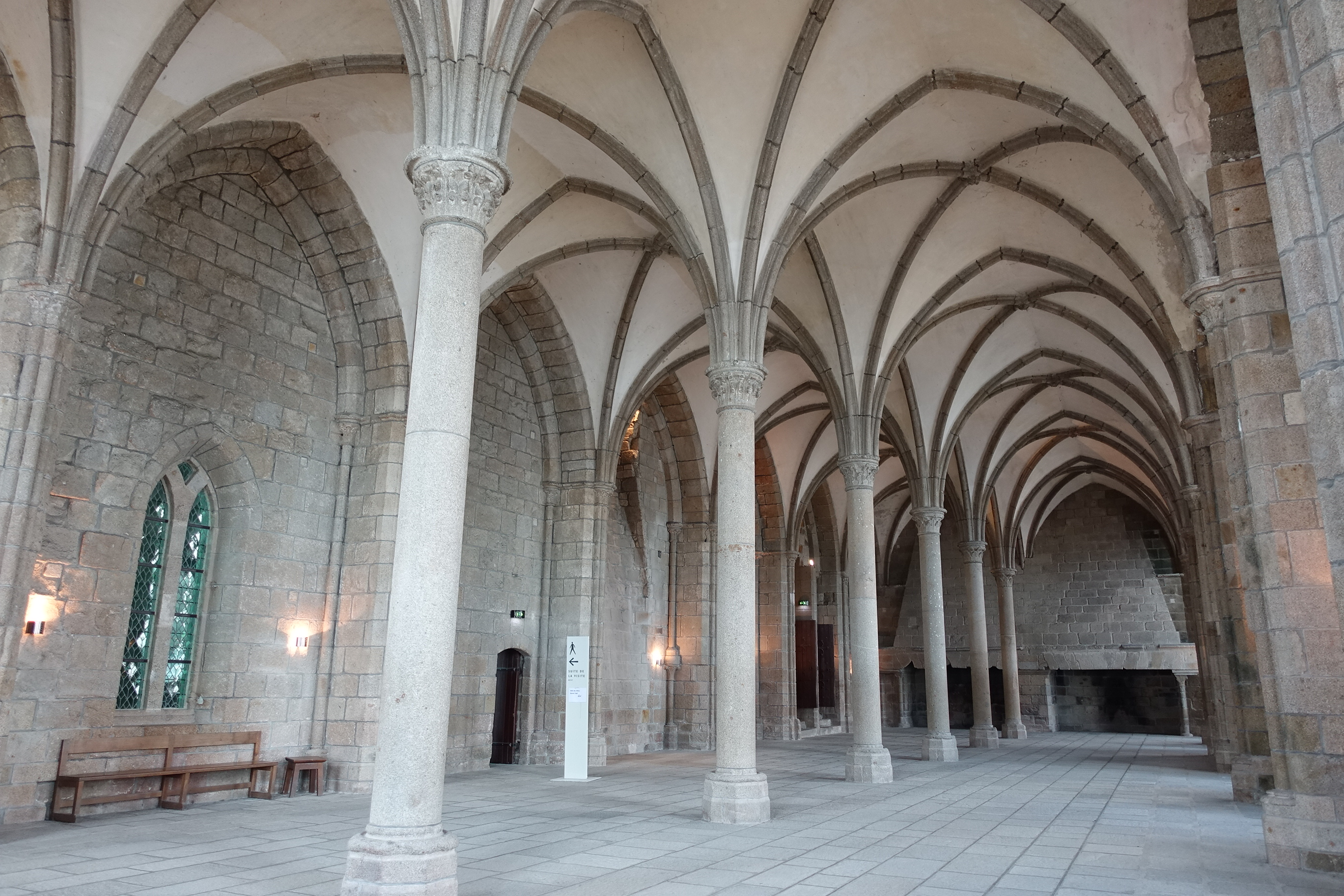
Ensemble de la salle des Hôtes : à gauche, les accès et la troisième cheminée ; au fond, la double cheminée.
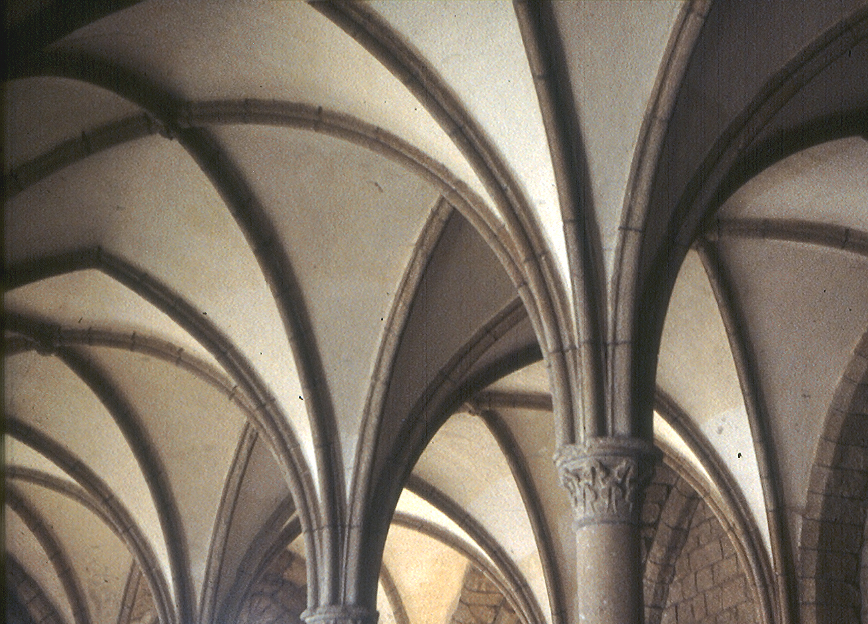
Voûtes de la salle des Hôtes.

##### Réfectoire (1217-1220)

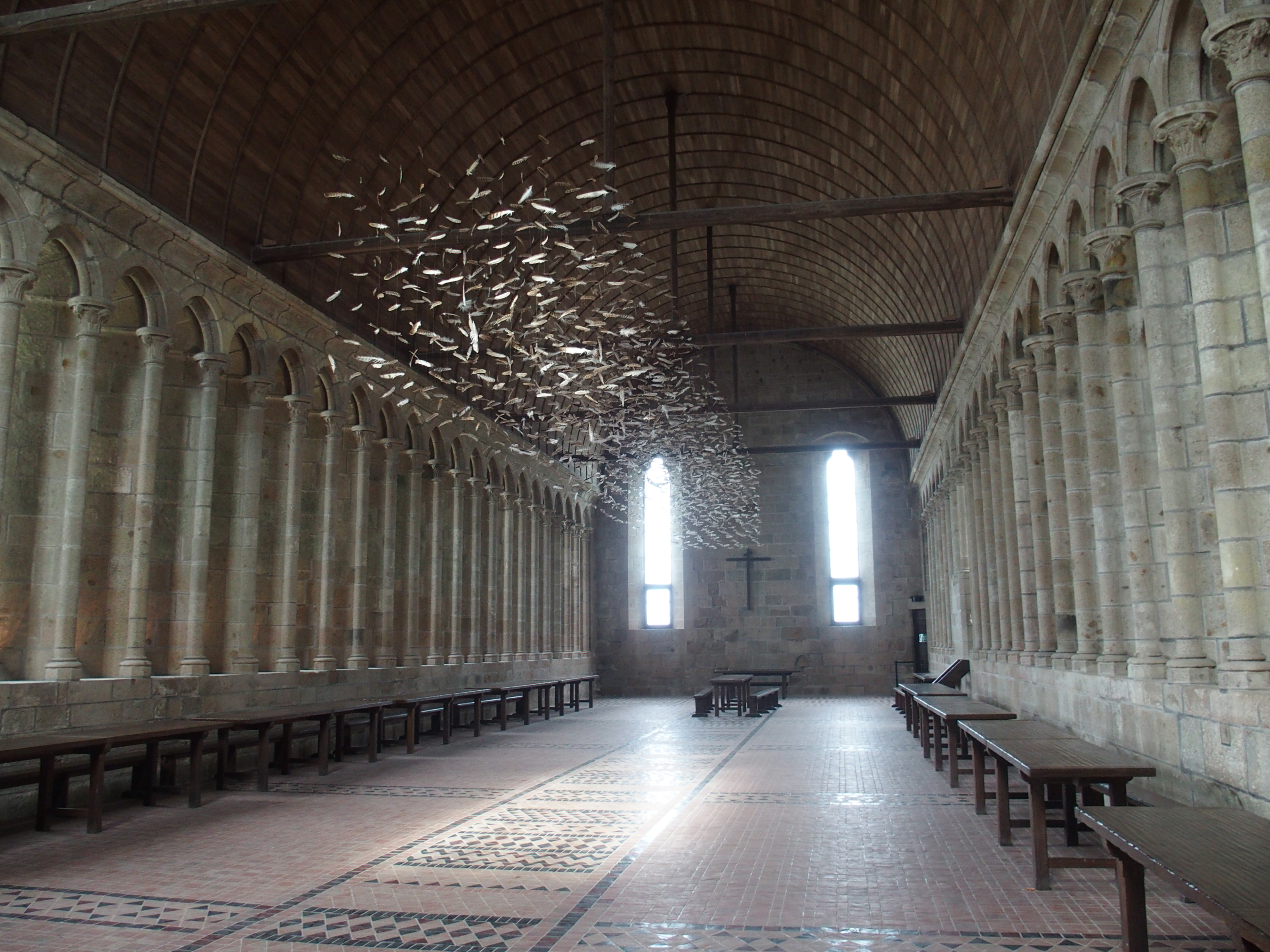
Réfectoire des moines : le lambris repose sur un bandeau, profilé d'un méplat, d'un boudin, et d'un large cavet entre deux filets.

Le réfectoire des moines occupe le troisième et dernier niveau de cette partie orientale de la Merveille. La salle est délimitée en un seul volume par deux murs parallèles dont l'axe longitudinal voûté en berceau, bien que rien ne le souligne, conduit le regard vers la place de l'abbé. L'architecte pouvait affaiblir les murs en ouvrant de trop larges baies, vu la portée du berceau : aussi a-t-il choisi de percer les murs allégés de cinquante-neuf colonnettes engagées dans des piles raidies par un plan de tracé losangé. Les piles encadrent dans le mur nord autant de hautes et étroites fenêtres en accordéon à ébrasement ouvert et profond, contribuant à la splendeur de cette façade nord de la Merveille, « le plus beau mur du monde », aux yeux de Victor Hugo. Les colonnettes sont munies de chapiteaux à crochets sur corbeille arrondie et couronnés d'un tailloir, rond également, où se dessine une moulure en larmier caractéristique du tailloir gothique normand. Le remplacement des murs par ces organes de raidissement fait preuve d'un modernisme surprenant et « préfigure en quelque sorte les principes fondateurs de l'architecture métallique ».
Un curieux effet d'optique saisit le visiteur franchissant le seuil de la porte : de l'entrée, les murs latéraux semblent pleins alors que la lumière entre à flots. En perspective, les fenêtres se chevauchent mais au fur et à mesure que l'observateur progresse dans la salle, elles s'ouvrent les unes après les autres, puis, derrière lui, se referment, formant une sorte de store qui diffuse dans l'ensemble de la salle une lumière indirecte, douce et homogène.
Au milieu du mur sud, intégrée entre deux arcatures couvertes de voûtelettes d'ogives, s'élève une chaire dans laquelle le lecteur, un moine désigné à tour de rôle dans le semainier, psalmodiait recto tono des textes pieux et édifiants. Les moines étaient servis par les plus jeunes, chargés d'aller chercher les plats parvenant au monte-charge relié à la cuisine.
Cet ensemble unique est couvert par un berceau lambrissé qui ne laisse apparaître de la charpente, de loin en loin, que quelques entraits et poinçons. La couverture du bâtiment est faite de schistes locaux:48-49-50.
Dans les années 1960, un pavage en terre cuite vernissé et un mobilier sont réalisés à partir de modèles anciens.

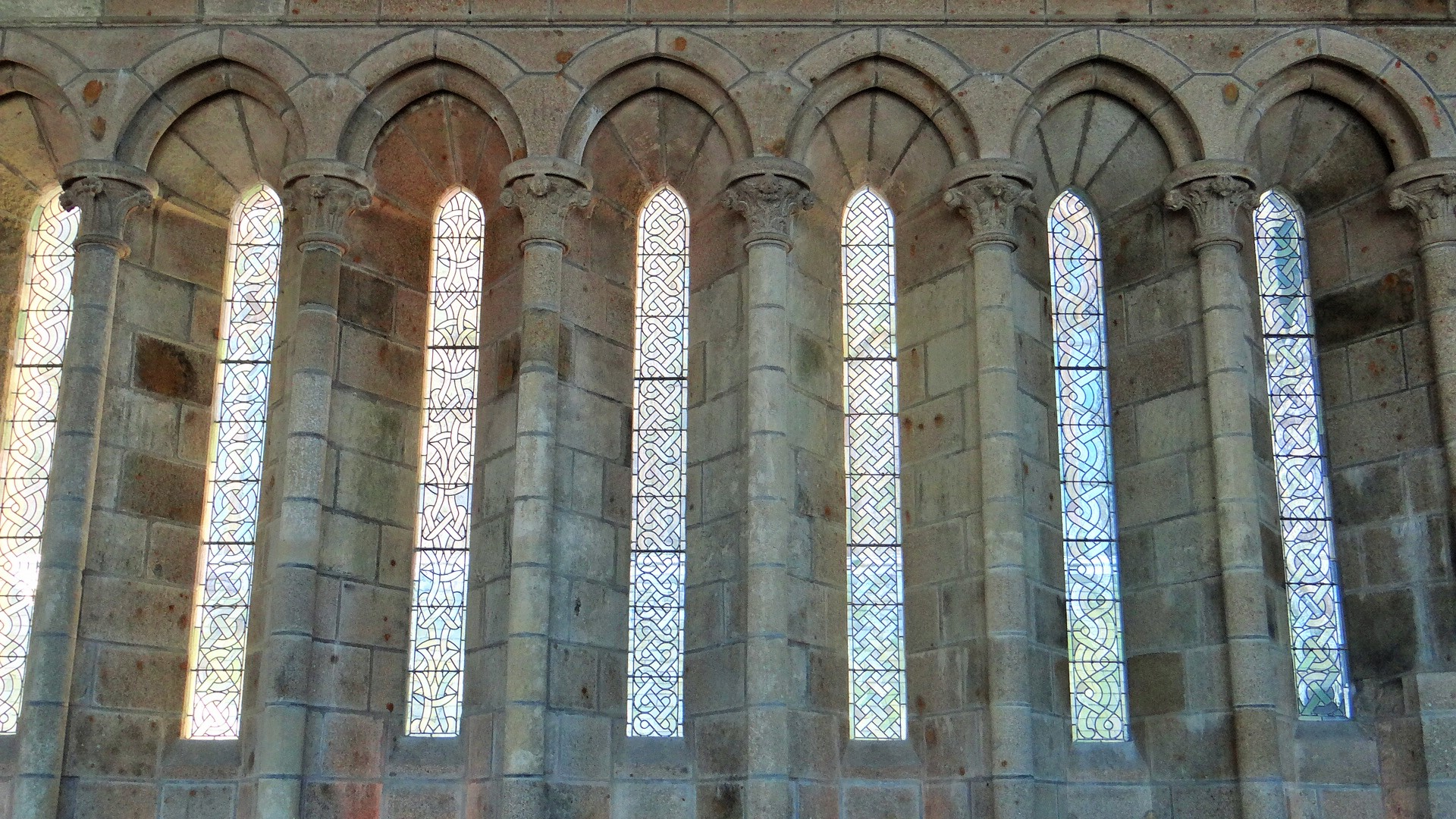
Détail des fenêtres aussi étroites que des meurtrières, couronnées d'arcs couverts de voûtelettes d'ogives.
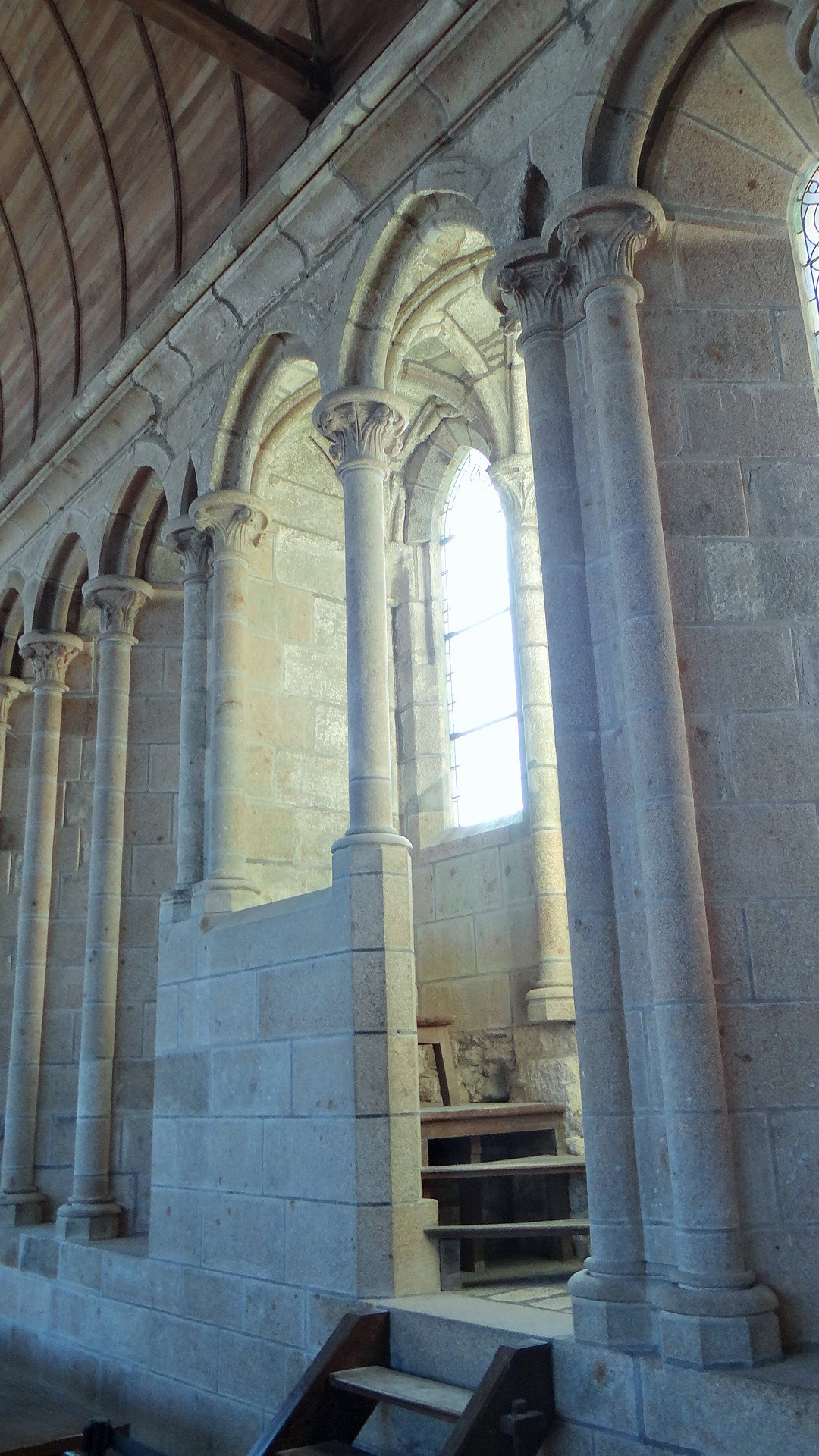
L'escalier qui mène à la chaire encadrée de deux colonnettes jumelées[note 32].
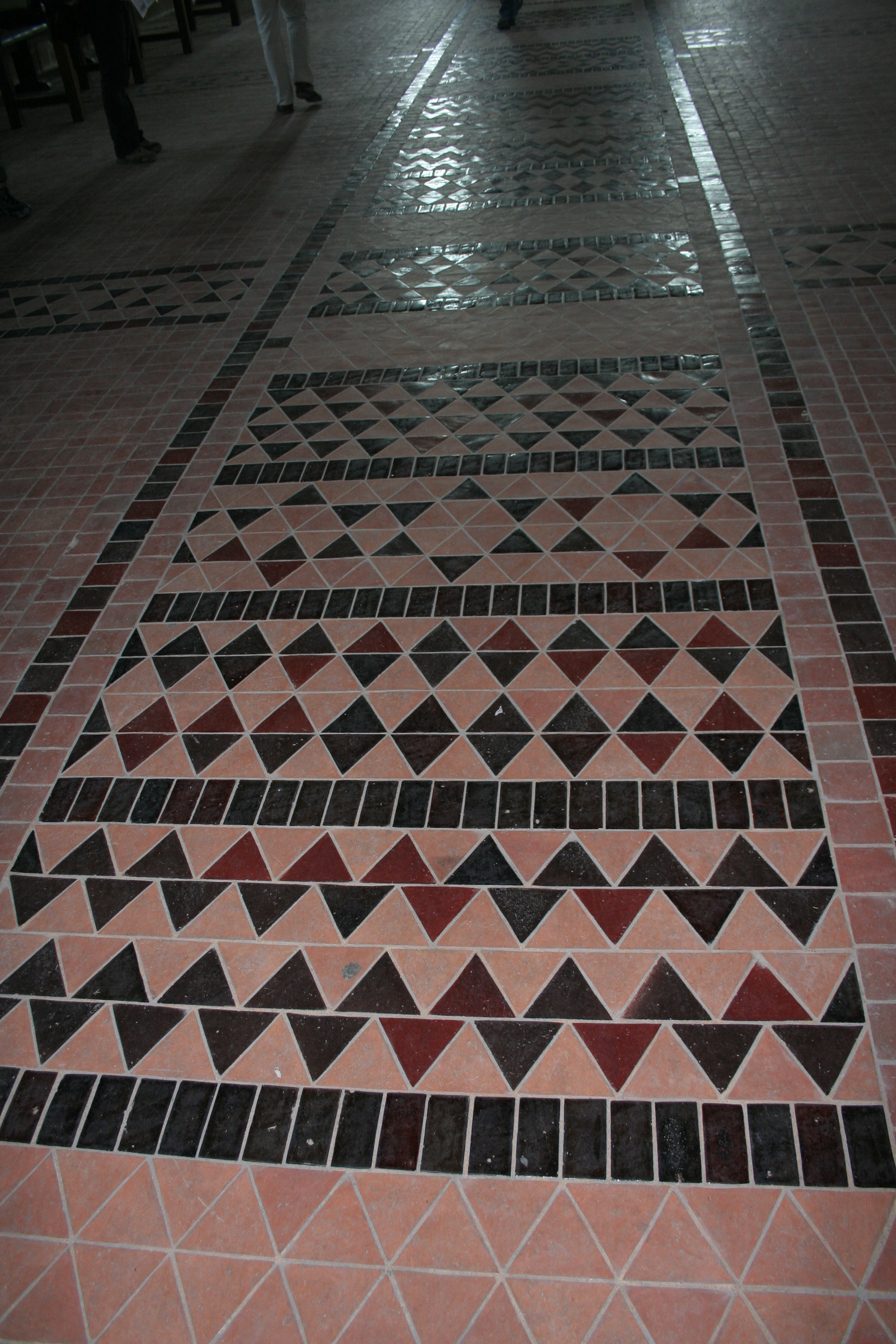
Pavage en terre cuite vernissé.
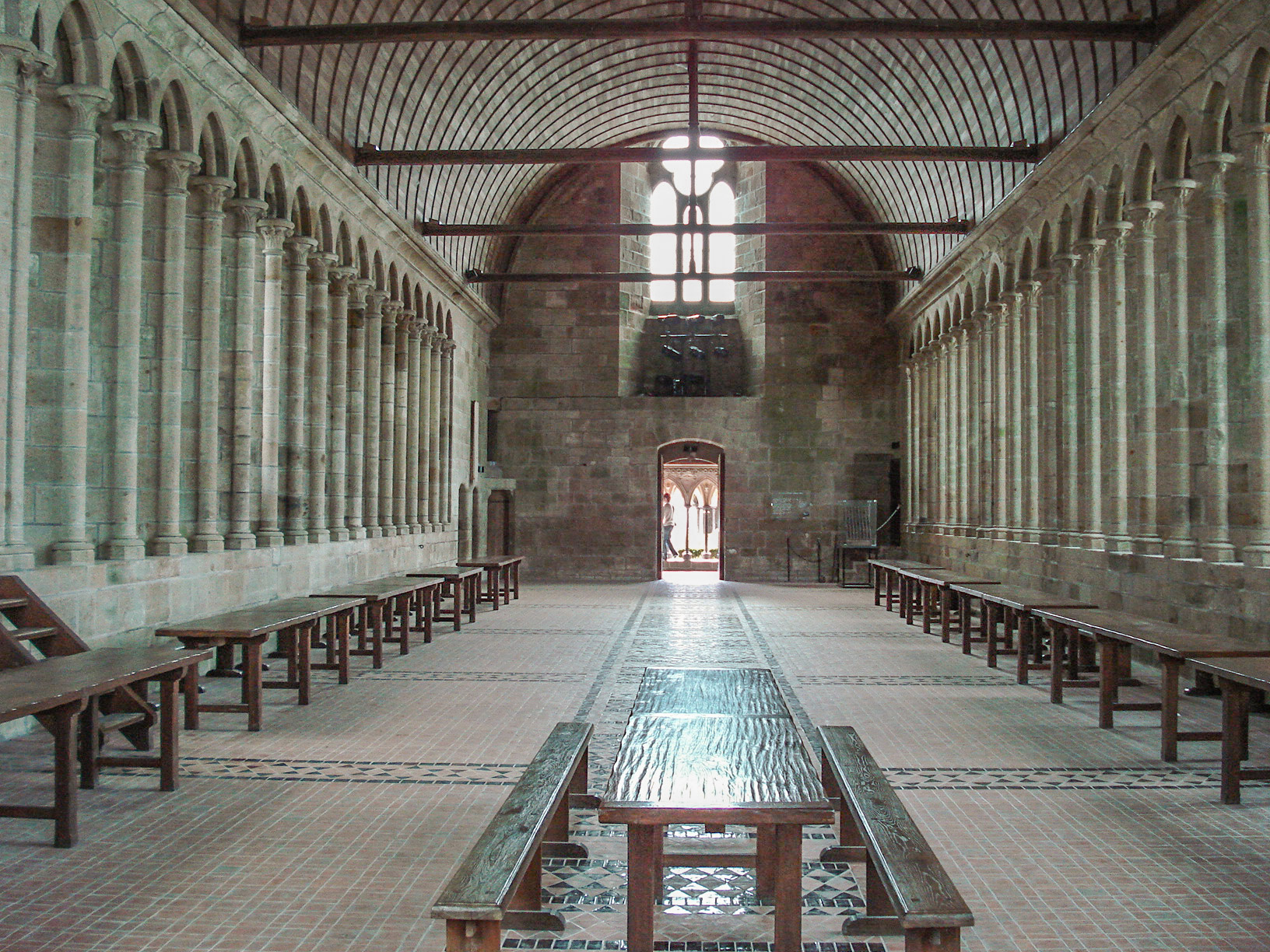
La fenêtre divisée en trois formes surmontées d'un grand oculus trilobé, extradossée en arc brisé très obtus, est caractéristique du gothique de Basse Normandie[110].
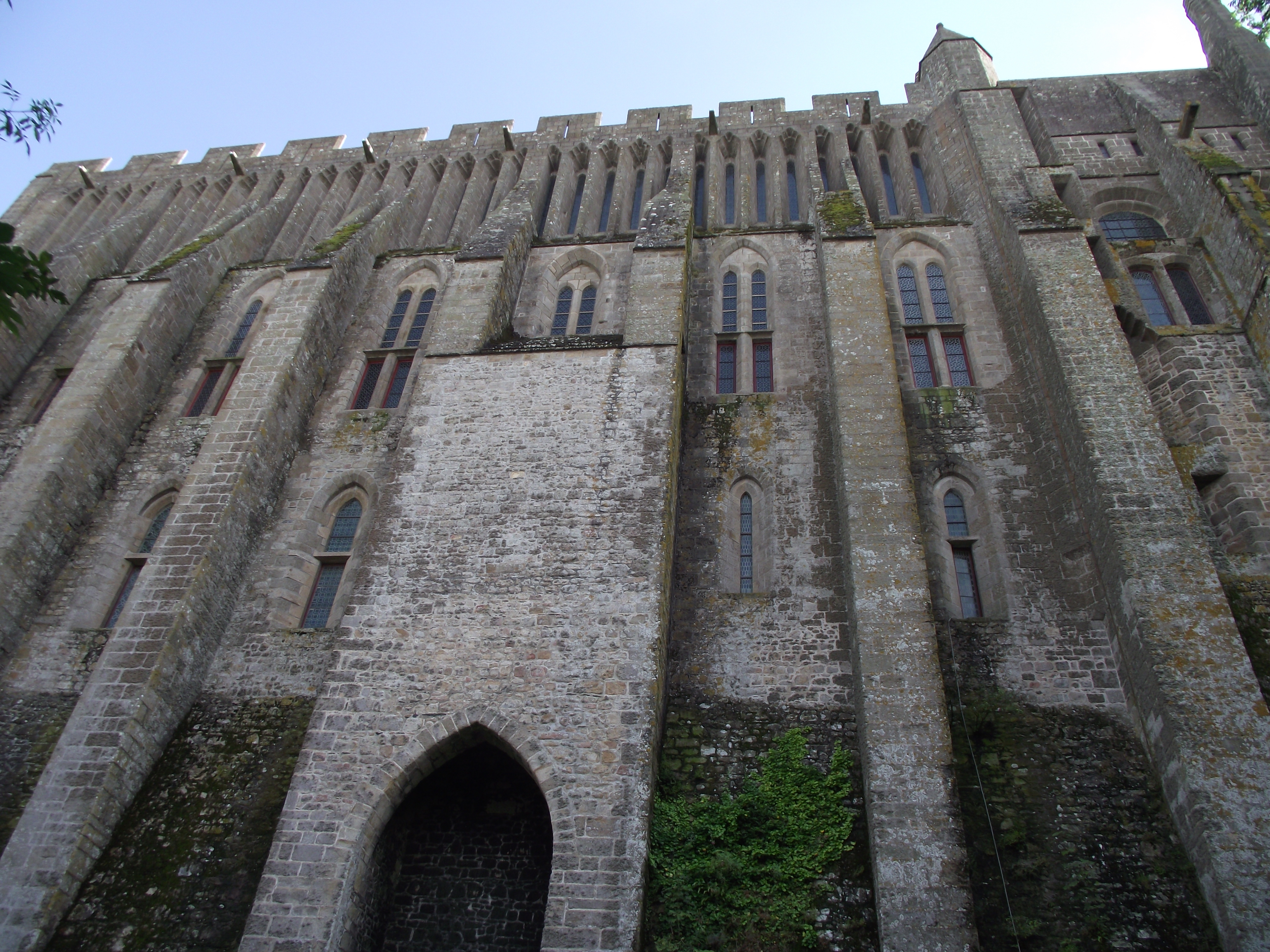
Chaque baie du réfectoire au troisième niveau[note 33] est couverte de pierres s'encorbellant en tas de charge donnant aux fenêtres un aspect polylobé[note 34]. Le coffrage dans la travée centrale servait de vidoir aux latrines.

#### La Merveille: partie ouest
La partie ouest, érigée sept ans plus tard, comporte elle aussi, de bas en haut, sur trois niveaux : le cellier, la salle des Chevaliers et le cloître.

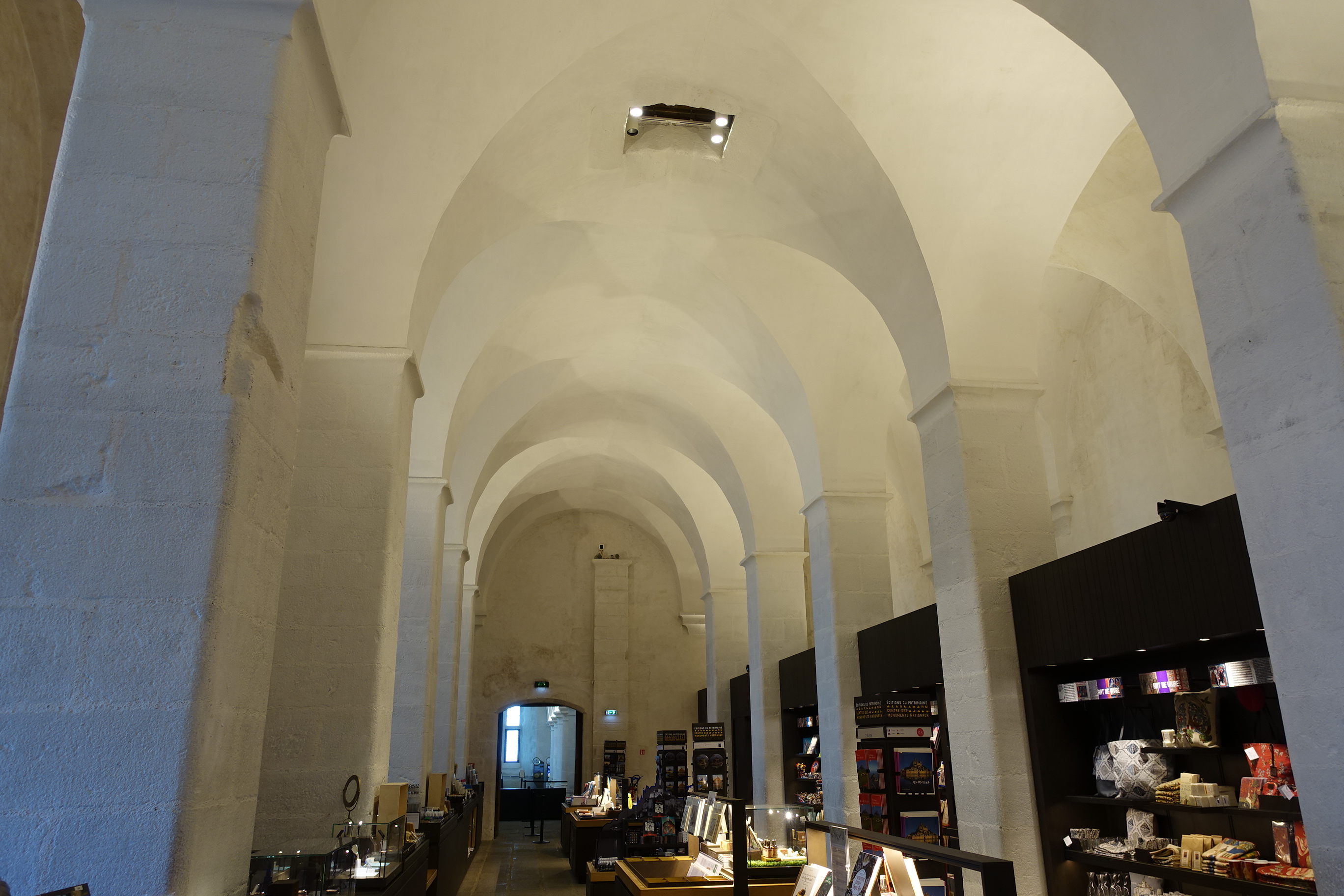
Le cellier, utilisé comme boutique.

##### Cellier
Le cellier était une grande salle fraîche et peu éclairée, assurant la double fonction de conserver les vivres et de soutenir la lourde structure supérieure. Des piliers maçonnés de section carrée et à imposte sont implantés de manière à servir de substruction aux colonnes de la salle des Chevaliers, placée juste au-dessus. Ces piliers séparent le cellier en trois nefs, couvertes de simples voûtes d'arêtes:50-51.

##### Scriptoriumou Salle des Chevaliers (1220-1225)

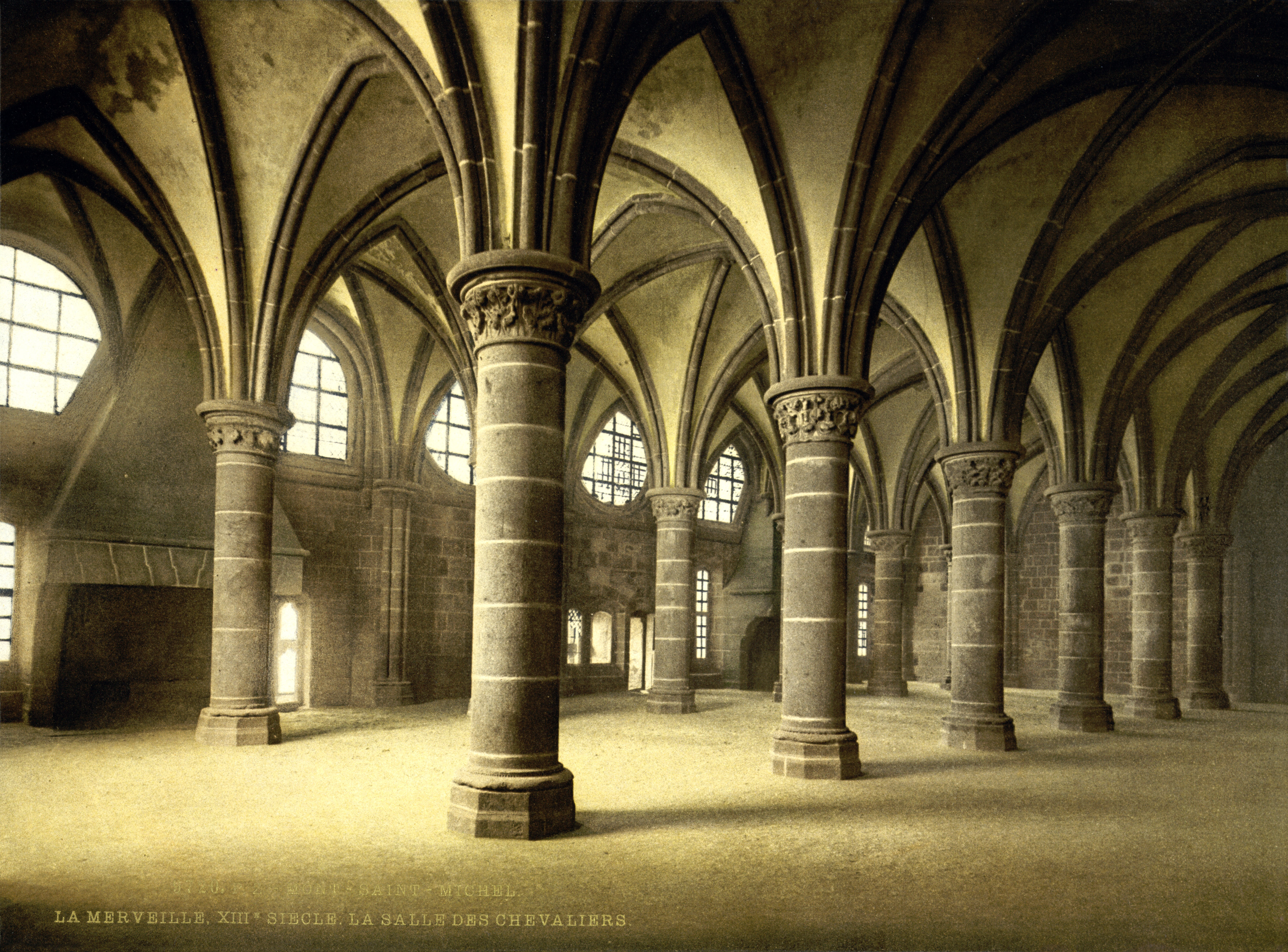
Salle des Chevaliers. Photochrome, vers 1895.

Cette vaste salle était peut-être le scriptorium, où les moines passaient une grande partie de leur temps à copier et enluminer de précieux manuscrits, mais aussi à d'autre tâches intellectuelles (lecture, étude, commentaire). Meublée de pupitres et de coffres contenant la réserve de parchemin, elle est située au nord pour bénéficier d'une lumière qui n'abîme pas les yeux et ne fait pas varier les couleurs des enluminures. Les sièges des copistes et des enlumineurs étaient placés près des grandes verrières disposées sur les murs nord et ouest, et qui apportaient la lumière nécessaire au travail sur les pupitres. Alors que la règle bénédictine imposait normalement un chauffoir distinct du scriptorium, l'abbaye aurait bénéficié d'une dérogation avec deux cheminées éloignées l'une de l'autre pour chauffer ensemble une surface très importante. Cet écart à la règle, hypothèse plausible mais non étayée, explique que plusieurs historiens remettent en cause l'affectation de cette salle et y voient le chauffoir où les moines venaient se réconforter les jours de grand froid, ou la salle du chapitre.
Après la création de l'ordre des chevaliers de Saint-Michel par Louis XI en 1469, elle prit le nom de salle des Chevaliers. Il ne semble pourtant pas qu'elle ait servi à d'autres usages que monastiques.
L'architecture et la décoration dans un style typiquement normand sont reconnaissables au tracé accentué des ogives, ainsi qu'au profil saillant des moulures. Les chapiteaux de granite sont, malgré la dureté de cette pierre, finement sculptés.

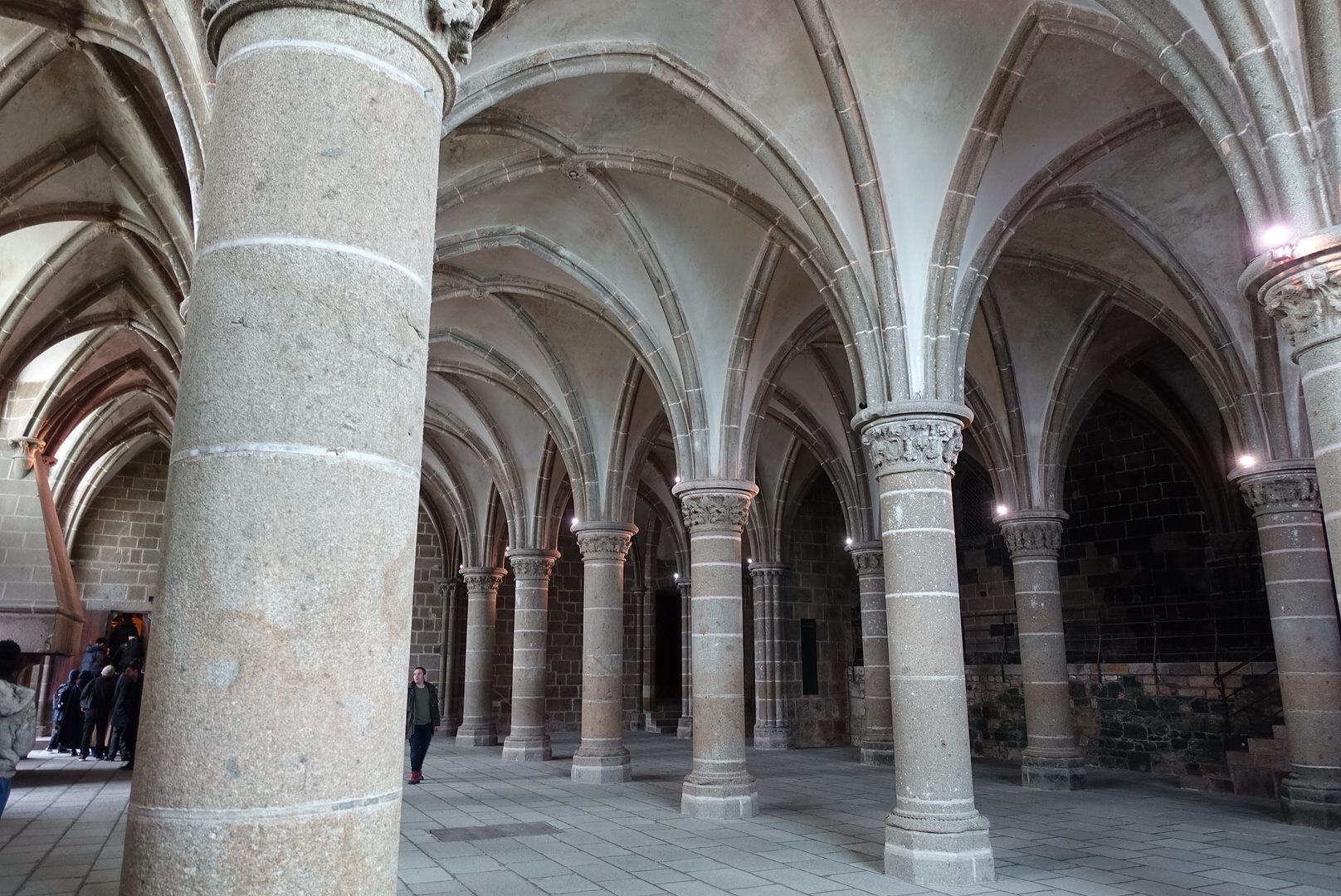
Salle des Chevaliers.
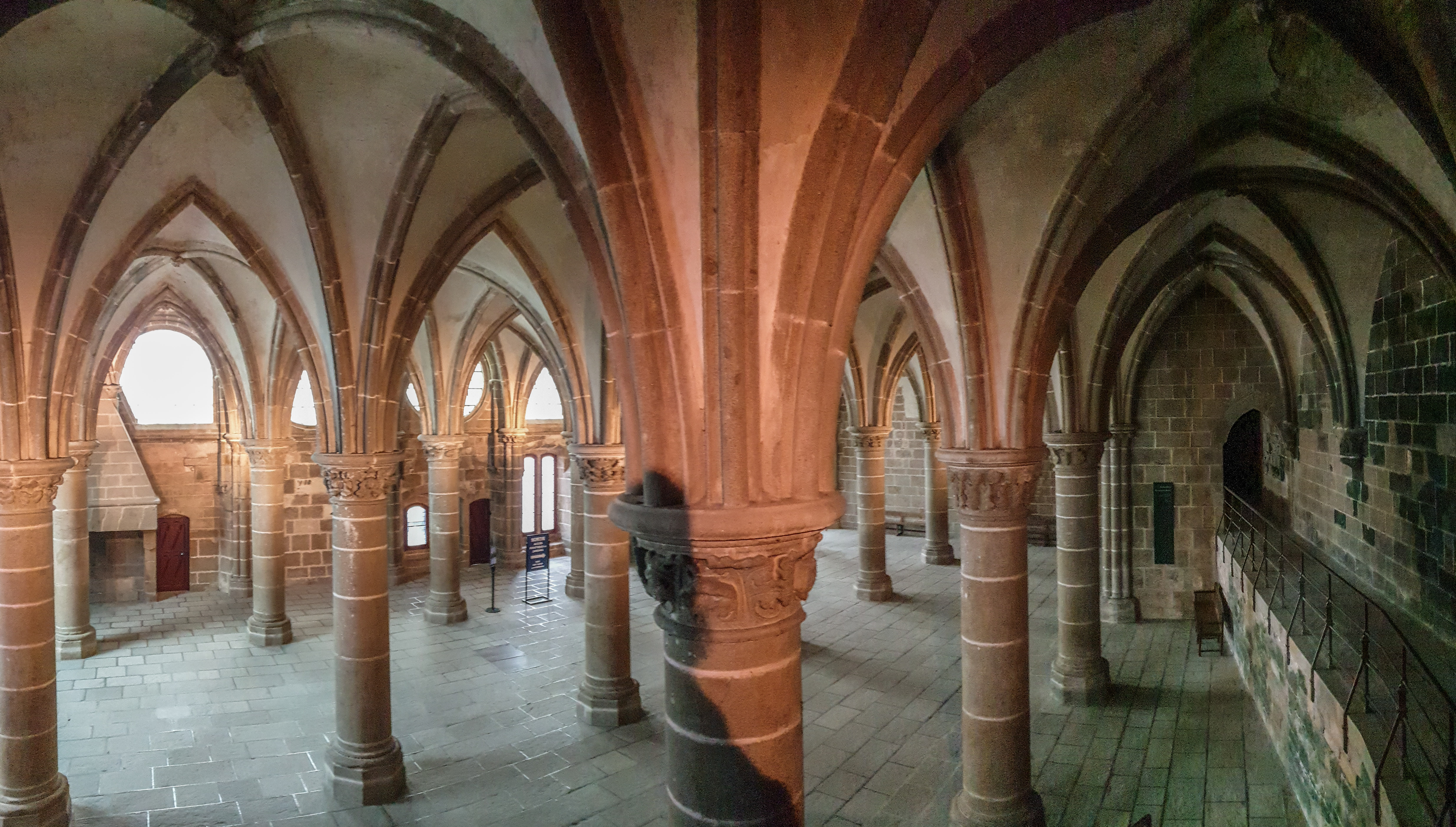
Scriptorium ou salle des Chevaliers.

##### Cloître (1225-1228)

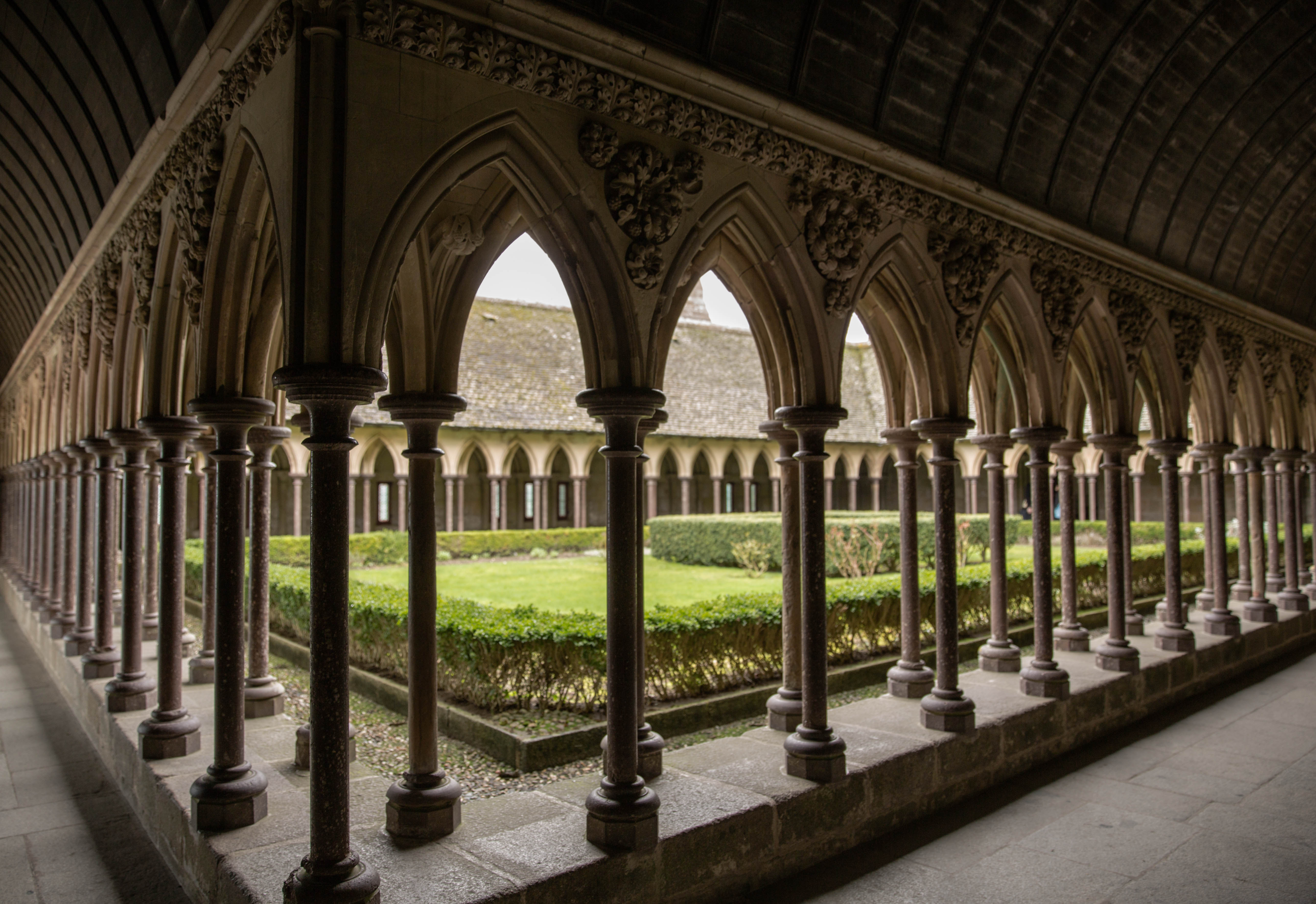
Colonnettes à corbeille lisse et tailloir circulaire, posées sur un mur-bahut.

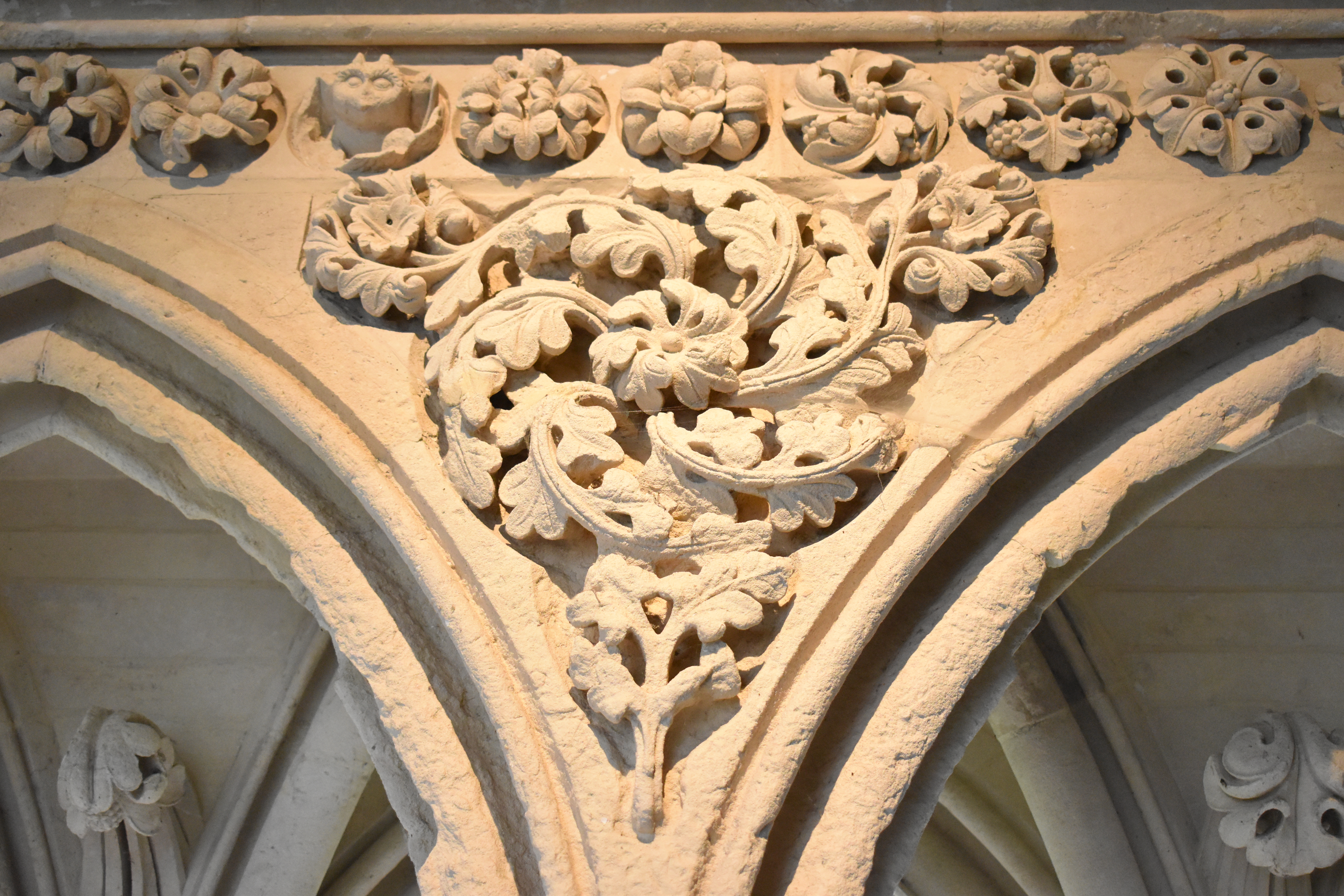
Les 66 écoinçons autrefois polychromes reprennent pour la plupart des thèmes végétaux (feuilles de trèfles en creux surmontées de petits motifs en saillie : têtes et rosaces.

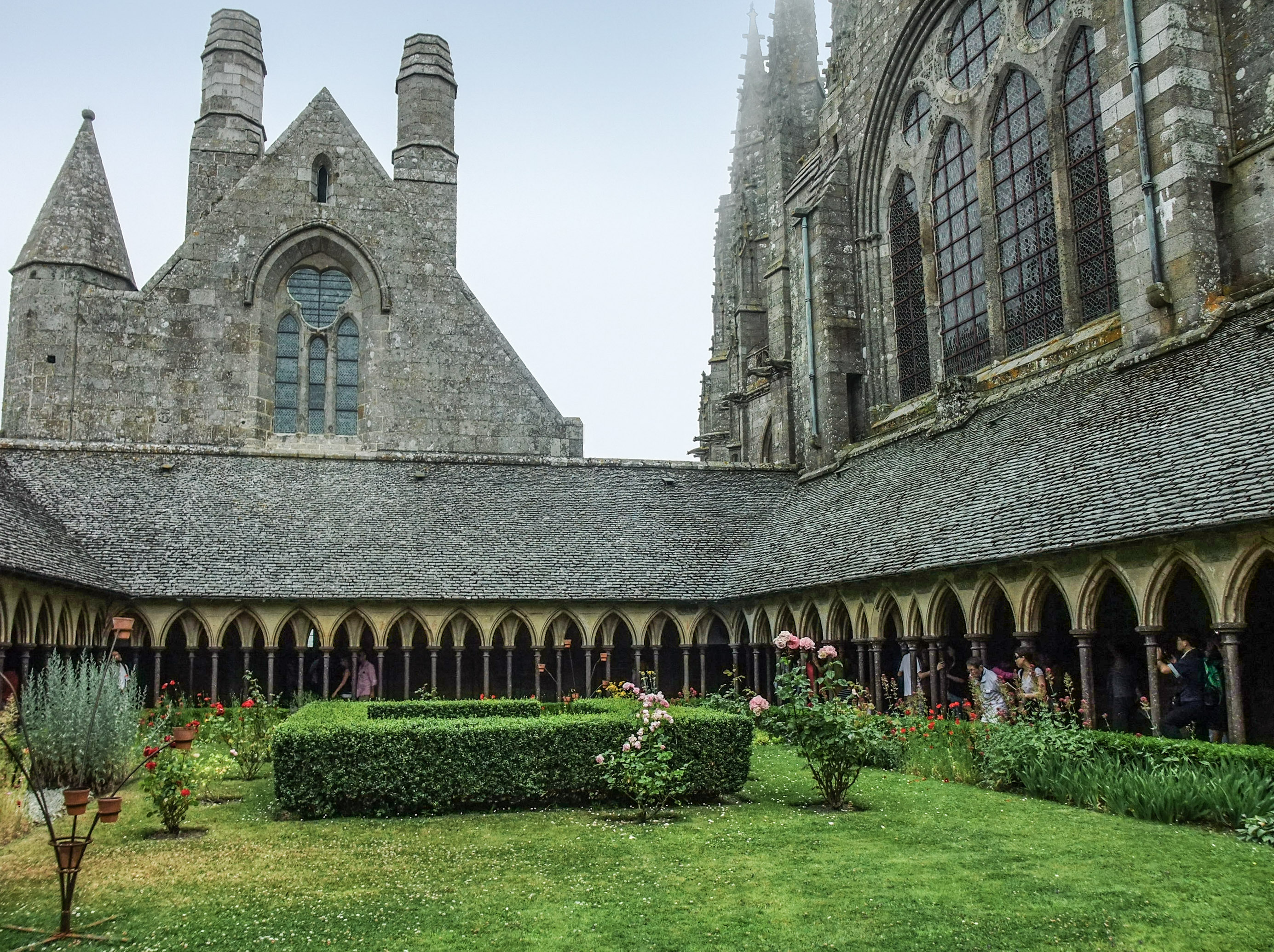
Le cloître : ancien état du jardin médiéval.

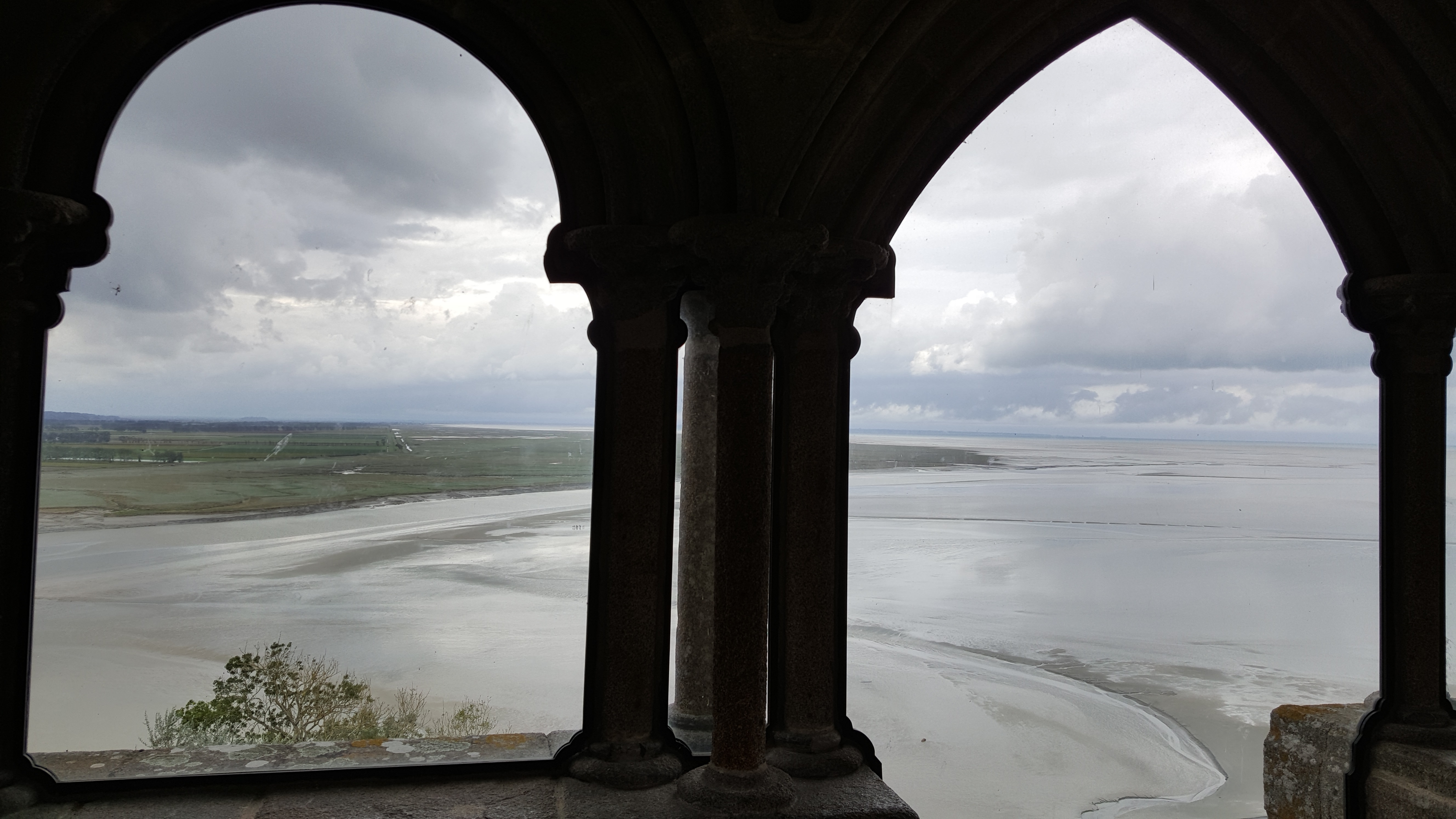
Baies du mur occidental percées par Corroyer.

L'architecte ayant cherché à donner au cloître la plus grande étendue possible, il construit un quadrilatère irrégulier dont la galerie sud empiète sur le croisillon nord de l'église. Mais le cloître n'est pas situé, comme le veut l'usage, au centre du monastère occupé par l'église. Il ne communique donc pas avec toutes ses composantes comme c'est le cas ailleurs, la plupart du temps. Sa fonction est donc purement spirituelle : celle d'amener le moine à la méditation. Les pèlerins qui montaient vers l'abbaye pour y accomplir leurs dévotions et approcher les reliques, pouvaient visiter le cloître.
Trois arcades de la galerie ouest sont étonnamment ouvertes sur la mer et le vide. Ces trois baies en arcs brisés devaient servir de portes à une salle capitulaire surmontant la bibliothèque, dans un troisième corps de bâtiment qui n'a jamais été construit. Le projet prévoyait de placer le cloître au centre du circuit monastique, entre le réfectoire, le dortoir et cette salle capitulaire. La construction entreprise (soubassement visible dans le prolongement de la Merveille) n'est pas poursuivie, les raisons de l'abandon de ce projet n'étant pas connues mais probablement liées un manque de moyens financiers.
Les plus fines sculptures (arcades, écoinçons, décoration florale exubérante et variée) sont en un calcaire fin, la pierre de Caen. Leur décor donne lieu à des interprétations symboliques souvent fantaisistes.
Les colonnettes disposées en quinconce et reliées à leur sommet par des arcs diagonaux finement moulurés, étaient initialement réalisées en calcaire lumachelle importé d’Angleterre (« marbre » de Purbeck), mais ont été restaurées en poudingue pourpré de Lucerne à la fin du XIXe siècle à la suite des travaux menés par Édouard Corroyer. Cette disposition en quinconce permet d'obtenir une légèreté qui contraste avec la puissance des autres constructions.
Dans la galerie sud, une porte communique avec l'église et des soupiraux éclairent le Cachot du Diable et la chapelle des Trente-Cierges. Deux travées d'arcatures géminées, supportant le chemin de ronde qui domine le cloître, encadrent le lavatorium établi sur deux bancs superposés, où l'on se lavait les mains avant d'entrer au réfectoire. Il s'y renouvelait notamment chaque jeudi la cérémonie du lavement des pieds.
Les deux portes de la galerie est s'ouvrent sur les cuisines et le réfectoire.
Des cellules appelées « loges » ont été construites au XIXe siècle sous les combles de la galerie nord pour y mettre au fer des détenus récalcitrants, comme Martin Bernard, Blanqui et d'autres prisonniers politiques de 1830 ou 1848.
Un jardin médiéval est recréé en 1966 par frère Bruno de Senneville, moine bénédictin féru de botanique. Au centre, un motif de buis rectangulaire était bordé de treize rosiers de Damas. Les carrés de plantes médicinales, d’herbes aromatiques et de fleurs évoquaient les besoins quotidiens des moines au Moyen Âge.
Le cloître a fait l'objet d'importants travaux de janvier à novembre 2017. Les éléments sculptés, nettoyés et restaurés, ont été mis en valeur par un éclairage de qualité. Le sol des galeries a été abaissé à son niveau d'origine. Le jardin précédent a été remplacé par une étendue gazonnée désormais étanche.

### Belle Chaise et bâtiments du sud-est

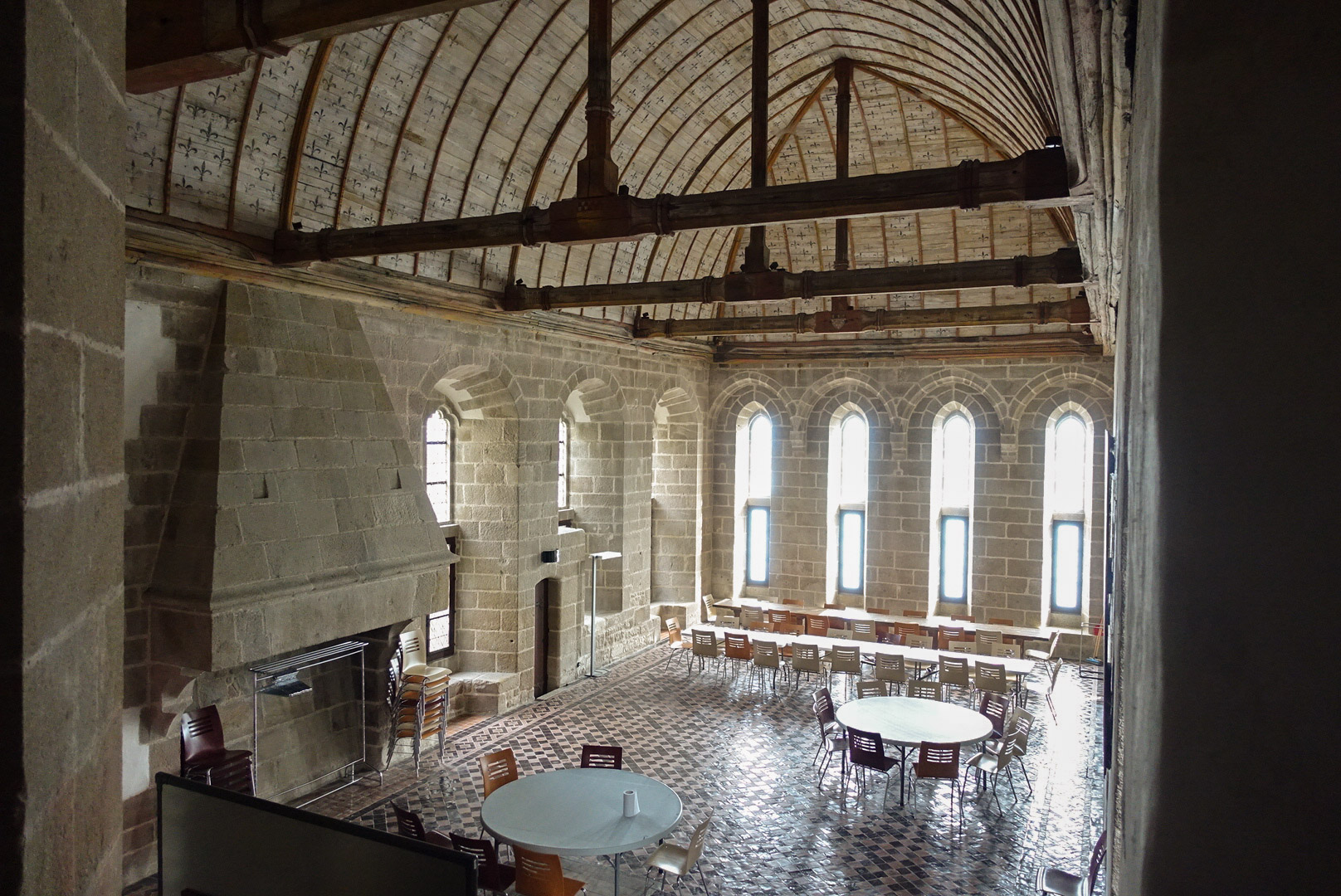
Salle de l'officialité (tribunal), dite « Belle Chaise ».

De même, les bâtiments de Belle Chaise (achevée en 1257, décor reconstitué en 1994:78) et des logis abbatiaux intègrent les fonctions administratives de l’abbaye aux fonctions cultuelles. L’abbé Richard Turstin édifie, à l’est, la salle des Gardes (actuelle entrée de l’abbaye), ainsi qu’une nouvelle officialité, où était rendue la justice relevant de l’abbaye (1257).
Vers 1393, sont édifiées les deux tours du Châtelet, puis la tour Perrine et une Bailliverie. Le tout fut complété, à l’initiative de l’abbé Pierre Le Roy, par un logis personnel complétant les fortifications de l’abbaye.

## Vie religieuse

### Communauté

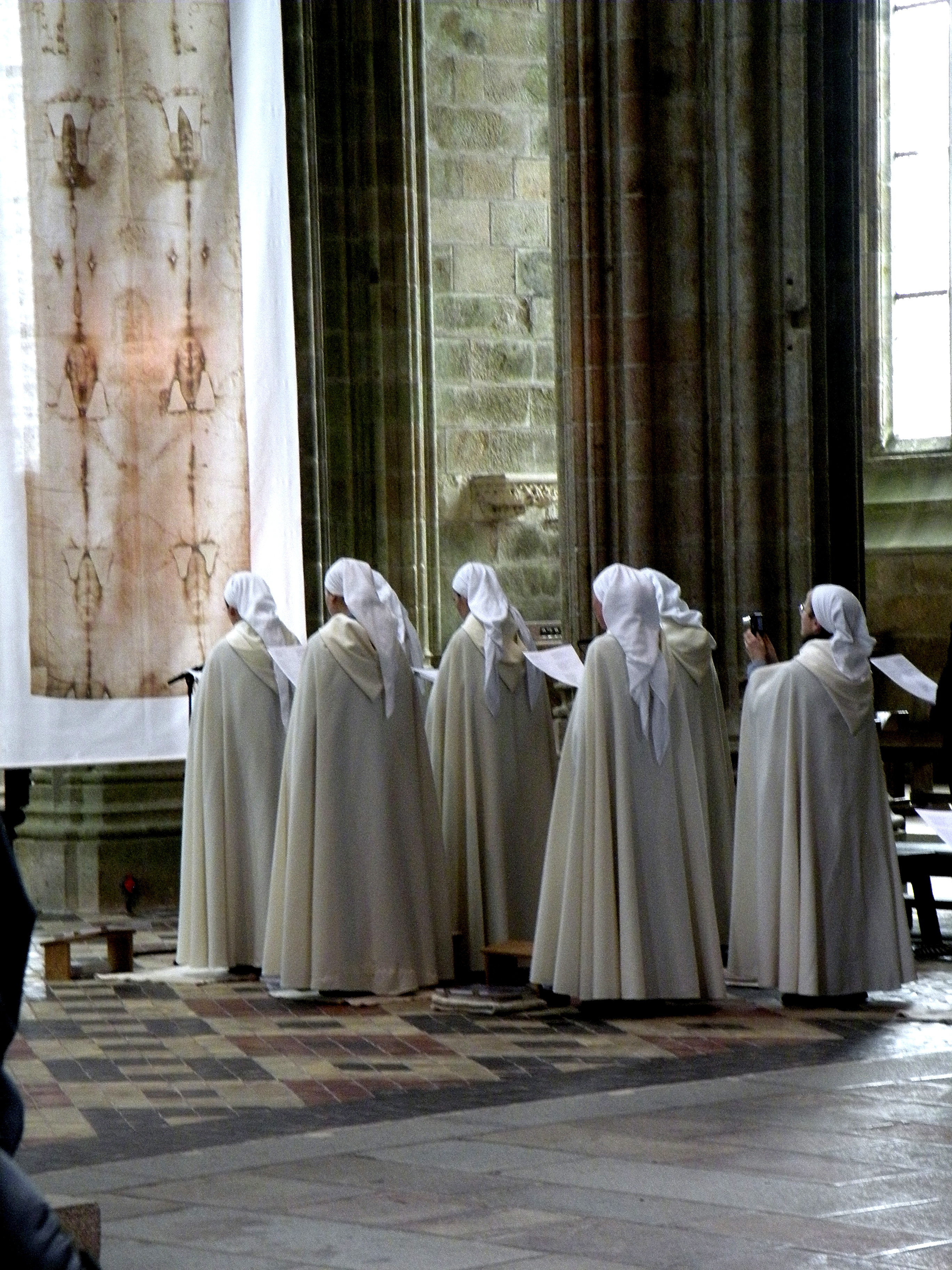
Moniales dans l'église abbatiale.

Le culte catholique romain est réintroduit à l'abbaye par des moines bénédictins en 1969 puis par les Fraternités Monastiques de Jérusalem qui assure la vie monastique depuis 2001.

### Le titre de «père abbé» du Mont
Depuis le début du XXe siècle, le père abbé de l'abbaye Saint-Michel de Farnborough porte de droit le titre de « père abbé de l’abbaye du Mont-Saint-Michel ». En effet, à cette époque, l’évêque de Coutances et Avranches le lui octroya pour récompenser l’abbaye de Farnborough pour le service rendu par certains de ses moines (des bénédictins français de l’abbaye Saint-Pierre de Solesmes en exil) qui étaient venus assurer une présence spirituelle au Mont auprès des pèlerins, de plus en plus nombreux à y revenir. La charte d’octroi stipule que le père abbé portera ce titre jusqu’à ce qu’une nouvelle communauté bénédictine se réinstalle au Mont et réélise un nouveau père abbé, ce qui, n’étant pas réalisé à ce jour, est encore valable.[réf. nécessaire]
Le supérieur des religieux des Fraternités monastiques de Jérusalem, présents à l'abbaye du mont, porte le titre de « prieur ». Depuis 2018, la charge est exercée par frère Théophane.
Le titre de « recteur du sanctuaire » a été porté par des prêtres diocésains ; la charge est confiée, depuis 2021, à un prêtre de la communauté Saint-Martin et la charge est exercée, depuis 2023, par Pierre Doat.

## Gestion et administration
Le monument est une propriété de l'État français dont la gestion est confiée au centre des monuments nationaux par le ministère de la Culture. Depuis le 1er janvier 2020 sa direction est confiée au directeur de l'établissement public du Mont-Saint-Michel.

### Fréquentation
La fréquentation du site et de l'abbaye est concentrée dans le temps. Elle est la plus forte au cours de la période estivale et de certains week-ends printaniers qui concentrent le tiers des visiteurs du Mont-Saint-Michel, avec une moyenne journalière approchant les 12 000 visiteurs et des pics dépassant les 16 000 visiteurs par jour, avec un flux de visiteurs de moins en moins dense au fur et à mesure de l'ascension vers l'abbaye. « Au cours d’une journée, c’est entre 11 h et 16 h que la densité de visiteurs sur le site est la plus forte ».
D'après la DGCIS, l'abbaye du Mont-Saint-Michel est le 13e site culturel le plus visité en France en 2010.
Alors qu'elle avait augmenté régulièrement depuis le début du XXIe siècle, la fréquentation de l'abbaye a souffert d'une baisse à partir des années 2010 (1,33 million d’entrées payantes en 2011, moins d'un million en 2013). L'abbaye aurait pâti en effet des nouvelles conditions de desserte de la presqu’île et de la mauvaise réputation du site du Mont-Saint-Michel offrant des prix élevés pour des prestations mal appréciées.
En 2014, l'abbaye enraye cette évolution en accueillant 1 223 257 visiteurs (663 209 Français et 560 048 étrangers, dont 35 % de Japonais), soit une augmentation de 3,3 % par rapport à l'année précédente. Depuis le 22 juillet 2014, les visiteurs peuvent se rendre au Mont par les nouveaux ouvrages d'accès créés par l'architecte Dietmar Feichtinger qui a remporté le concours du projet Saint-Michel : le déclin touristique avait alors repris, en raison notamment de la hausse des tarifs de stationnement.
En 2019, l'abbaye du Mont-Saint-Michel a accueilli 1 479 293 visiteurs. Le site voit ainsi sa fréquentation augmenter de 6,12 % par rapport à l'année précédente, selon le centre des monuments nationaux. L'abbaye du Mont-Saint-Michel est le second site le plus fréquenté de France en 2019, après l'arc de triomphe de l'Étoile. Le spectacle nocturne des Chroniques du Mont, qui habille l'abbaye de jeux de lumières, d'effets sonores et de projections vidéo, a rassemblé près de 500 000 spectateurs durant les mois de juillet et août 2019.

### Événements et animations

#### Land Art
Dans le domaine de l’art, Le Mont Solaire, œuvre éphémère, transforma le Mont-Saint-Michel en cadran solaire utilisant la flèche de l’abbaye durant l'équinoxe d’automne 1988. La même équipe créa les « Nocturnes du Mont-Saint-Michel » l'année suivante.

#### Les Nocturnes
Un circuit de visite nocturne des salles illuminées est programmé chaque année en juillet et août.

#### Concerts à l'abbaye
Le centre des monuments nationaux propose depuis 2010 chaque année une saison de concerts de prestige au sein de l'abbaye du Mont-Saint-Michel. La direction artistique est assurée par l'administrateur du monument. À cette occasion, la restauration de l'orgue est achevée en 2012.